# Salvador Dalí

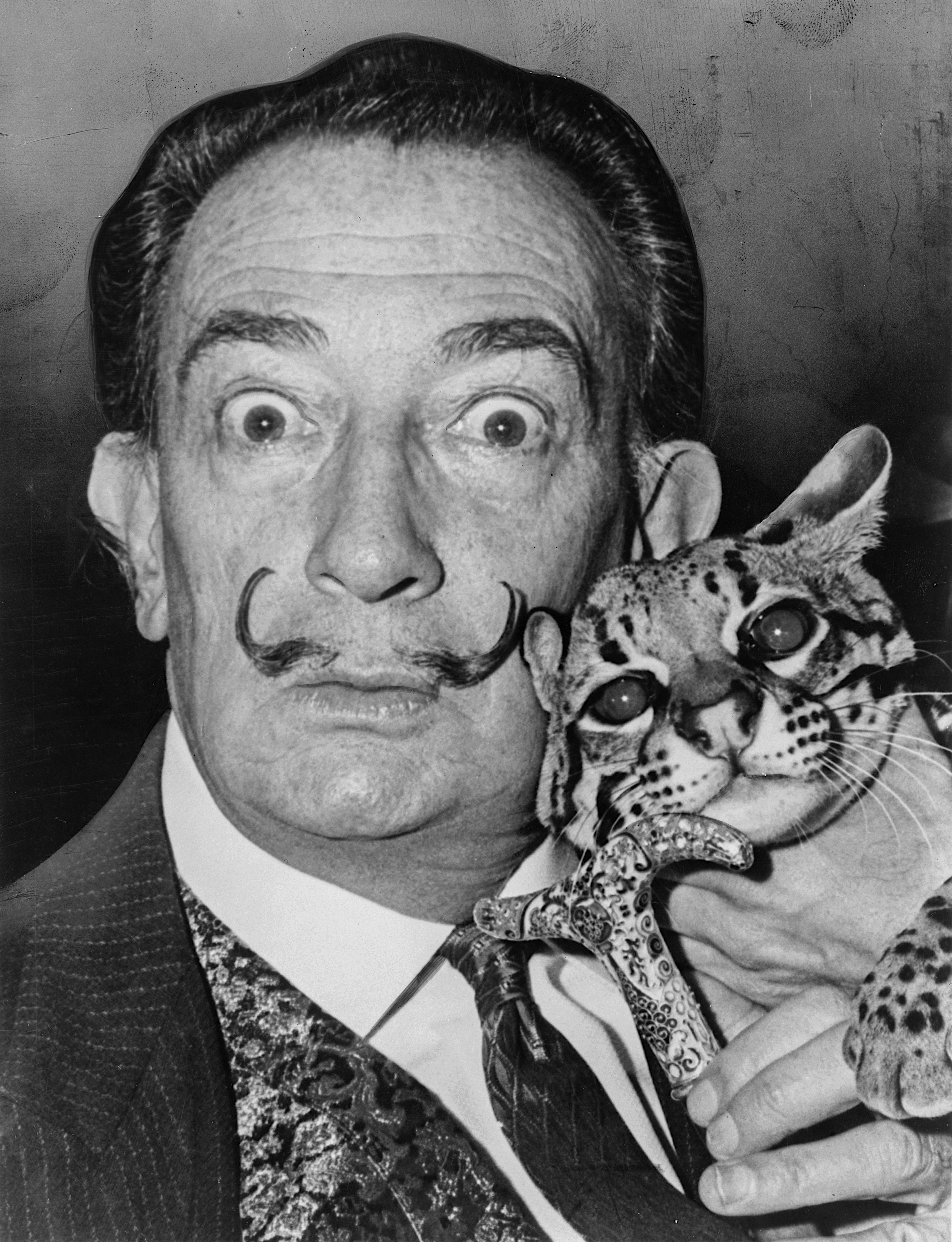
Salvador Dalí im Jahr 1965 mit seinem zahmen Ozelot, den er als Haustier hielt. Der gezwirbelte Schnurrbart wurde zu einem ikonischen Markenzeichen und im Buch Dali’s Mustache porträtiert. Foto von Roger Higgins

Salvador Felipe Jacinto Dalí i Domènech, ab 1982 Marqués de Dalí de Púbol (* 11. Mai 1904 in Figueres, Katalonien, Spanien; † 23. Januar 1989 ebenda), war ein spanischer Maler, Grafiker, Schriftsteller, Bildhauer und Bühnenbildner. Als einer der Hauptvertreter des Surrealismus zählt er zu den bekanntesten Malern des 20. Jahrhunderts.
Um das Jahr 1929 hatte Dalí seinen persönlichen Stil und sein Genre gefunden, die Welt des Unbewussten, die in Träumen erscheint. Schmelzende Uhren, Krücken und brennende Giraffen wurden zu Erkennungsmerkmalen in Dalís Malerei. Sein malerisches technisches Können erlaubte es ihm, seine Gemälde in einem altmeisterlichen Stil zu malen, der an den späteren Fotorealismus erinnert.
Dalís häufigste Themen sind außer der Welt des Traumes die des Rausches, des Fiebers und der Religion; oft ist in seinen Gemälden seine Frau Gala dargestellt. Dalís Sympathie für den spanischen Diktator Francisco Franco, sein exzentrisches Verhalten sowie sein Spätwerk führten vielfach zu Kontroversen bei der Bewertung seiner Person und seiner Werke bis in die Gegenwart hinein.

## Leben

### Kindheit

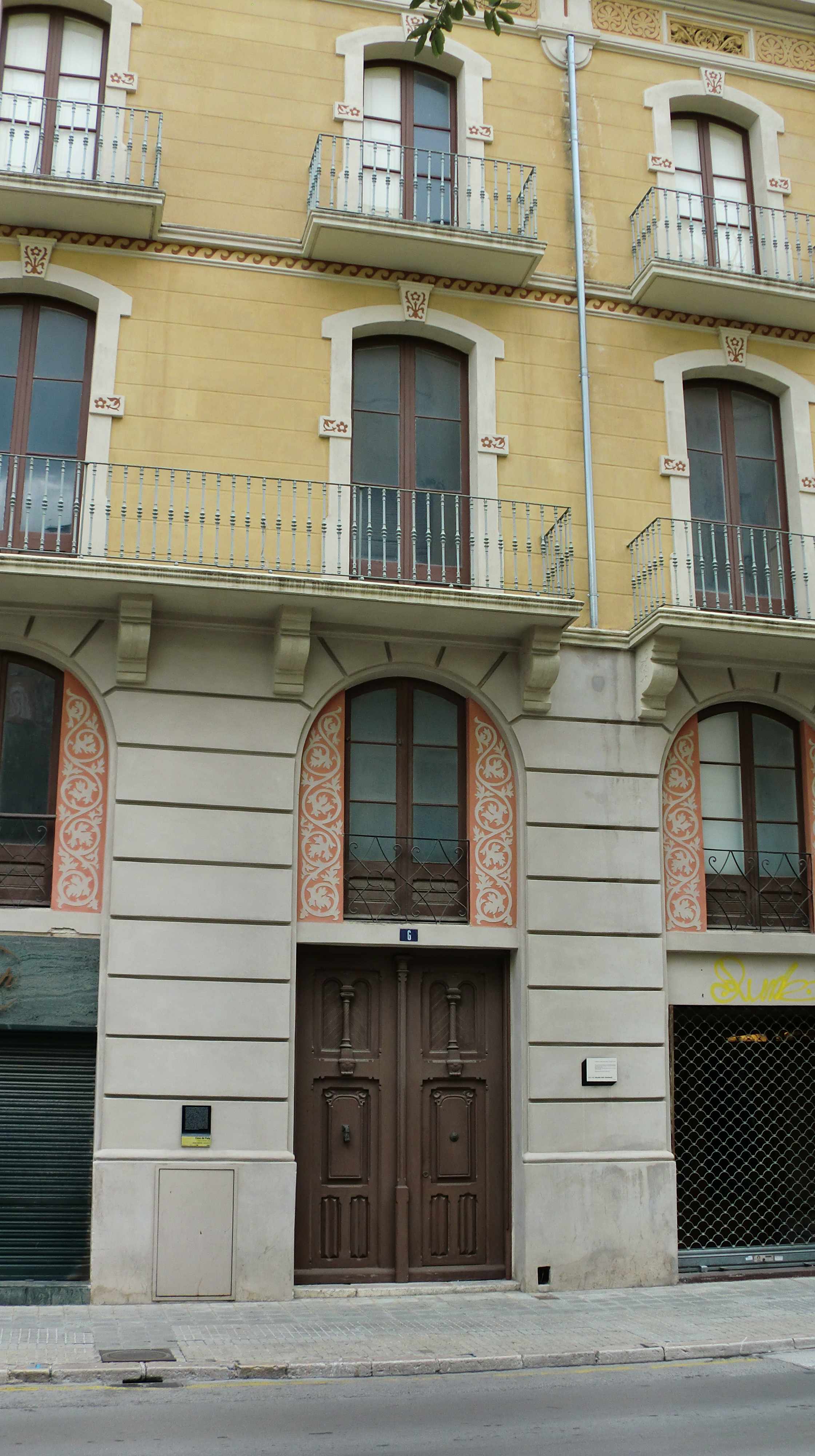
Dalís Geburtshaus in Figueres

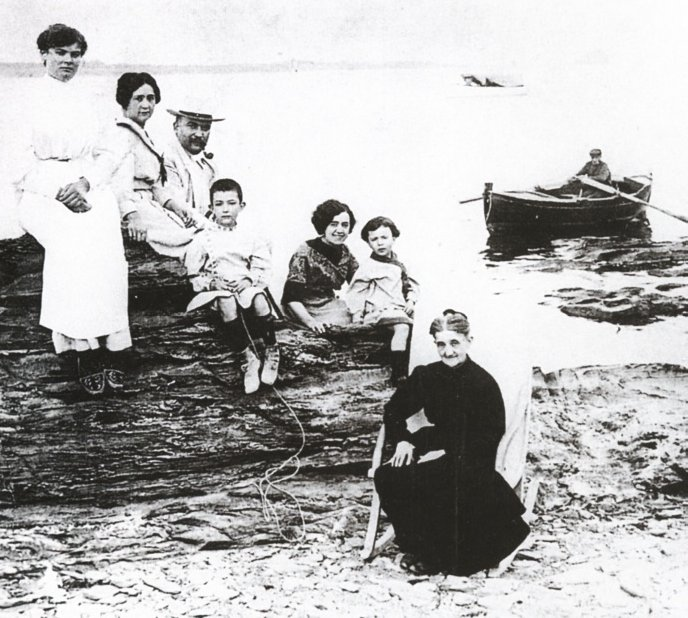
Die Familie Dalí 1910 (von links): Tante Maria Teresa, Mutter, Vater, Salvador, Tante Catherine (später zweite Ehefrau des Vaters), Schwester Ana Maria und Großmutter Ana

Salvador Dalí wurde in der Carrer Monturiol 20 in Figueres (Katalonien) als Sohn des angesehenen Notars Don Salvador Dalí y Cusí (1872–1952) und dessen Ehefrau Doña Felipa Domènech y Ferres (1874–1921) geboren und erhielt den Namen seines neun Monate zuvor gestorbenen Bruders Salvador I. (* 21. Oktober 1901; † 1. August 1903). Dadurch wurde in ihm der Wille geweckt, aller Welt zu beweisen, dass er das Original und einmalig sei. Als Kind soll er sich vor dem Grab seines Bruders gefürchtet haben.
Das bürgerliche Umfeld und die väterliche strenge Erziehung riefen in Salvador ein starkes Sicherheitsbedürfnis und einen ausgeprägten Sinn für Ordnung hervor, was für sein späteres Leben bestimmend sein sollte. Seine Mutter, die er sehr liebte, glich die Strenge des Vaters aus; sie tolerierte seine frühen Eigenheiten wie Wutausbrüche, Einnässen, Tagträume und Lügen.
Dalís Schwester Ana María wurde im Januar des Jahres 1908 geboren, und er litt darunter, die Liebe der Eltern nun teilen zu müssen. Der kleine Salvador nahm Besitz vom Dachboden des Hauses, dem „Waschzimmer“, zu dem die Schwester keinen Zutritt hatte; er war dort oben in seiner Phantasie „Weltenherrscher“ und malte Bilder auf die Deckel von Hutschachteln. In der Grundschule war er unaufmerksam und verlor sich in Träumen. Die Sommerferien verbrachte die Familie im eigenen Haus nahe Cadaqués. Der Sechsjährige soll stundenlang einem Nachbarn, dem Hobbymaler Juan Salleras, beim Malen zugeschaut haben. In diesem Alter entstand sein erstes Bild.
In seiner Autobiografie Das geheime Leben des Salvador Dalí beschrieb er seine Zukunftsträume: „Im Alter von sechs Jahren wollte ich Köchin [sic] werden. Mit sieben wollte ich Napoleon sein. Und mein Ehrgeiz ist seither stetig gewachsen.“
So entwarf er 1927 ein „Opernpoem“ mit dem Titel Être Dieu („Gott sein“); das Projekt wurde 1974 realisiert.

### Ausbildung
Die impressionistische Malerei des spanischen Malers und Nachbarn Ramon Pichot i Gironès inspirierte Dalí, als er zehn Jahre alt war. Mit vierzehn Jahren wurde die „art pompier“, Genremalerei des 19. Jahrhunderts, zum Vorbild bei seinen Malversuchen. Nach dem Volksschulunterricht erhielt er zusätzlich zum Besuch des „Instituto de Figueres“ ab 1916 Unterricht im Kolleg der Maristen, einem privaten Gymnasium. Josep „Pepito“ Pichot, ein Bruder von Ramon Pichot, hatte sein Maltalent erkannt, und auf dessen Anregung durfte Dalí Abendkurse an der Städtischen Zeichenschule belegen. Bereits nach einem Jahr erhielt er dort ein „diploma de honor“. Sein Kunsterzieher war der Direktor des Instituts, Juan Núñez Fernández, der Dalís Kunstbegeisterung förderte. Nach dem Kriegsende 1918 schloss Dalí sich einer Gruppe von Anarchisten an und setzte auf die Entwicklung einer marxistischen Revolution. Im Jahr 1921 gründete er mit Freunden die sozialistische Gruppe „Renovació Social“. Im Juni 1922 beendete Dalí die Schule mit dem Abschluss Bachillerato (Abitur).

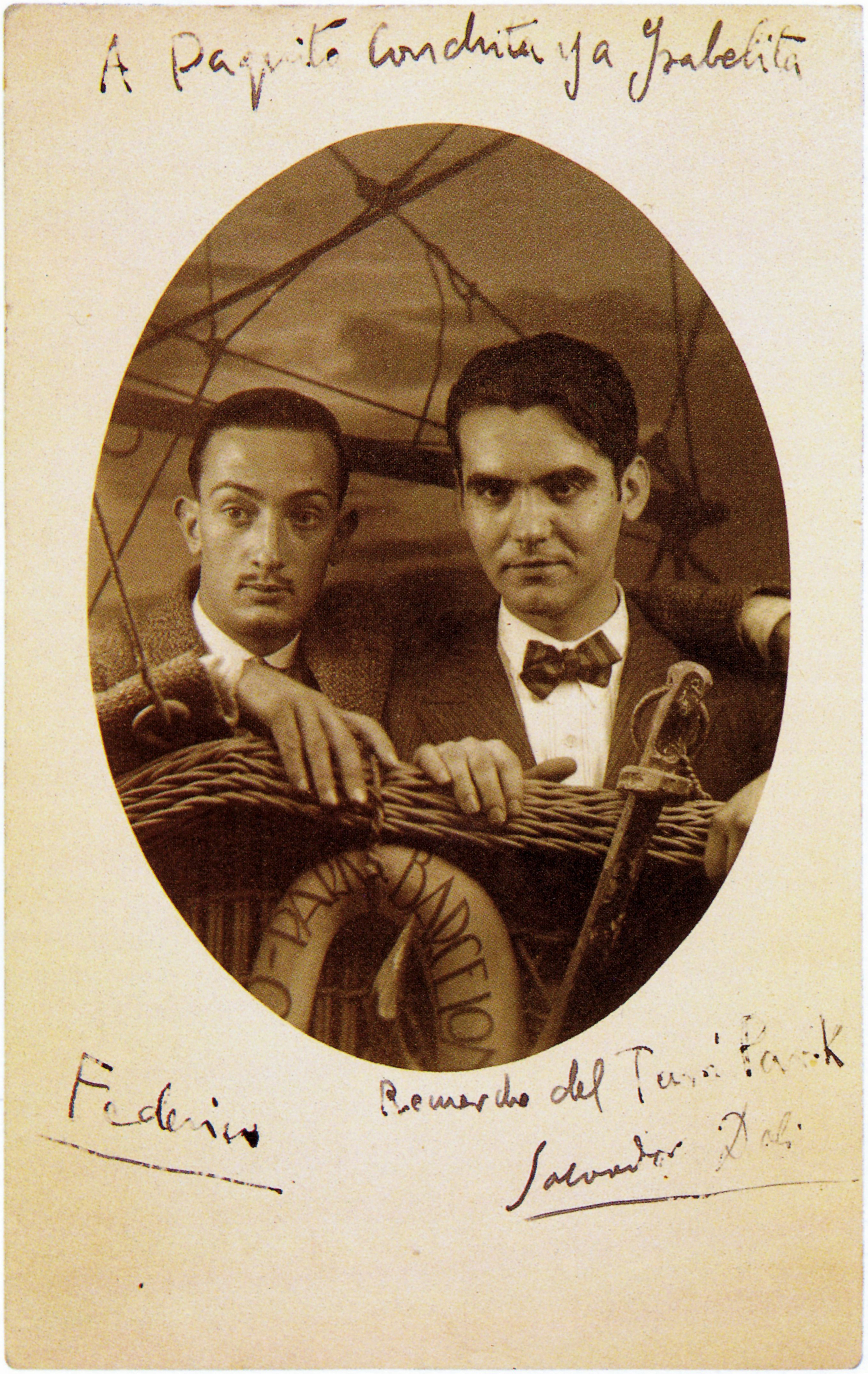
Salvador Dalí und Federico García Lorca in Barcelona 1925

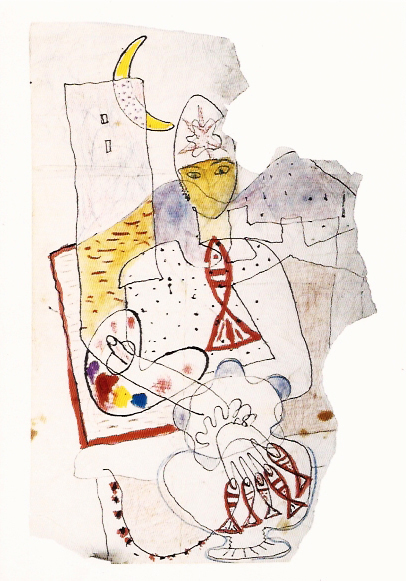
Federico García Lorca: Bildnis Salvador Dalí, 1927

Im Anschluss an eine erfolgreiche Gruppenausstellung in der Galerie Dalmau im Januar 1922 in Barcelona, die acht Bilder von Dalí enthielt, schickte sein Vater ihn zum Studium an die „Academia San Fernando“ für Malerei, Bildhauerei und Graphik in Madrid, die er ab Oktober 1922 besuchte. Er bezog ein Zimmer in dem Studentenwohnheim „Residencia de Estudiantes“; unter den Studenten waren Luis Buñuel und Federico García Lorca, letzterer ein enger Freund, mit dem er zeitweise das Zimmer teilte. Einer sexuellen Beziehung, die Lorca mit Dalí führen wollte, verweigerte sich Dalí jedoch. Lorca veröffentlichte 1926 in José Ortega y Gassets Zeitschrift Revista de Occidente seine Ode an Salvador Dalí:

„O Salvador Dalí, olivenfarbenstimmig! / Nicht rühm ich deinen unvollkommnen jugendlichen Pinsel, nicht deine Farbe, die um die Farbe deiner Zeit herumkreist, doch lob’ ich deine Sehnsucht nach begrenzter Ewigkeit. […]“

Um sein Künstlertum zu betonen, kleidete sich Dalí exzentrisch mit einem großen schwarzen Filzhut, Samtjacke und bodenlangem Umhang, trug schulterlange Haare, Koteletten, eine Pfeife im Mundwinkel und führte einen Stock mit vergoldetem Knauf bei sich.
Dalí widmete sich mit Lorca und Buñuel den Schriften des Psychoanalytikers Sigmund Freud und nannte die Psychoanalyse eine der Hauptentdeckungen seines Lebens. Nach einem ersten einjährigen Ausschluss 1923 aus der Akademie wurde er zu Unrecht als Anführer von Unruhen in Katalonien angeklagt und vom 21. Mai bis zum 11. Juni inhaftiert. Der wahre Grund für die Inhaftierung soll eine Aktion gegen Dalís Vater gewesen sein, der nach dem Staatsstreich Primo de Riveras eine Eingabe wegen Wahlbetrugs gemacht hatte. Im Jahr 1924 kehrte Dalí an die Akademie zurück. Im April 1926 reiste er zum ersten Mal nach Paris und lernte Pablo Picasso kennen.
Am 20. Oktober 1926 wurde er auf königlichen Erlass hin endgültig wegen ungebührlichen Betragens von der Akademie verwiesen. Er hatte sich geweigert, am Examen teilzunehmen, da er die Lehrer für unfähig hielt, ihn zu beurteilen.
Dalís Malstil wies nach der frühen impressionistischen Phase jetzt kubistische, pointillistische und futuristische Einflüsse auf. Er schrieb 1927 und 1928 kunstkritische Texte, die bereits eine surrealistische Thematik wie Der heilige Sebastian behandelten. Im Jahr 1927 fand die Uraufführung des Theaterstücks Mariana Pineda von García Lorca in der Bühnendekoration von Dalí statt. 1928 verfasste Dalí das Gelbe Manifest zusammen mit Lluís Montañya und Sebastià Gasch.

### Paris, Hochzeit mit Gala

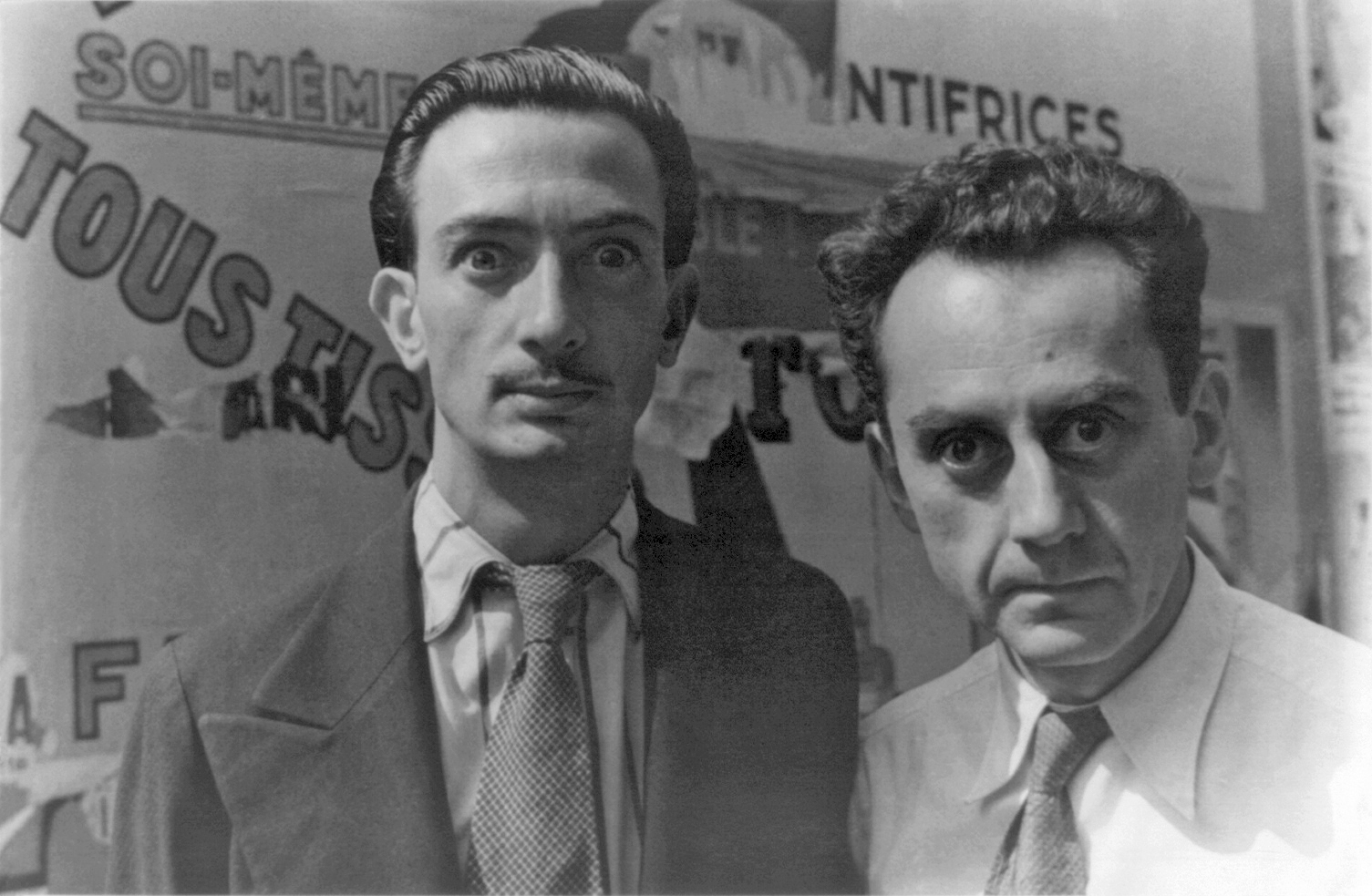
Salvador Dalí und Man Ray, 16. Juni 1934 in Paris, Fotograf Carl Van Vechten

Sein erstes als surrealistisch geltendes Gemälde war Honig ist süßer als Blut aus dem Jahr 1927. Die Werke Ana María und Sitzendes junges Mädchen von hinten wurden 1928 im Carnegie Institute von Pittsburgh ausgestellt. Nach einer ersten, von lokalen Kunstkritikern positiv bewerteten Einzelausstellung 1925 in der „Galerie Dalmau“ in Barcelona folgte dort eine zweite vom 31. Dezember 1926 bis zum 14. Januar 1927. Im Jahr 1928 reiste Dalí zum zweiten Mal nach Paris. Dort arbeitete er zusammen mit Luis Buñuel an den Drehbüchern der surrealistischen Filme Un chien andalou (Ein andalusischer Hund) im Jahr 1929 und an L’Âge d’Or (Das goldene Zeitalter) ein Jahr später. Die Aufführung von L’Âge d’Or führte zu einem Skandal, dem ein Aufführungsverbot folgte, und zerstörte die Freundschaft mit Buñuel. Der Film war von Marie-Laure de Noailles, einer exzentrischen Kunstsammlerin und -förderin, gemeinsam mit ihrem Mann, dem Vicomte de Noailles, finanziert worden und hatte in der Villa Noailles seine Uraufführung. Das Aufführungsverbot wurde erst im Jahr 1981 aufgehoben.

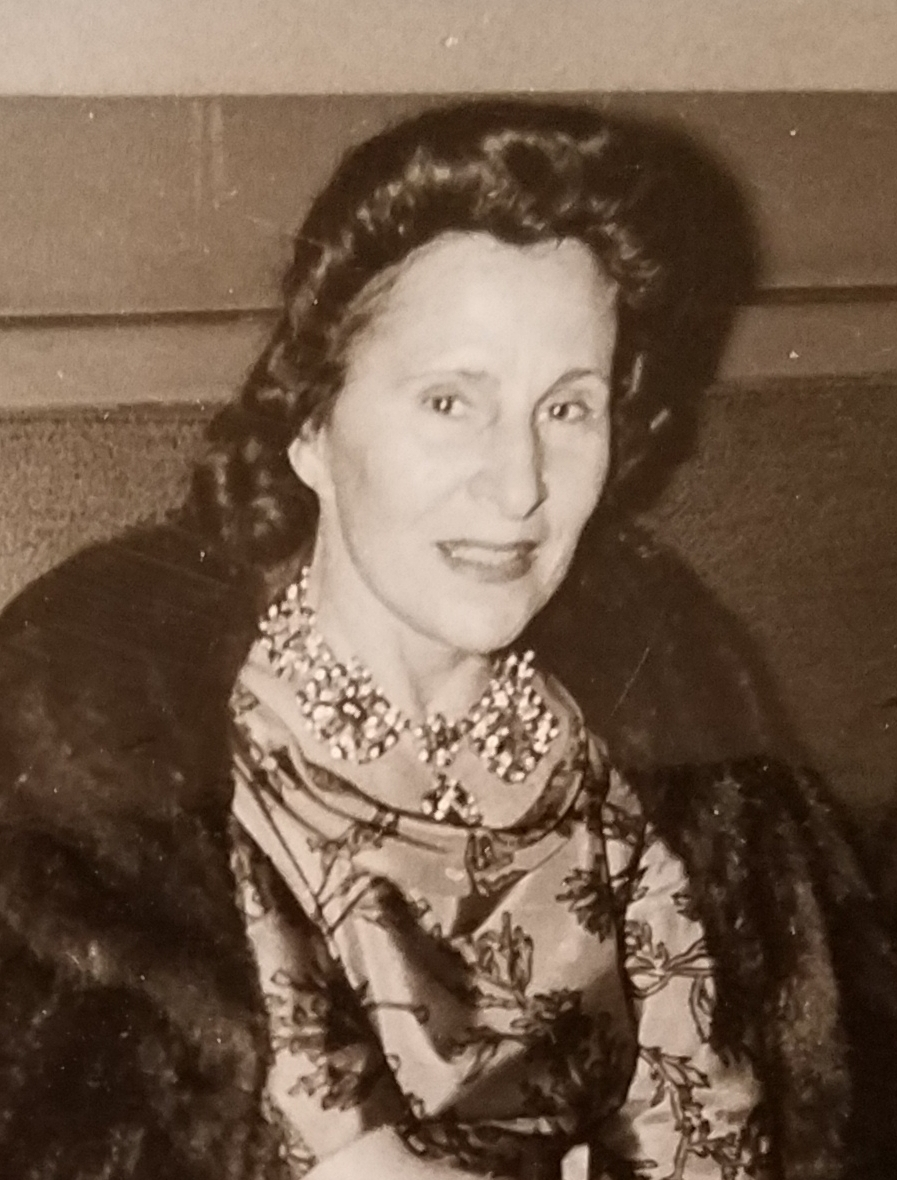
Fotoporträt Gala Dalí (unbekanntes Datum)

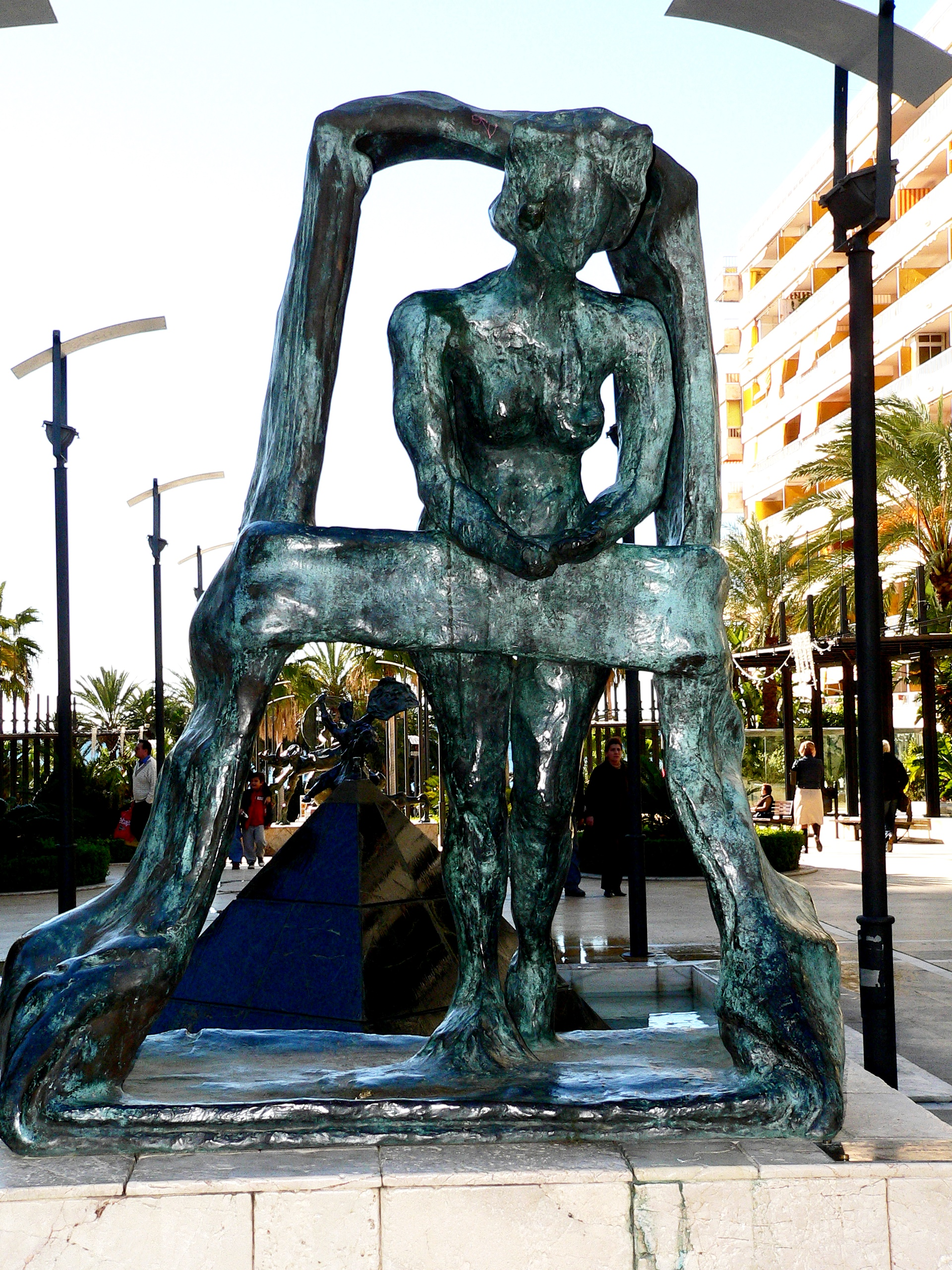
Gala am Fenster, Skulptur von Dalí in Marbella, 1933

Auf Anregung von Joan Miró schloss sich Dalí 1929 der Gruppe der Surrealisten in Paris an und begegnete beispielsweise Hans Arp, André Breton, Max Ernst, Yves Tanguy, René Magritte, Man Ray, Tristan Tzara sowie Paul Éluard und dessen Frau, die russische Immigrantin Helena, genannt Gala. Dalí verliebte sich in Gala, sie gab den Umwerbungen des zehn Jahre jüngeren Mannes nach und wurde seine Lebensgefährtin, was zum Bruch mit Dalís Vater führte, da dieser keine uneheliche Verbindung dulden wollte. Obgleich Dalí angab, vollkommen impotent und sexuell unerfahren zu sein, war er sein Leben lang in lustbetonter Abhängigkeit an Gala gefesselt. Dalís sexuelle Obsessionen spiegeln sich in seinen Bildern wider, beispielsweise in Die Anpassung der Begierden aus demselben Jahr, das die Begierden in Form von Löwenköpfen zeigt. Das Paar heiratete nach der Scheidung Galas von Éluard im Jahr 1934, die kirchliche Trauung mit Dalí wurde jedoch erst 1958, sechs Jahre nach Éluards Tod, vollzogen.
Gala wurde seine Muse, sie ersetzte ihm die Familie, organisierte seine Ausstellungen und führte Verkaufsgespräche als seine Managerin. Sie gab seinem Leben einen Richtungswechsel, holte den Narziss Salvador aus seinen Visionen und vermittelte ihm die Realität. Dalí signierte eine Zeit lang seine Bilder mit „Gala Dalí“ und zeigte auf diese Weise seine Verbundenheit mit ihr. Sie inspirierte ihn zu immer neuen Bildern in verschiedenen Themenkreisen, stand ihm Modell als Venus oder Madonna, und er porträtierte oder bildete sie als Akt ab.
Die Jahre 1930 bis 1932 verbrachten sie gemeinsam in Paris. Mit den steigenden Verkaufserlösen seiner Bilder bauten sie ihr Haus in Portlligat aus, eine Verbindung mehrerer ehemaliger Fischerkaten in einer kleinen Bucht nahe Cadaqués, von denen sie die erste 1930 gekauft hatten. Es war Gala zu verdanken, dass Dalí finanziell zum erfolgreichsten Künstler seiner Zeit wurde. Dank eines von Picasso gewährten Darlehens, das jedoch nie zurückgezahlt wurde, konnten Dalí und Gala 1934 eine erste Reise in die USA antreten.

### Dalí und die Surrealistengruppe
Im Jahr 1931 malte Dalí eines seiner berühmtesten Werke, Die Beständigkeit der Erinnerung, auch Soft Watches oder Melting Clocks genannt. Es zeigt vier zerfließende Taschenuhren, die in der katalanischen Landschaft vor den schroffen Felsen von Cap de Creus arrangiert sind. 1954 griff Dalí das Motiv erneut auf und verarbeitete das Uhrenthema in Auflösung der Beständigkeit der Erinnerung.
Breton schätzte Dalís frühe surrealistische Bilder wie Der große Masturbator von 1929 und schrieb die Einleitung zu Dalís erster Einzelausstellung in der Galerie Goemans in Paris. In seiner Autobiographie Das geheime Leben bekannte sich Dalí dazu, ein zwanghafter Masturbator zu sein – in der damaligen Zeit ein großer Tabubruch –, und beschrieb, wie eng seine Kunstbegeisterung mit Sexualität in Verbindung stehe.

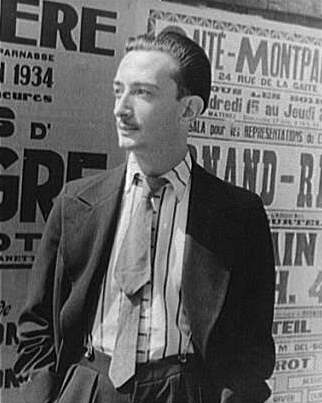
Salvador Dalí 1934, Fotograf Carl Van Vechten

In der von Breton redaktionell betreuten surrealistischen Zeitschrift Minotaure veröffentlichte er 1933 den berühmten Artikel Von der schaurigen und eßbaren Schönheit, von der Jugendstil-Architektur und erneuerte so das Interesse an der Kunst der Jahrhundertwende. Der Aufsatz endete mit der Erklärung: „Die Schönheit wird eßbar sein oder gar nicht sein.“
1934 kam es zu Spannungen zwischen der kommunistisch ausgerichteten surrealistischen Gruppe und Dalí; der Streit eskalierte wegen Dalís Bild Das Rätsel Wilhelm Tells, das einen knienden Lenin ohne Hose mit stark vergrößerter Arbeiterkappe und einer monströsen rechten Gesäßbacke zeigt. Wilhelm Tell stellt zugleich nach eigener Aussage Dalís Vater als Kannibalen dar und bildet sein gestörtes Verhältnis zu ihm ab: Das kleine Kind auf seinem Arm ist Salvador, die Nuss zu Füßen Tells enthält das winzige Kind, das Gala darstellt und vom Zertreten bedroht ist.
André Breton warf Dalí in einem Brief, der auf den 23. Januar 1934 datiert ist, folgende fünf Punkte vor: Antihumanismus, Verteidigung des Neuen und Irrationalen im Phänomen Hitler, sein Plädoyer für die akademische Malerei zu Ungunsten der Moderne, die späte Verteidigung väterlicher Autorität und familiärer Werte und bezüglich des Bildes ultrabewusste Malerei und Streben nach Erfolg.
Dalí antwortete in einem achtseitigen Schreiben, wahrscheinlich vom 25. Januar, indem er die gegen ihn vorgebrachten Anschuldigungen zurückwies. Bezüglich des Hauptanklagepunktes, des Faschismusvorwurfes, legte Dalí mit Verweis auf seine Bilder dar: „Ich bin also weder tatsächlich noch von der Neigung her ein Hitler-Anhänger.“
Schließlich kam es zu einem Ausschluss Dalís von den Gruppensitzungen der Surrealisten um Breton, der sich den Führungsanspruch der Gruppe nicht nehmen lassen wollte. Eine surrealistische „Generalversammlung“, die Breton für den 5. Februar 1934 in seiner Wohnung einberufen hatte, beschloss: „Dalí hat sich wiederholt konterrevolutionärer Aktionen, die zur Verherrlichung des Hitler-Faschismus neigen, schuldig gemacht. Daher schlagen die Unterzeichner, trotz seiner Erklärung vom 25. Januar, vor, ihn als ein faschistisches Element aus dem Surrealismus-Kreis auszuschließen und mit allen Mitteln zu bekämpfen.“ Der Beschluss wurde von neun Mitgliedern signiert: Victor Brauner, André Breton, Max Ernst, Herold, Hugnet, Meret Oppenheim, Peret, Yves Tanguy und Caillos. Einzig Pierre Yoyotte gab sein Verständnis für die Standpunkte Dalís zu Protokoll.
Dalí beteiligte sich jedoch weiter erfolgreich an Ausstellungen der Gruppe und Breton wusste, dass sie auf den Publikumsmagneten nicht verzichten konnte. Zu den Vorwürfen, er sei ein Anhänger des Faschismus und Adolf Hitlers, nahm Dalí in seiner Autobiographie Stellung:

„Man forderte […] von mir, ich solle mich endlich entscheiden, Stalinist oder Hitlerist zu werden. Nein! […] Ich würde immer bis zum Tod derjenige bleiben, der ich war, Dalí und nur Dalí! Ich glaubte weder an die kommunistische Revolution noch an die nationalsozialistische Revolution.“

Am 11. Januar 1935 hielt er im Museum of Modern Art (MoMA) einen Vortrag in französischer Sprache über Surrealistische Gemälde und paranoische Bilder. Weiterhin verfasste er Essays wie Der gespenstische Surrealismus des Ewigweiblichen in der präraffaelitischen Kunst und Die Eroberung des Irrationalen, in der er seine „paranoisch-kritische Methode“ als irrationales Wissen, basierend auf einem „Delirium“ der Interpretation, beschrieb. Sie stellt seinen für den Surrealisten neuen und einzigartigen Weg der Weltanschauung dar, die Ausdrücke wie Paranoia und Delirium aufgreift, um das Irrationale, Unbewusste dieser Kunst zu unterstreichen.
Während der von Roland Penrose organisierten International Surrealist Exhibition vom 11. Juni bis zum 4. Juli 1936 in den New Burlington Galleries in London legte Dalí am 1. Juli seine „paranoisch-kritische“ Methode in einer Rede dar. Um dem Begriff des Unterbewussten Nachdruck zu verleihen, hielt er den Vortrag, begleitet von zwei Barsois, in einem Tiefseetaucheranzug, über dem ein Autokühler angebracht war. Dabei hielt er einen Billardstock in der Hand. Während der Rede bekam Dalí in dem schweren Anzug plötzlich Atemnot und drohte zu ersticken. Er wurde im letzten Moment von David Gascoyne gerettet, einem jungen surrealistischen Dichter, den Dalí protegierte. Gascoyne zerschnitt den Taucheranzug und befreite den keuchenden Dalí von dem Helm. Das Publikum applaudierte ob dieser vermeintlichen Schaueinlage, glaubte, es handele sich um eine perfekte Inszenierung des Selbstdarstellers.
Zu dieser Zeit lebten Dalí und Gala 1936 in London bei Edward James, einem Multimillionär, Kunstsammler und Mäzen Dalís. Es entstand Dalís Holztafel Der anthropomorphe Kabinettschrank. Das kleinformatige Werk zeigt eine den ganzen Bildraum ausfüllende Frau; im Hintergrund eine Straßenszene, eine hell erleuchtete Häuserzeile mit Menschen. Sechs Schubladen sind aus dem aufgerichteten Oberkörper der Frau herausgezogen. Aus der mittleren Schublade fällt ein Tuch heraus.

„Die Schublade enthält das Geheimnis, das nur die Psychoanalyse zu enträtseln vermag, und Dalí bezieht sich mit dieser Vorstellung direkt auf Sigmund Freud, den er bewundernd rezipierte.“

### Spanischer Bürgerkrieg

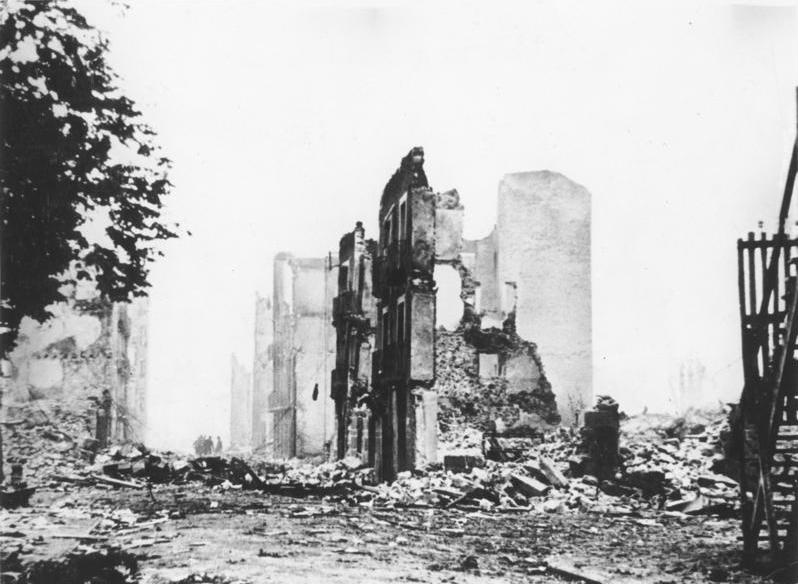
Ruinen von Gernika, 1937

Wegen des Spanischen Bürgerkriegs verließen die Dalís 1936 Portlligat und reisten durch Europa. Eine Zeit lang lebten sie im faschistischen Italien. Der Einfluss der Renaissance-Gemälde in den Museen von Florenz und Rom prägte seine künftigen Werke. In Dalís Bildern Weiche Konstruktion mit gekochten Bohnen (auch genannt Vorahnung des Bürgerkrieges), Brennende Giraffe und Die Erfindung der Ungeheuer, die zu dieser Zeit entstanden, spiegelt sich seine beobachtende, aber unpolitische Haltung wider. Er sah im Krieg ein naturgeschichtliches Phänomen, während Picassos Guernica ihn als politisches Ereignis zeigt. In London erhielt Dalí die Nachricht von der hinterhältigen Ermordung seines Freundes Federico García Lorca im August 1936 durch franquistische Falangisten in Spanien, was ihn in schwere Depressionen verfallen ließ.
Auf einer zweiten Amerikareise bereiteten die US-amerikanische Presse und die Öffentlichkeit Dalí als „Mister Surrealism“ einen triumphalen Empfang. Dalís Konterfei, eine Fotografie von Man Ray, zierte im Dezember 1936 die Titelseite des Time Magazine. Im Februar 1937 traf Dalí in Hollywood die Marx Brothers und malte ein Porträt von Harpo Marx, ausgeschmückt mit einer mit Löffeln versehenen Harfe und Saiten aus Stacheldraht. Ein gemeinsamer Film, dessen Drehbuch er schrieb, kam nicht zustande.

### Surrealistenausstellung in Paris
Im Januar 1938 beteiligte sich Dalí an der Exposition Internationale du Surréalisme in der Galerie des Beaux-Arts von Georges Wildenstein, Paris, wo sein Kunstobjekt Taxi pluvieux (Regentaxi) gezeigt wurde. In einem alten, von Efeu um- und durchranktem Automobil, saß in dessen Fond eine weibliche Schaufensterpuppe in Abendrobe mit einer Nähmaschine auf dem Nebensitz. Chauffeur war eine Gliederpuppe, deren Augen von einer dunklen Brille verdeckt und deren Kopf von einem knöchernen Haifischmaul umrahmt war. Das Innere wurde kontinuierlich mit Wasser berieselt, sodass die Abendtoilette der „Dame“ verschmutzt wurde und die blonde Perücke in filzigen Strähnen herabhing, während Weinbergschnecken ihre schleimigen Spuren hinterließen.

### Besuch bei Sigmund Freud

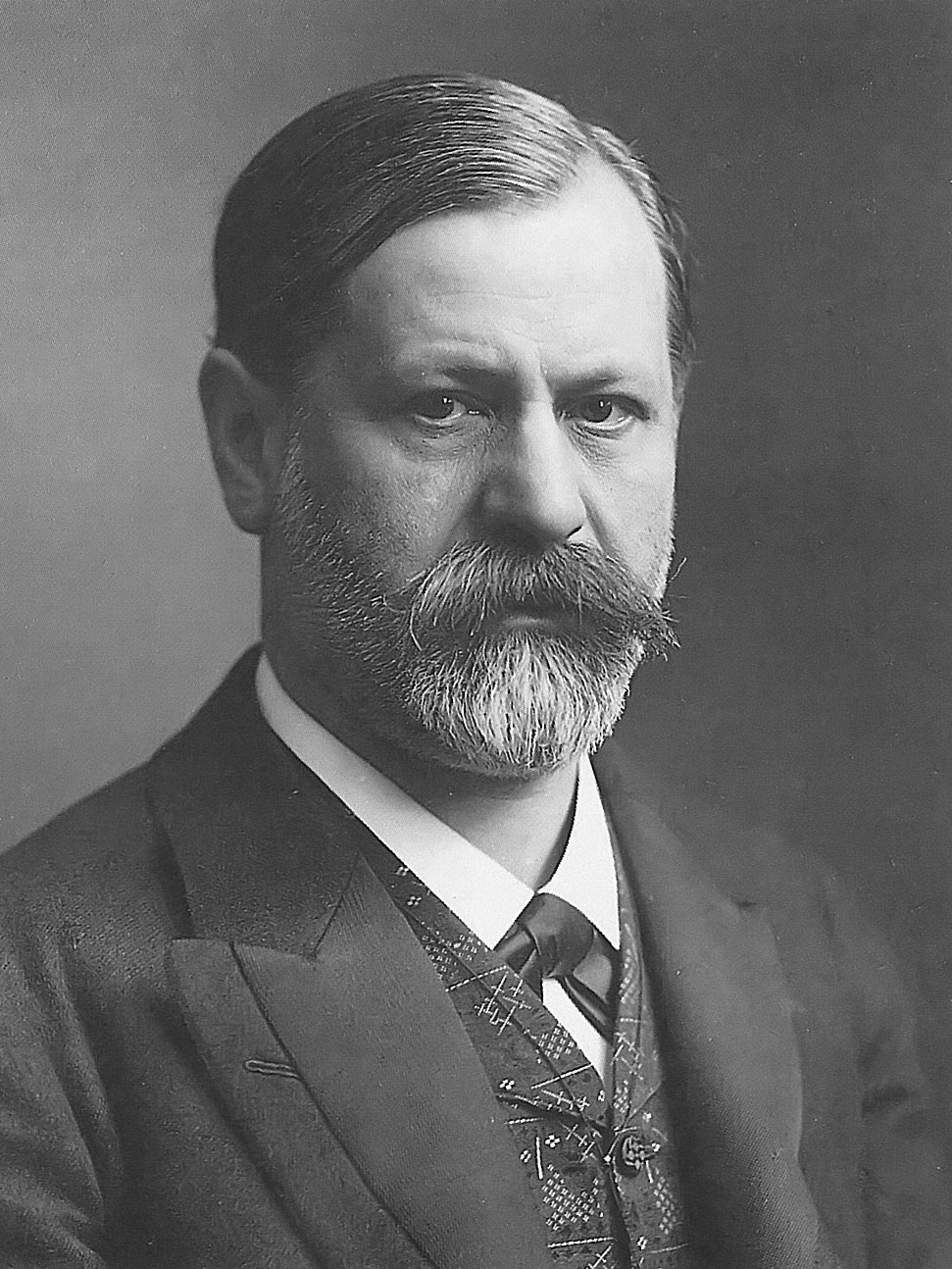
Sigmund Freud, um 1905

Durch die Vermittlung von Edward James und Stefan Zweig kam es am 19. Juli 1938 zu der lang gewünschten Begegnung mit Sigmund Freud in dessen Londoner Haus, wo er seit kurzer Zeit im Exil lebte. Dalí erklärte Freud anhand des Gemäldes Metamorphose des Narziss, zu dem er ein Gedicht mit gleichem Titel geschrieben hatte, wie die surrealistische Malerei das Unbewusste vergegenwärtigt und malte das Bildnis Sigmund Freud. Gleich nach dieser Begegnung am 20. Juli 1938 schrieb Sigmund Freud an Stefan Zweig:

„Wirklich, ich darf Ihnen für die Fügung danken, die die gestrigen Besucher zu mir gebracht hat. Denn bis dahin war ich geneigt, die Surrealisten, die mich scheinbar zum Schutzpatron gewählt haben, für absolute (sagen wir zu fünfundneunzig Prozent wie beim Alkohol) Narren zu halten. Der junge Spanier mit seinen treuherzig-fanatischen Augen und seiner unleugbar technischen Meisterschaft hat mir eine andere Einschätzung nahegelegt.“

### Endgültiger Bruch mit der Surrealistengruppe
Mit dem zweiten surrealistischen Manifest (1930) hatte André Breton die Grundideen dieser Künstlergruppe um denselben gesellschaftskritischen Aspekt erweitert, der schon den Dadaismus kennzeichnete. 1939 kam es zum endgültigen Bruch mit der Surrealistengruppe. Dalí hatte alle theoretischen Ansätze des Surrealismus mittlerweile für sich endgültig auf das reduziert, was er „paranoische Inspiration“ nannte.
In seinem Artikel Jüngste Tendenzen surrealistischer Malerei schrieb Breton: „Im Februar 1939 sagte Dalí […], dass alle gegenwärtigen Unruhen in der Welt rassischen Ursprungs seien, und die beste Lösung bestünde in einer Übereinkunft aller weißen Rassen, die dunklen in Sklaverei zu zwingen … Ich sehe von nun an keine Möglichkeit, wie in Kreisen unabhängiger Geister seine Botschaft noch ernst genommen werden könnte.“ Um 1942 schuf Breton aus Dalís Namen das bissige Anagramm „Avida Dollars“ (deutsch: „hungrig auf Dollars“). Dalí schien ungerührt von Bretons Spott und signierte einige seiner Bilder unter diesem Namen. 1965 malte er in Anspielung auf das Anagramm Die Apotheose des Dollar.

### Exil in den Vereinigten Staaten
1939 kehrten die Dalís aus den Vereinigten Staaten zurück und lebten für eine kurze Zeit in Arcachon, Südfrankreich, wohin viele Künstler und Intellektuelle wie Marcel Duchamp und Leonor Fini vor Hitlers Truppen geflüchtet waren. Als Frankreich im Zweiten Weltkrieg 1940 von deutschen Truppen besetzt wurde, verließ Dalí mit seiner Frau Europa; sie reisten erneut in die Vereinigten Staaten und wurden dort zusammen mit anderen Gästen wie Henry Miller auf dem Anwesen von Caresse Crosby in Bowling Green, Virginia, aufgenommen, wo Dalí seine Autobiografie schrieb. Bis 1948 blieb Dalí mit Gala in den Vereinigten Staaten und wohnte in New York und Pebble Beach in Kalifornien.

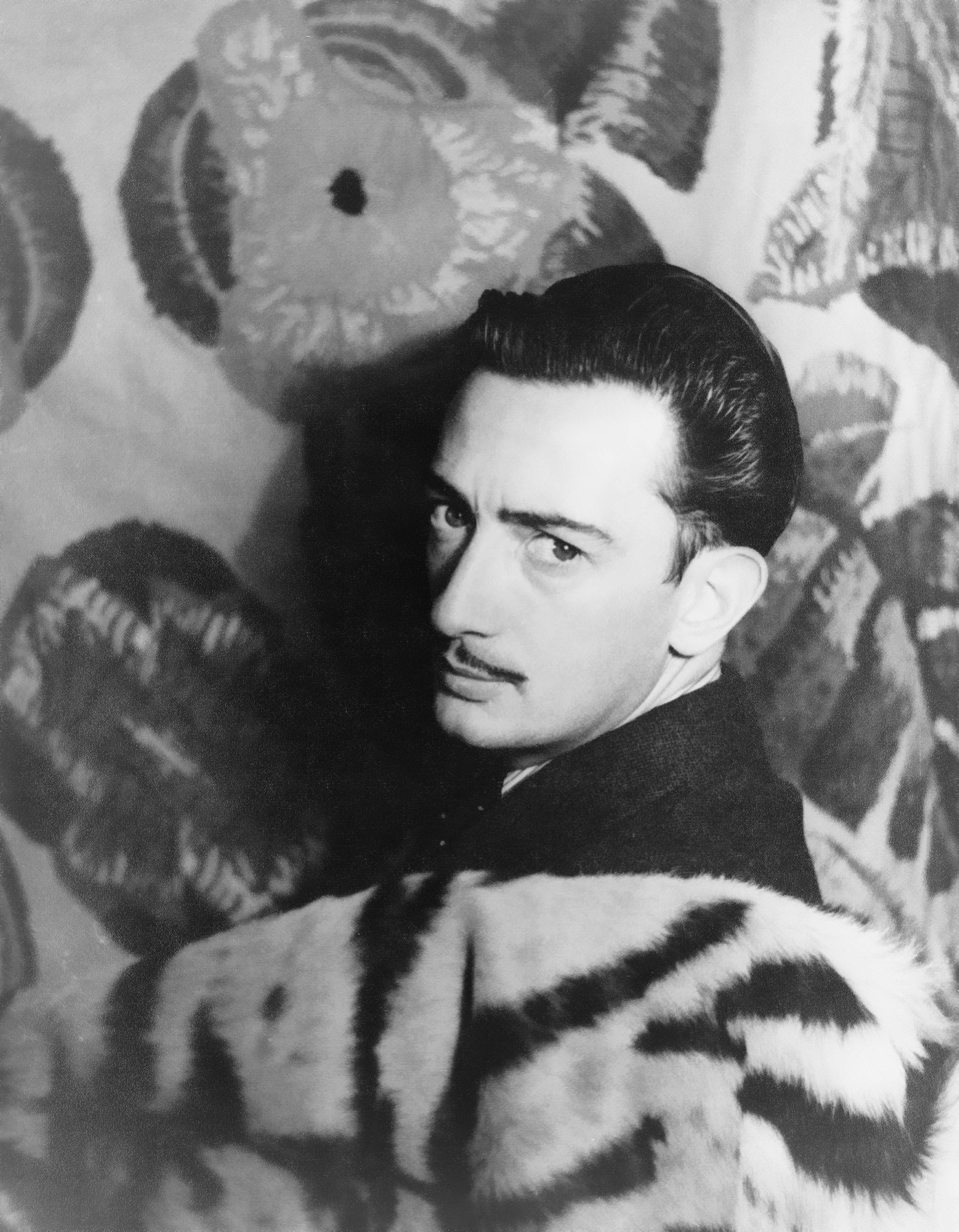
Salvador Dalí, 29. November 1939, Fotograf: Carl Van Vechten

Es begann Dalís „klassische Zeit“, in der er Motive der großen klassischen Meister wie Raffael, Velásquez oder Ingres aufgriff. Dalí kommentierte seinen Stilwechsel mit den Worten: „Für immer ein Surrealist zu bleiben ist wie wenn man sein ganzes Leben Augen und Nasen malt.“
Am 18. November 1941 eröffnete das Museum of Modern Art in New York eine große Retrospektive der spanischen Surrealisten Dalí und Miró, in der Dalí mit über 40 Gemälden und 17 Zeichnungen vertreten war. In Form einer Wanderausstellung wurden die Bilder in acht Städten, beispielsweise in Los Angeles, Chicago und San Francisco gezeigt. Zudem malte er zahlreiche Porträts der weiblichen amerikanischen High Society; unter anderem entstanden Bildnisse von Mona von Bismarck und Helena Rubinstein, die er 1943 öffentlichkeitswirksam in der New Yorker Knoedler Galleries ausstellte.
Die Bekanntschaft mit dem Schriftsteller Maurice-Yves Sandoz trug dem Künstler den Auftrag zur Illustrierung von dessen Büchern ein. Er arbeitete ebenfalls für Walt Disney, insbesondere 1945/46 in neunmonatiger Arbeit zusammen mit John Hench an dem Drehbuch und dem Storyboard für den surrealistischen Kurzfilm Destino. Das Projekt scheiterte, es wurde erst 2003 fertig gestellt und 2004 mit einer Oscarnominierung bedacht.
1942 erschien unter dem Titel The Secret Life of Salvador Dalí (Das geheime Leben des Salvador Dalí) Dalís über 400 Seiten umfassende Autobiografie, in der er die Zeit von seiner Kindheit bis zu seiner Ausreise in die USA 1940 beschreibt. Sein erstes in den USA gemaltes Werk war Spinne am Abend – Hoffnung. Weitere Projekte waren Entwürfe für Schmuckstücke und Vasen, Bühnenbilder, die Mitarbeit bei bekannten Zeitschriften wie Vogue und Harper’s Bazaar sowie die Entwicklung von Parfüms und Modeaccessoires für Elsa Schiaparelli. Selbst einen Roman schrieb er innerhalb kurzer Zeit, Hidden Faces (Verborgene Gesichter), der 1944 bei Dial Press, New York, erschien. Im selben Jahr verpflichtete Alfred Hitchcock Dalí zur Mitarbeit an seinem Film Spellbound (Ich kämpfe um dich), für den er Traumsequenzen mit scharfen Konturen entwarf. Spellbound war einer der ersten Hollywood-Filme, die sich mit Freuds Psychoanalyse beschäftigten.
Dalí war schockiert über den Abwurf der ersten Atombombe über Hiroshima am 6. August 1945; er verarbeitete das schreckliche Ereignis in den Werken wie Melancholische Atom- und Uranidylle, Die Apotheose des Homer und Die drei Sphyngen von Bikini. Seine „nukleare“ oder „atomare Malerei“ fand ihren Höhepunkt in der 1949 vollendeten Leda Atomica. 1948 entstand seine Schrift Fünfzig magische Geheimnisse, die eine Abhandlung über seine Mal- und Kreativitätstechniken ist.

### Rückkehr nach Spanien

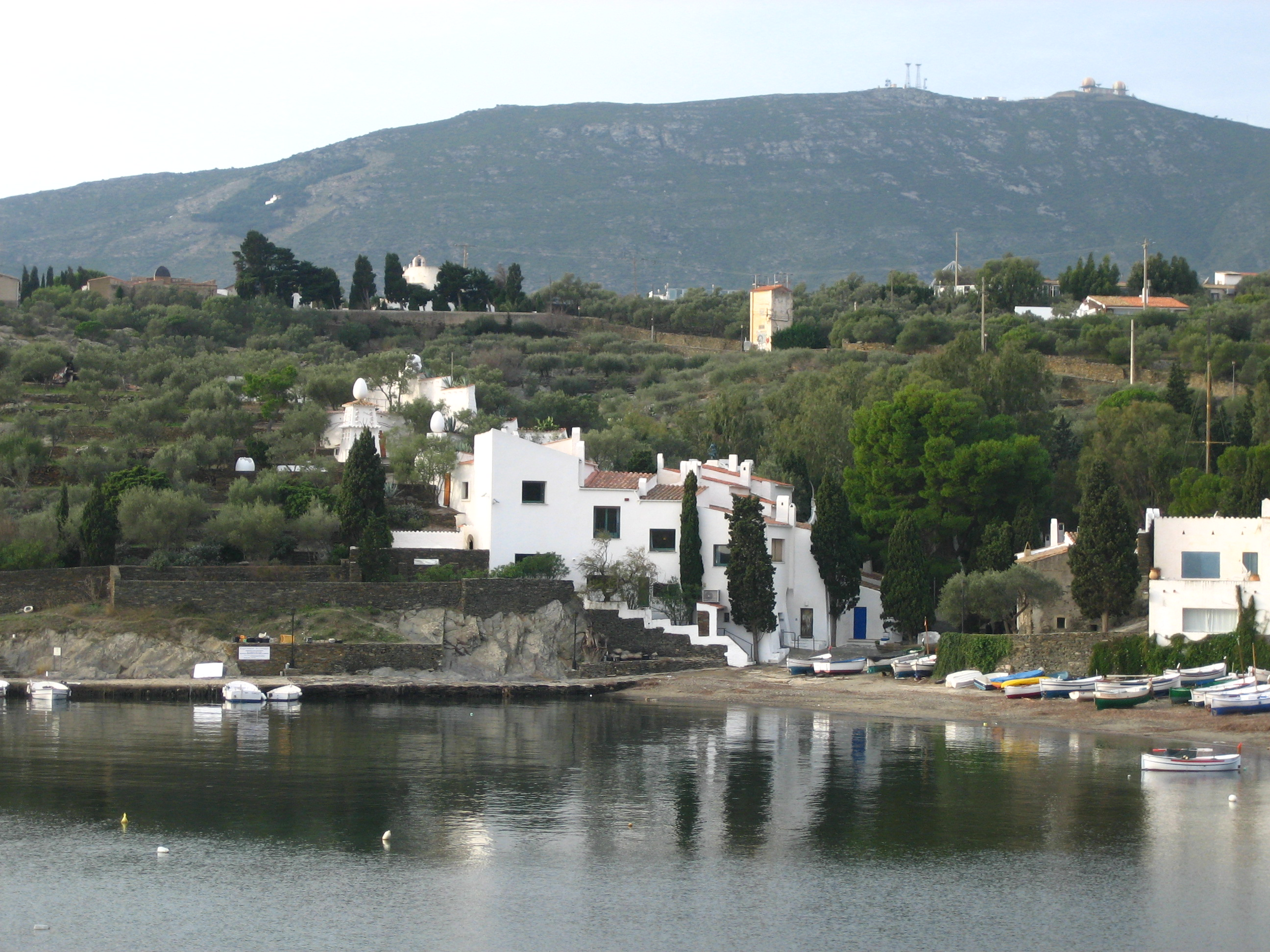
Das Casa-Museu Salvador Dalí in der Bucht von Portlligat, früher das Wohnhaus der Dalís

Salvador und Gala Dalí lebten ab 1948 wieder in ihrem Haus in Portlligat an der spanischen Mittelmeerküste. Spanien stand weiter unter der Diktatur General Francos. Dalí nahm Abstand vom Atheismus und wandte sich erneut dem katholischen Glauben zu; am 23. November 1949 wurde er von Papst Pius XII. in einer Privataudienz empfangen. Es entstand Die Madonna von Portlligat, die eine ganze Reihe von Gemälden mit religiösen Themen einleitete.
Im selben Jahr malte er die Leda Atomica, die, wie die Madonna, seine Frau Gala darstellt. Dalí bemerkte zu dem Bild: „Die Leda Atomica ist das Schlüsselbild unseres Lebens. Alles ist in den Raum gehängt, ohne dass irgendetwas irgendetwas anders berührte. Der Tod selbst hebt sich von der Erde ab in die Höhe.“ Und: „In einem genialen Überschäumen von Ideen beschloß ich, mich an die bildnerische Lösung der Quantentheorie zu begeben, und ich erfand den Quantenrealismus, um der Schwerkraft Herr zu werden. Ich begann mit dem Bild Leda Atomica, einer Verherrlichung Galas, der Göttin meiner Metaphysik, und es gelang mir, den schwebenden Raum zu schaffen.“

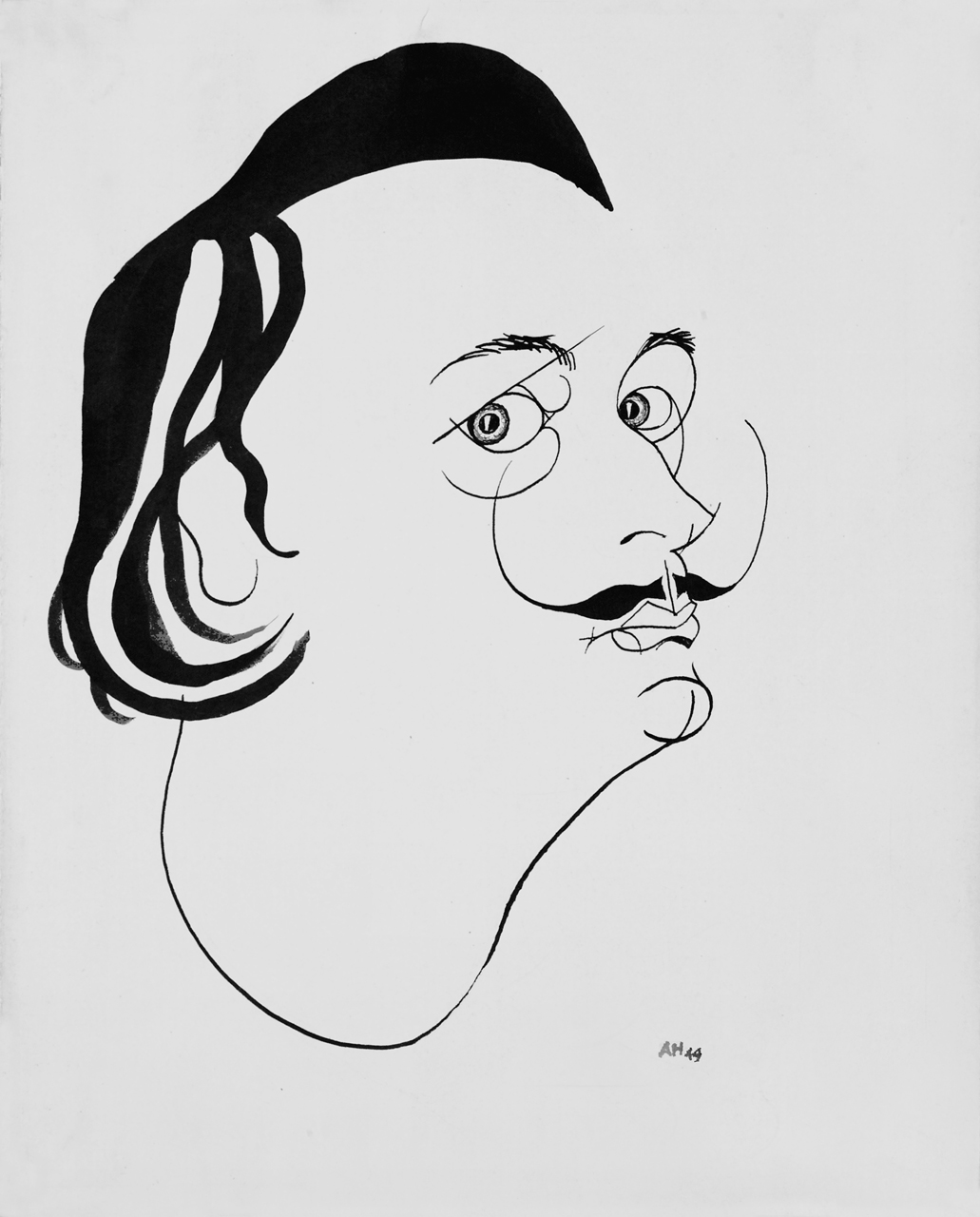
Karikatur Dalís von Adolf Hoffmeister, 1949

Dalís Schwester Ana María Dalí veröffentlichte 1949 in Barcelona ein Buch über ihren Bruder: Dalí As Seen By His Sister (Salvador Dalí aus der Sicht seiner Schwester), in dem sie ihn als undankbaren Sohn darstellt, der mit Blasphemien nicht gespart und eine geschiedene Frau geheiratet habe. Dalí reagierte empört mit einer öffentlichen „Richtigstellung“:
„1930 wurde ich von meiner Familie ohne einen Pfennig vor die Tür gesetzt. Meinen weltweiten Triumph habe ich einzig der Hilfe Gottes […] und der heldenhaften täglichen Aufopferung einer unvergleichlichen Frau, meiner Ehefrau Gala, zu verdanken.“

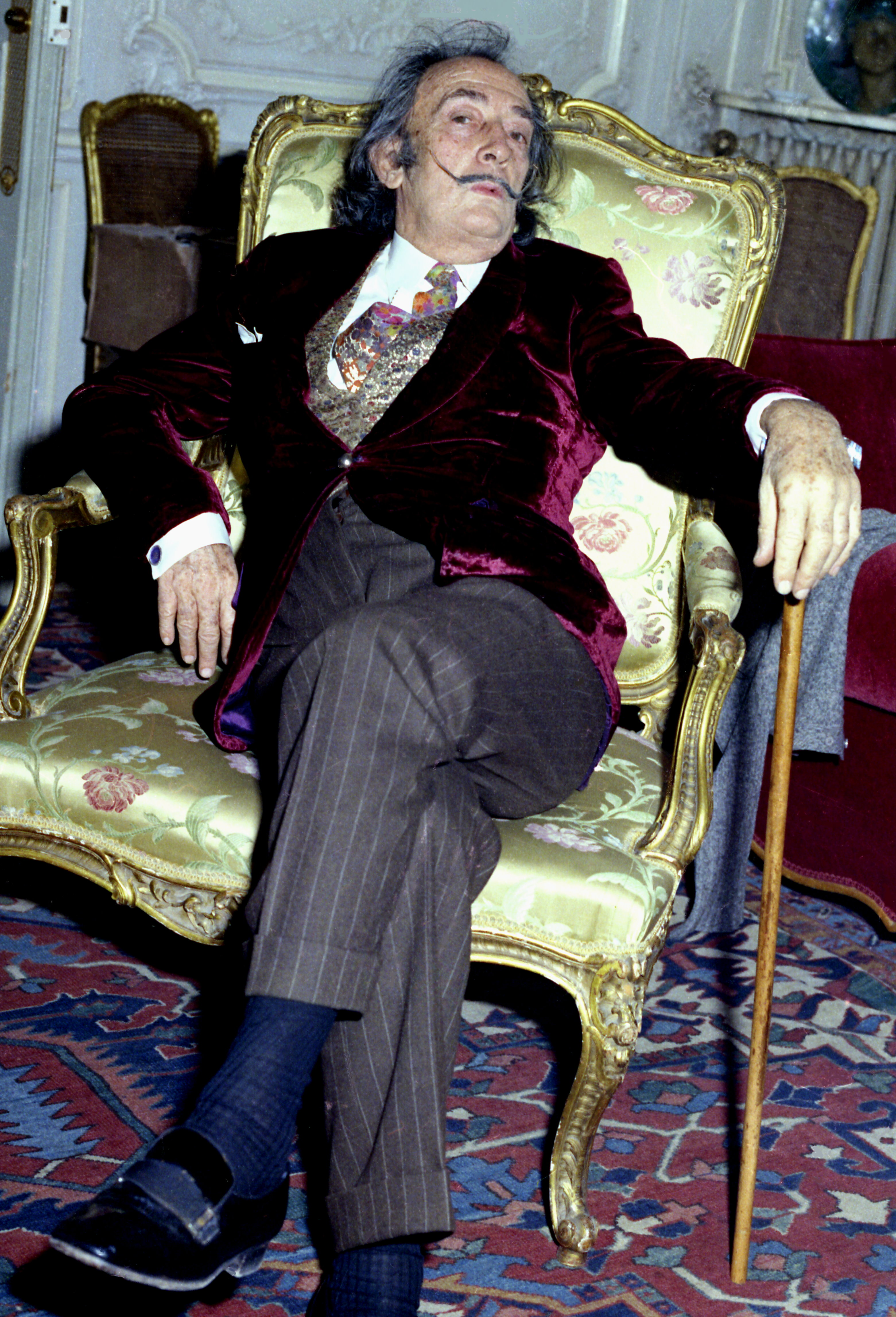
Salvador Dalí in seiner Suite im Hôtel Le Meurice 1972, Fotografie von Allan Warren

Ab 1950 verbrachte Dalí mindestens einen Monat im Jahr im Luxushotel Hôtel Le Meurice in der Rue de Rivoli, Paris, wo er stets eine Suite im ersten Stock belegte. Er irritierte Gäste und Belegschaft, indem er eine Herde Schafe in seine Suite bestellte und sich Fliegen im Park fangen ließ. Das schon von Königin Victoria geschätzte Hotel wurde durch Dalí noch berühmter. Der Designer Philippe Starck stattete das Hotel „Le Meurice“ 2008 im „Dalí-Stil“ neu aus.
Das Mystische Manifest, in dem er die Bildungsprinzipien der Form aufzeigt, schrieb Dalí 1951. Seine Hauptstichworte waren Quantenphysik und Morphologie. Die surrealistische Gestaltungskunst setzt auf eine Art Selbstregulierung, die in der Dynamik eines entstehenden Werks ihr eigenes Prinzip findet und entwickelt, unter Ausschaltung bewusster Steuerung. Mit seiner „korpuskularen Periode“ in dieser Zeit stellte er unter dem Eindruck der Atomphysik Bildelemente in dreidimensionalen Bruchstücken dar.
Ebenfalls im Jahr 1951 begann Dalí, Dantes Göttliche Komödie mit Aquarellen zu illustrieren. Die italienische Regierung wollte mit diesem Auftrag den 700. Geburtstag des italienischen Dichters ehren. Doch als im Jahr 1954 in Italien bekannt wurde, dass ein Spanier den Auftrag bekommen hatte, wurde das Projekt unter dem Druck der Öffentlichkeit fallen gelassen. Erst später erschienen unterschiedliche Editionen in mehreren Verlagen, beispielsweise die 1961 von Joseph Foret in Paris herausgegebene Edition. Ab 1956 schuf Dalí Illustrationen im Steindruck zu Cervantes Don Quijote, wobei er eine eigene Art von Tachismus schuf. Der „Kampf gegen die Windmühlenflügel“ aus dem Zyklus entstand, indem Dalí zwei Rhinozeroshörner mit Litho-Tusche befüllte und mit diesen zeichnete. Eine weitere Technik entwickelte Dalí mit Schüssen aus einer Arkebuse (Büchse aus dem 15./16. Jahrhundert) von einer Pontonbrücke in Paris über die Seine:

„Wo ich, umgeben von hundert Schafen, eine in lithographische Tusche getauchte Bleikugel auf den Stein abfeuerte und auf diese Weise einen wunderbaren Spritzfleck erzeugte. Ich erkannte augenblicklich einen Engelsflügel von vollkommener Dynamik, der den Gipfel der Vollendung darstellte. Damit hatte ich den ‚Bouletismus‘ erfunden.“

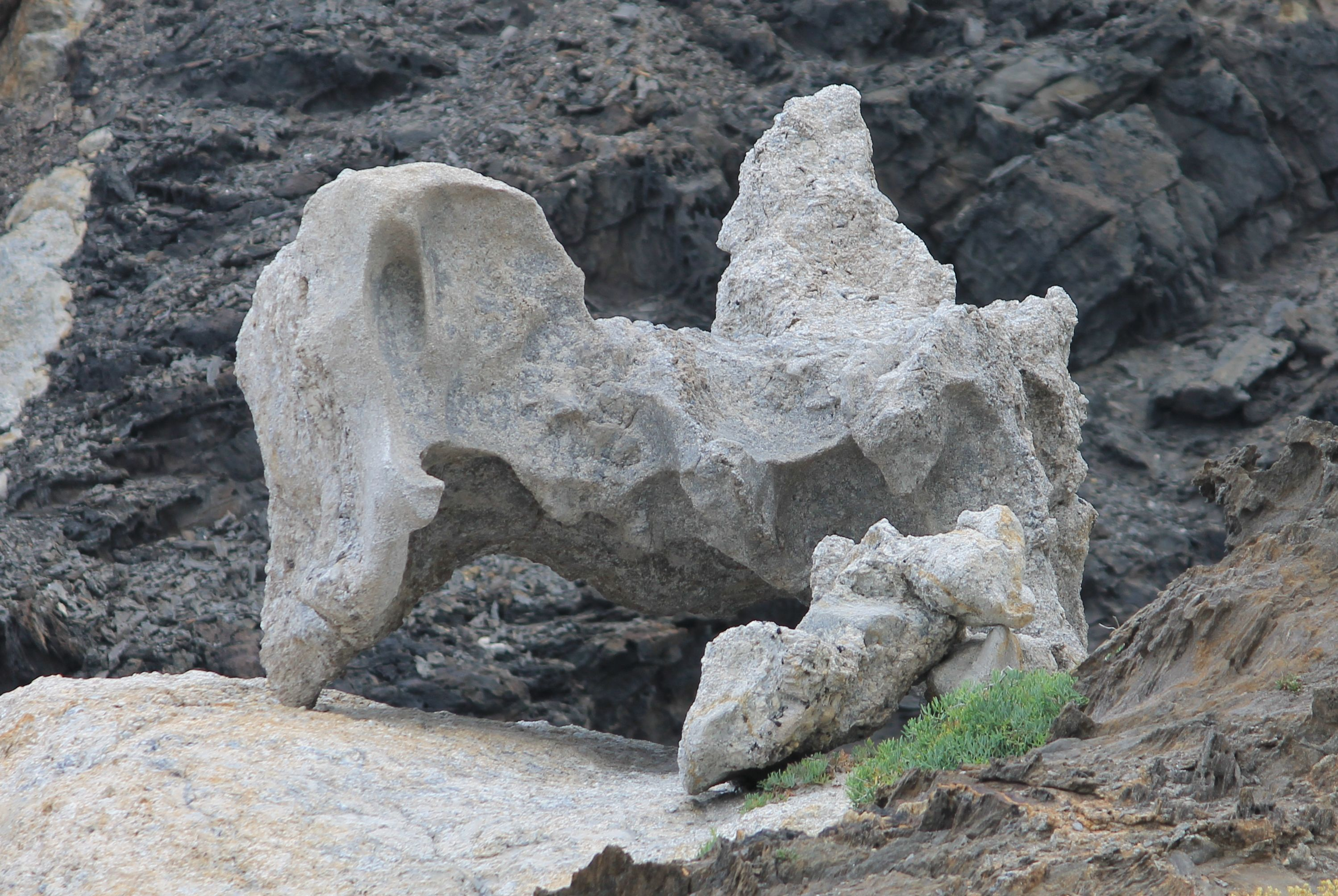
Der Dalí als Inspiration dienende Felsen im Naturpark Cap de Creus

Im Gegensatz zur Beständigkeit der Erinnerung aus dem Jahr 1931 integrierte Dalí in dem 1954 geschaffenen Gemälde Die Auflösung der Beständigkeit der Erinnerung die Entwicklungen unserer Zeit in das Werk. Es zeigt die durch das Atomzeitalter veränderte Welt. Die Blöcke repräsentieren die atomare Kraftquelle. Das zerfließende Etwas ist ein großer Felsen bei Cap de Creus, den Dalí „den großen Masturbator“ nannte. Die erneut erscheinenden Felsen über der Bucht von Cullero und der verlassene Ölbaum verbinden die Szene mit seinen früheren Gemälden von Cap de Creus. Damit greift er eine wichtige Tatsache aus dem Leben des zwanzigsten Jahrhunderts auf: Entdeckungen der Kernforschung haben die Gelassenheit von Portlligat und der ganzen Welt aufgewühlt.
Mit Robert Descharnes, Fotograf und Filmemacher, den Dalí 1950 auf einer Überfahrt in die USA kennengelernt hatte, drehte er 1954 den Film Die ungewöhnliche Geschichte von der Spitzenklöpplerin und dem Rhinozeros, der Dalís Theorie über die logarithmische Spirale, die sich mathematisch selbst regeneriert, zum Inhalt hatte. Jan Vermeers Spitzenklöpplerin hatte Dalí schon früh fasziniert und zu dem Gemälde Paranoisch-kritisches Gemälde der Spitzenklöpplerin von Vermeer angeregt. In dem Film lässt er das Gemälde in Form von Rhinozeroshörnern explodieren. Descharnes wurde später enger Vertrauter und Mitarbeiter des Malers und ist einer seiner bekanntesten Biographen.
Bei einem Happening präsentierte Dalí am 12. Mai 1958 im Theâtre de l’Étoile in Paris ein 15 Meter langes Brot. Brot wird in mehreren seiner Werke abgebildet, beispielsweise in den Gemälden Der Brotkorb von 1926 und 1945, Anthropomorphes Brot von 1932, und ein Brot schmückt den Kopf der Retrospektiven Frauenbüste aus dem Jahr 1933.

### Verbindung mit Amanda Lear

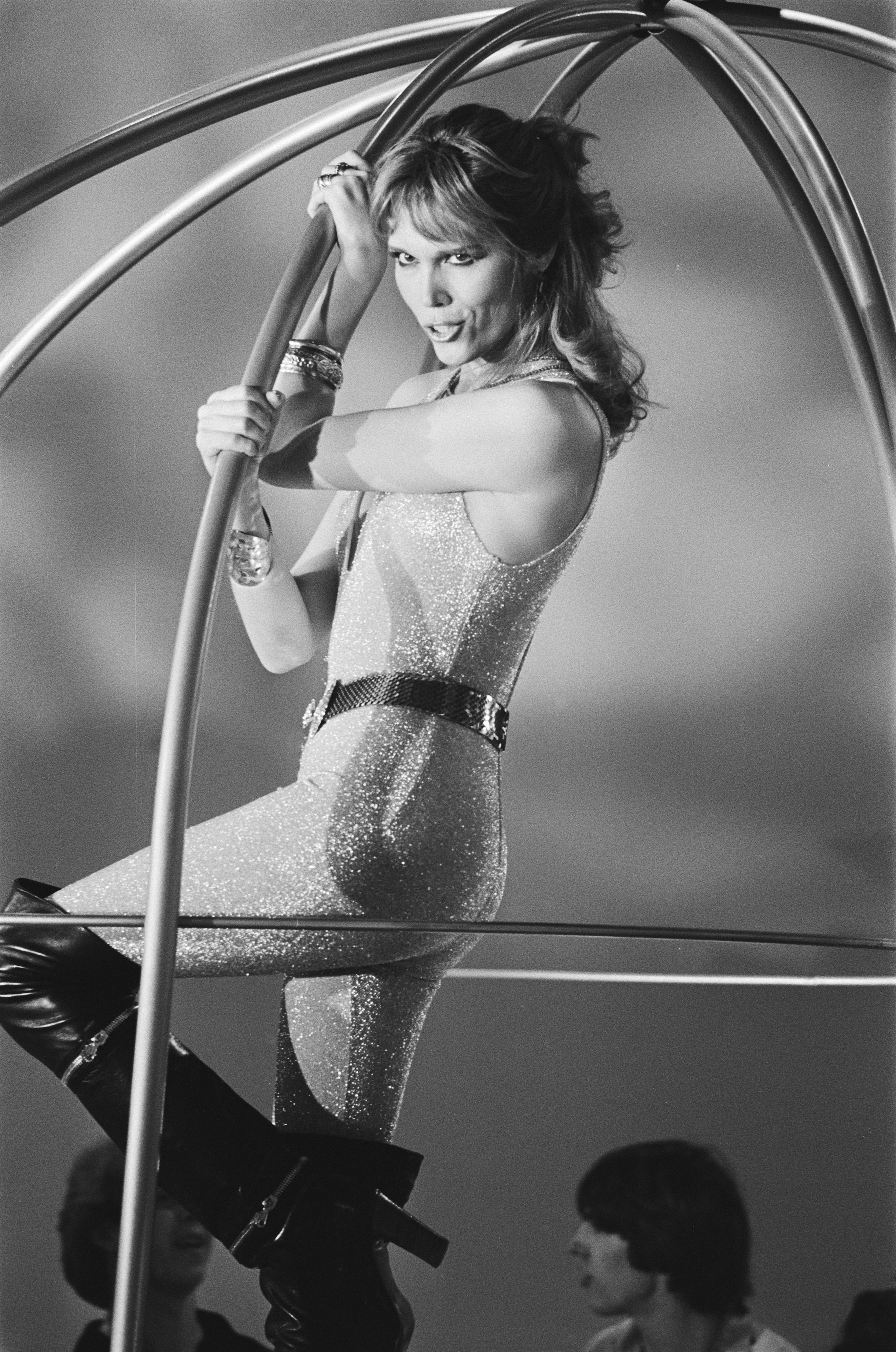
Amanda Lear, 1978

In den 1960er-Jahren begannen Gala und Salvador Dalí, getrennte Wege zu gehen. Dalí versammelte einen „Hofstaat“ von jungen Menschen um sich, während Gala viele Affären mit jüngeren Männern einging. 1965 machte Dalí die Bekanntschaft der damals jungen Amanda Lear. Sie trat als Model und Popsängerin in Nachtclubs auf. Lear stand Dalí Modell, half im Atelier und nahm bei ihm Malunterricht. Galas anfängliche Eifersucht wandelte sich rasch in Akzeptanz der neuen Muse Dalís, die ihn über längere Zeit auch bei gesellschaftlichen Auftritten begleitete. Lear veröffentlichte 1984 ihr von Dalí autorisiertes Buch Le Dalí d’Amanda (15 Jahre mit Salvador Dalí). Für Gala erwarb Dalí 1969 ein altes Schloss in Púbol, das er restaurieren und mit seiner neuen „Kitschkunst“ ausstatten ließ. In Púbol erhielt er nur Zutritt, wenn Gala es gestattete.

### Dalís Historienmalerei und stereoskopische Werke
Die kleinformatigen Gemälde der früheren Jahre wichen seit 1958 pompösen Werken mit geschichtlichen Themen wie Die Schlacht von Tetuán aus dem Jahr 1962, das ein Format von 308 × 406 cm aufweist. Das Bild beschreibt die spanische Eroberung Tétouans in Marokko im Jahr 1860. Dalí malte ein Monumentalgemälde pro Jahr, das bekannteste ist Die Entdeckung Amerikas durch Christoph Columbus von 1959. Meisterwerke der letzten Periode sind Der Thunfischfang (1966/67) und Halluzinogener Torero, gemalt zwischen 1968 und 1970.

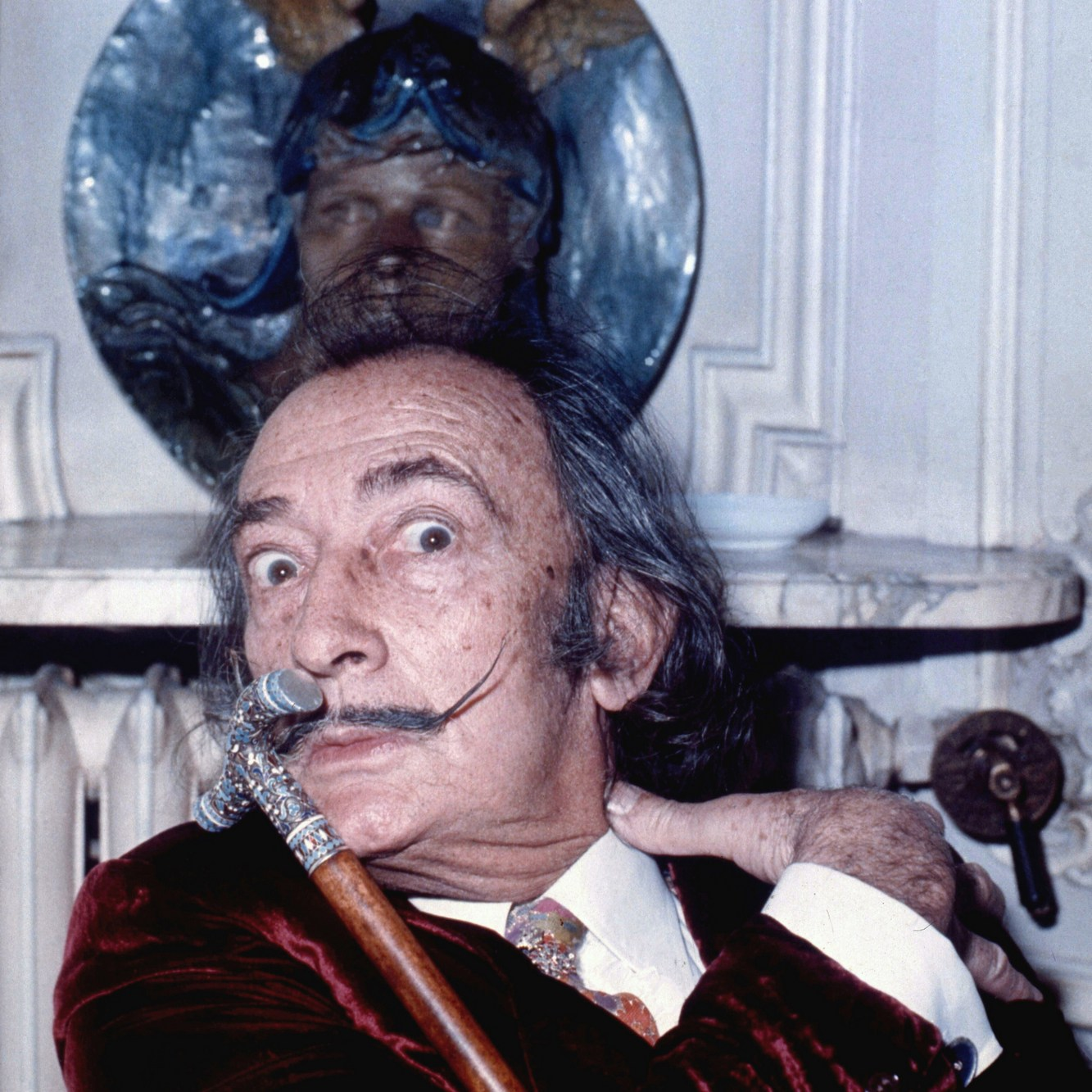
Allan Warren: Salvador Dalí, 1972

Dalís Einkünfte erlaubten ihm und Gala, ein Leben in Luxus zu führen. Ab 1960 stellten sie einen Geschäftsführer für Dalís Merchandising-Unternehmen ein, John Peter Moore, der es in dieser Tätigkeit zum Multimillionär brachte. Er erhielt zehn Prozent Provision bei allen von ihm ausgehandelten Aufträgen. Sein Nachfolger, Enrique Sabater, resümierte: „Ich habe bei Dalí mehr verdient als der Präsident der Vereinigten Staaten.“
Das verschwenderische Leben sorgte dafür, dass Dalís Bankkonto zum Zeitpunkt seines Todes stark geplündert war, so, wie sein Vater es ihm vorausgesagt hatte.
Von 1966 bis 1973 entwarf Dalí Illustrationen zu einer Luxusausgabe von Alice im Wunderland für den Verlag Random House. Im Jahr 1969 malte Dalí sein erstes Deckengemälde mit drei Metern Durchmesser; ein Jahr darauf folgte das zweite, das er Gala schenkte. Ab 1970 beschäftigte er sich mit stereoskopischen Bildern und schuf (unterstützt von Selwyn Lissack) holographische Arbeiten. Sein bekanntestes stereoskopisches Gemälde aus den Jahren 1972/73 ist Dalí von hinten, Gala von hinten malend, die von sechs virtuellen, sich vorübergehend in sechs echten Spiegeln widerspiegelnden Hornhäuten verewigt, das auf zwei Tafeln gemalt ist.

### Das Teatre-Museu in Figueres

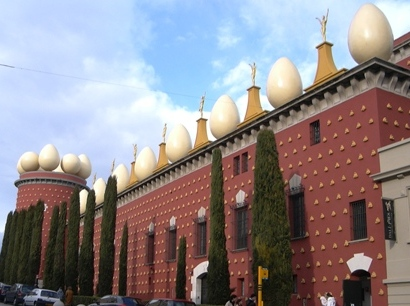
Das Teatre-Museu Dalí in Figueres

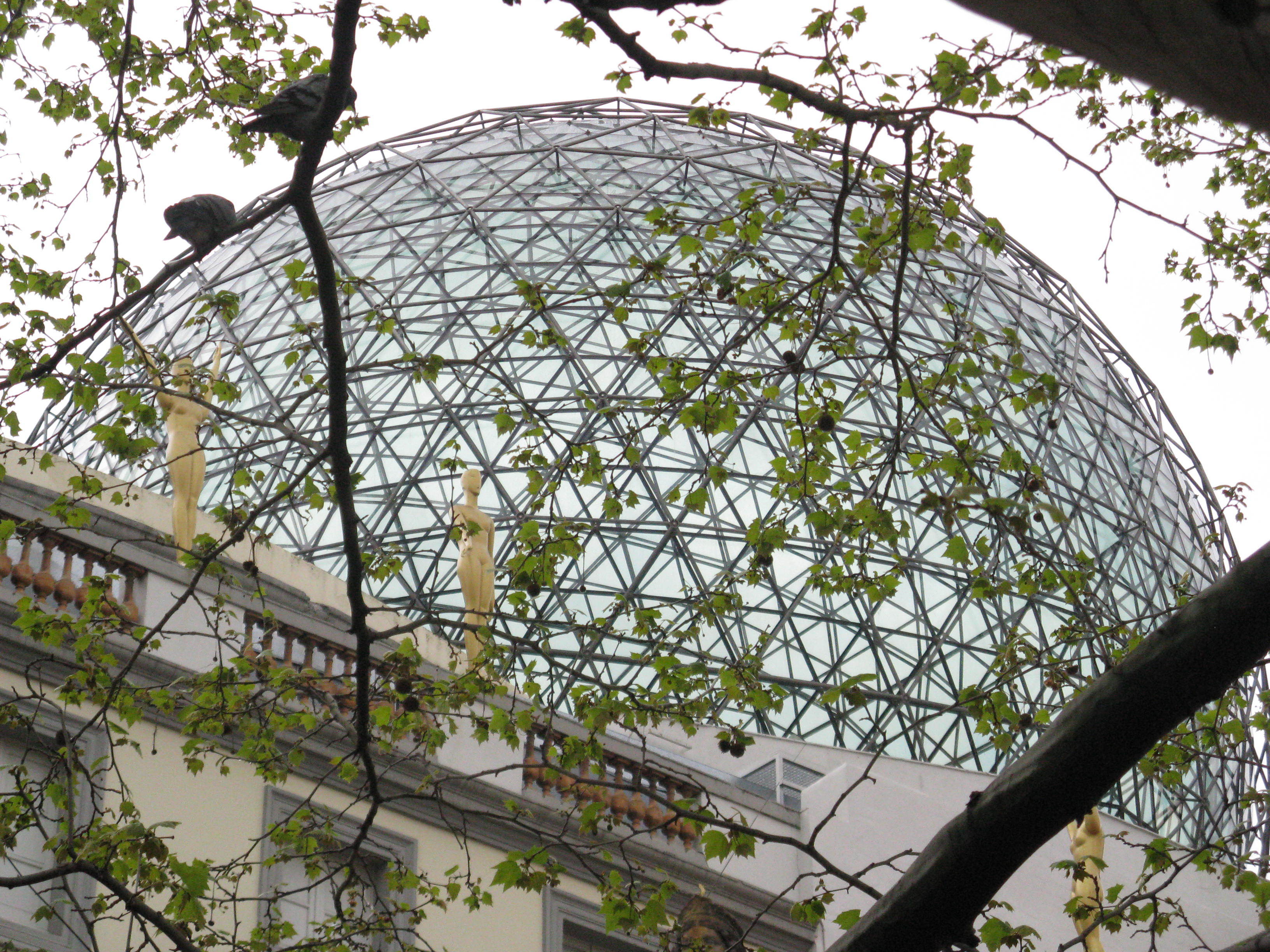
Die Glaskuppel

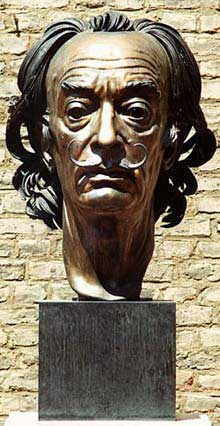
Brekers Büste von Dalí, 1975

Um sein Werk repräsentativ darzustellen, wollte Dalí sich einen eigenen Tempel errichten, und seine Wahl fiel auf das zerstörte Stadttheater von Figueres. Der Grund, warum er gerade dieses Gebäude wählte, ist einfach: Im Jahr 1918, als Dalí 14 Jahre alt war, fand dort seine erste Ausstellung statt. Nachdem das um 1850 von Roca i Bros gebaute Theater durch ein Feuer gegen Ende des Spanischen Bürgerkriegs 1939 zerstört worden war, schlug Figueres’ Bürgermeister Ramon Guardiola 1961 Dalí vor, dort ein Museum zu errichten. Im Juni 1970 beschloss das spanische Kabinett, Gelder für den Umbau bereitzustellen. Als Dach schwebte Dalí eine Glaskuppel in der Art des amerikanischen Architekten Richard Buckminster Fuller vor. Der spanische Architekt Emilio Pérez Piñero konstruierte die Kuppel nach Dalís Vorstellungen; mit ihrer außergewöhnlichen Form ist sie zum Wahrzeichen Figueres’ geworden. Die Details des Museums als Gesamtkunstwerk hatte Dalí selbst entworfen, von den monumentalen Eiern auf dem Dach des Gebäudes bis zu den Toiletten. Architekt war Joaquin de Ros y de Ramis, der jedoch immer nur in Übereinstimmung mit dem „Göttlichen“, wie Dalí sich mittlerweile nannte, arbeiten durfte. Der Bau begann am 13. Oktober 1970; bereits ein Jahr später nahm Dalí die Arbeit am Deckengemälde für das Teatre-Museu in Angriff.
Am 28. September 1974 wurde die Umgestaltung des Theaters von Figueres als Dalí-Museum mit tausend geladenen Gästen im Beisein der Freunde Ernst Fuchs und Arno Breker eröffnet. Beide begründeten ein Jahr später gemeinsam mit Dalí die Künstlerfreundschaft „Goldenes Dreieck“; Dalí stellte fest: „Breker-Dalí-Fuchs. Man kann uns wenden wie man will, wir sind immer oben.“ Im Jahr 1975 hatte Dalí seinem Freund, dem deutschen Bildhauer und Architekten Breker, zu seinem 75. Geburtstag eine Hommage gewidmet, während Breker eine realistische Bronzebüste des Surrealisten schuf. Es entstanden drei Versionen; Dalí sparte nicht mit seinem Lob: „Breker hat meine Seele eingefangen.“
Dalís Werke sind im ganzen Gebäude verteilt; der Besucher findet Gemälde, stereoskopische Fotografien, ein biegsames Metallkruzifix, das Regentaxi aus der Exposition Internationale du Surréalisme mit Fuchs’ Großskulptur Esther auf dem Dach, einen Mae West-Saal als Environment, in dem Dalí sein Mae-West-Gemälde aus den Jahren 1934 bis 1935 dreidimensional nachgebildet hat, sowie Werke anderer Künstler wie Breker, Fuchs, Wolf Vostell und Marcel Duchamp. Ein Raum ist Dalís Freund, dem katalanischen Maler Antoni Pichot, dem Neffen von Ramon Pichot, gewidmet. Antoni Pichot wurde nach Dalís Tod Direktor des Museums. Die in klassischer Manier gefertigten Decken- und Wandgemälde ergänzen das Interieur. Kunst, Kitsch und Karikatur sind im ganzen Museum in verwirrend pompöser Eintracht verbunden.
Im Jahr 1975 schlugen ihm in seinem Heimatland nach den vorangegangenen Würdigungen Verachtung und Feindschaft entgegen. Staatschef Franco hatte kurz vor seinem Tod am 27. September 1975 fünf mutmaßliche Terroristen exekutieren lassen, und Dalí befürwortete dies in einem Interview mit der „Agence France-Presse“ im Hinblick auf Spaniens Zukunft, „wo es in ein paar Monaten keinen Terrorismus mehr geben wird, weil Attentäter wie die Ratten vertilgt werden. Wir brauchen dreimal mehr Exekutionen. Aber für den Augenblick reichen sie.“ Nach Anschlägen auf sein Haus und Drohbriefen fürchtete Dalí um seine Sicherheit und flüchtete für kurze Zeit in die USA.
1979 wurde im Centre Georges Pompidou in Paris eine große Dalí-Retrospektive eröffnet, die 169 Gemälde und 219 Zeichnungen, Grafiken und Objekte des Künstlers zeigte. Eine besondere Attraktion war das Environment Heroische Kirmes, das die untere Etage füllte: Ein Citroën hing unter der Decke mit katalanischen Botifarra, einer Wurstspezialität, darunter ein Löffel von 32 Metern Länge, in den Wasser aus dem Kühler floss. In den 1980er Jahren schlug der befreundete Künstler Wolf Vostell, den Dalí bereits 1978 kennengelernt hatte, ein Gemeinschaftsprojekt vor. Dieses wurde als eines der letzten Projekte von Dalí im Jahr 1988, kurz vor seinem Tod, realisiert. Vostell führte eine Arbeit Dalís aus, die Dalí bereits in den 1920er Jahren erdacht hatte. El fin de Parzival besteht aus 20 Motorrädern der Guardia Civil aus der Zeit des Franco-Regimes, die jeweils zu fünft übereinander befestigt sind und mit der Musik von Richard Wagners Oper Parzival hinterlegt sind. Ursprünglich waren von Dalí Fahrräder vorgesehen. Diese Ergänzung erfolgte durch Vostell. Im Gegenzug realisierte Wolf Vostell die Skulptur TV-Obelisk (1979) in dem Teatre-Museu in Figueres mit 14 TV-Geräten und Dalí ergänzte die Skulptur mit einem von ihm gestalteten Frauenkopf auf der Spitze. In dem Frauenkopf befindet sich eine Videokamera, die Bilder des Himmels aufzeichnet, welche auf den TV-Geräten übertragen werden.

### Krankheit und Tod

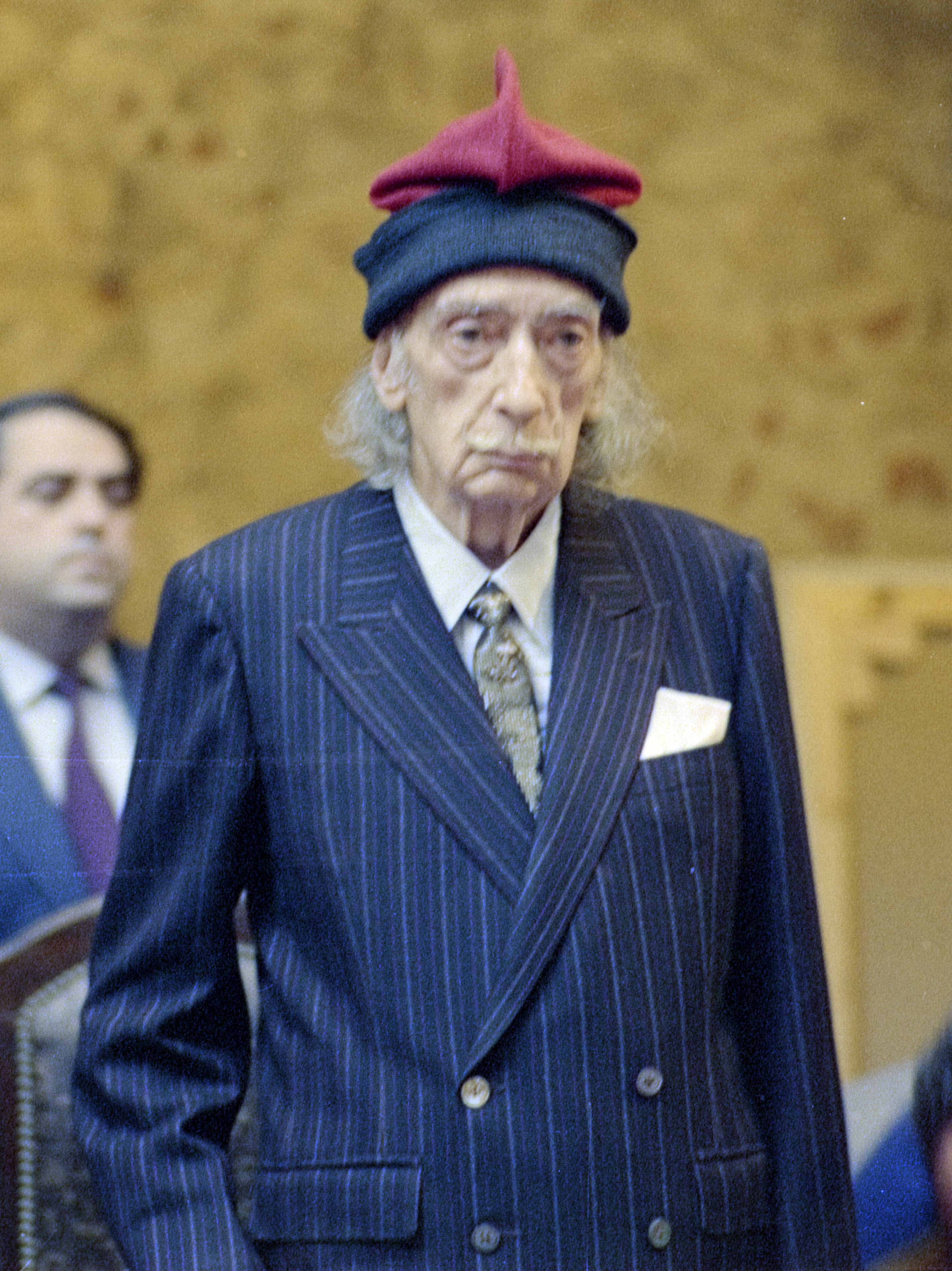
Salvador Dalí, 1981

Ab 1981 litt Dalí an der Parkinson-Krankheit mit starkem Tremor. Zum Trost verlieh ihm Spaniens König Juan Carlos I. im Juli 1982 den Titel „Marqués de Dalí de Púbol“. Dalí hatte den König bereits 1973/74 in dem Gemälde Der Prinz des Schlafes dargestellt. Nach dem schmerzlichen Verlust seiner geliebten Frau Gala († 1982) lebte er ab 1983 allein und zurückgezogen in Púbol, wo er im Mai des Jahres 1983 sein letztes Gemälde Der Schwalbenschwanz schuf. Auf den Tod seiner Frau reagierte er mit Nahrungsverweigerung; durch die daraufhin erfolgende Dehydratation konnte Dalí nicht mehr schlucken und musste bis zu seinem Lebensende durch eine Nasensonde ernährt werden. Seine Stimme versagte, er konnte sich nur noch flüsternd mitteilen.

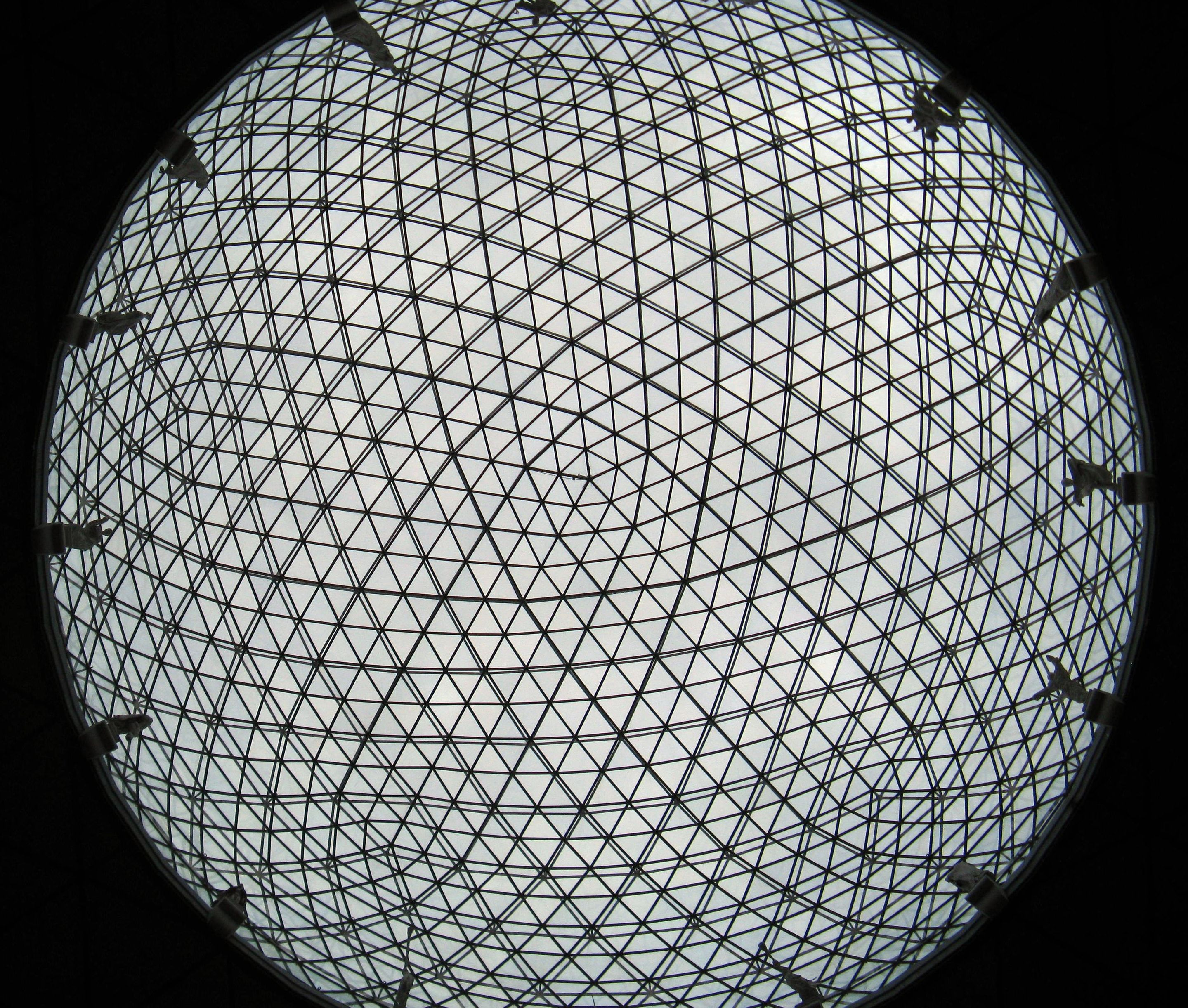
Glaskuppel über der Krypta

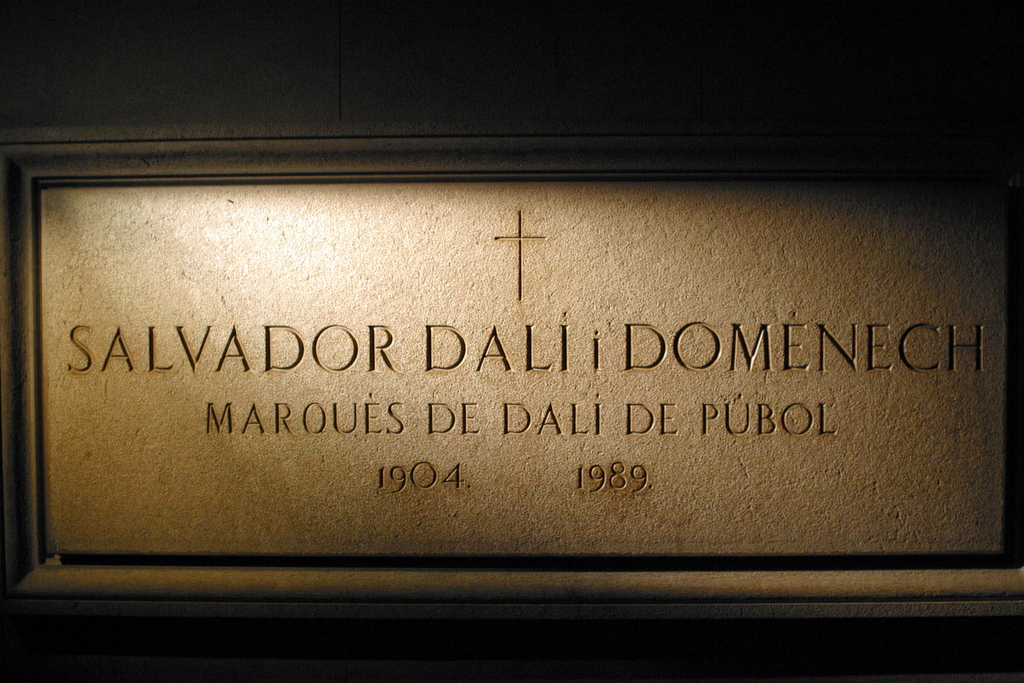
Sargnische Dalís in der Krypta

1984 erlitt Dalí schwere Verbrennungen bei einem Feuer, das durch einen Kurzschluss im Klingelsystem seines Schlafzimmers entstanden war. Nach einem Klinikaufenthalt in Barcelona zog er in ein Gebäude neben seinem Teatre-Museu, das er 1985 als „Torre Galatea“ umgestalten ließ. Namensgeber für den Turm war Galatea, die Statue, die von Aphrodite auf Pygmalions Gebete hin zum Leben erweckt wurde, denn Gala war für Dalí zur Gala-tea geworden, die in sein Leben getreten war.
Nach diesem Vorfall erlaubte ihm sein Gesundheitszustand keine künstlerischen Aktivitäten mehr. Salvador Dalí starb im Januar 1989 im Alter von 84 Jahren an Herzversagen. Auf eigenen Wunsch wurde er in der Krypta unter der Glaskuppel seines Teatre-Museu in Figueres beigesetzt, nicht an der Seite Galas in der Gruft von Schloss Púbol. Sein Körper wurde einbalsamiert, um mindestens 300 Jahre überdauern zu können; er ist in eine Tunika gehüllt, die mit der Krone eines Marquès geschmückt und mit einer Borte verziert ist, die die Doppelhelix darstellt. Heute ist das Museum eine Touristenattraktion ersten Ranges und fasziniert Besucher aus aller Welt.

### Erbe
Offiziell starb Dalí 1989 kinderlos. Als Erben der prachtvollen Häuser und vieler Gemälde setzte er den spanischen Staat ein. Nach einer Vaterschaftsklage der 1956 geborenen Wahrsagerin Pilar Abel Martínez wurde im Juni 2017 jedoch gerichtlich verfügt, die sterblichen Überreste Dalís für einen Vaterschaftstest zu exhumieren. Daraufhin wurde Dalís Grab im Theater-Museum von Figueres am 20. Juli 2017 unter Ausschluss der Öffentlichkeit geöffnet. Anfang September 2017 teilte die Dalí-Stiftung mit, dass der Test negativ ausgefallen sei, die Wahrsagerin sei nicht Dalís Tochter. Der Leichnam wurde am 16. März 2018 wieder bestattet.

## Werk

### Frühe Periode (1917–1927/28)
„Meine Eltern tauften mich Salvador [deutsch: Retter]: Und wie der Name schon sagt, bin ich zu nichts Geringerem bestimmt, als die Malerei vor der Leere der modernen Kunst zu retten, und dies in einer Zeit der Katastrophen, in diesem mechanischen und mittelmäßigen Universum, in dem zu leben wir das Unglück und die Ehre haben.“

Die erste Ausstellung von Dalís Bildern fand 1917 im Haus seiner Eltern statt. Beeinflusst von Ramon Pichot, Maler und Bruder von Josep Pichot, entwickelte der junge Dalí einen impressionistischen Malstil, ein Beispiel ist sein Gemälde Ansicht von Cadaqués mit dem Schatten des Berges Pani (1917). Während seiner Ausbildungszeit an der Akademie San Fernando malte er seine ersten kubistischen, pointillistischen und divisionistischen Bilder, beeinflusst von Juan Gris und den italienischen Futuristen. Bis auf wenige Ausnahmen verwendete er darin im Gegensatz zur Farbigkeit der Bilder vorangegangener Jahre nur die Farben Schwarz, Weiß, Siena und Olivgrün. 1923 schuf er sein Kubistisches Selbstbildnis, das im Teatre-Museu in Figueres gezeigt wird.
In seinen in den Jahren 1925 bis 1928 entstandenen Werken bekannte Dalí sich zu den Lehren der „Metaphysischen Schule“ („Scuola Metafisica“), der Malerei, die von Giorgio de Chirico und Carlo Carrà angeführt wurde. Pablo Picassos wuchtige Körperskulpturen aus den Anfängen der 1920er-Jahre beeinflussten ihn in den Gemälden Venus und ein Matrose (1925), Gestalt zwischen den Felsen und Schlafende Frauen am Strand (1926).
Außerdem entstanden realistische Bilder wie die 1925 gemalten Werke Bildnis meines Vaters und Mädchen am Fenster, letzteres zeigt Ana María Dalí.

### Surrealistische Periode (1929–1940)
„[…] der einzige Unterschied zwischen mir und einem Verrückten ist der, daß ich nicht verrückt bin!“

„Die Tatsache, daß ich selbst im Augenblick, wo ich male, die Bedeutung meiner Bilder nicht erkenne, will nicht heißen, daß sie keine Bedeutung hätten.“

Häufig werden zwei Strömungen des Surrealismus unterschieden
1. der „veristische“ oder „paranoisch-kritische“ Surrealismus: Vereinigung nicht zusammengehöriger Dinge, verdrehte Perspektiven, wie bei Salvador Dalí erkennbar, und
2. der „abstrakte“ oder „absolute“ Surrealismus: dasselbe Prinzip wie oben genannt, nur ohne jeglichen Realismus, wie zum Beispiel in Bildern Joan Mirós.

Dalí wollte das Rätselhafte, das Unfassbare sichtbar machen; der Surrealismus ist für ihn „eine Revolution des Lebens und der Moral“. Er setzte in seinen surrealistischen Bildern die von ihm meisterhaft beherrschten Techniken ein und malte „Trompe-l’œil-Fotografien“. Er war damit 25 Jahre der Kunst der Hyperrealisten voraus. Beispiele sind Ungestillte Begierde (1928), Der große Masturbator (1929) und Die Beständigkeit der Erinnerung (1931), sein bekanntestes Werk, in dem Dalí symbolistische Motive verwendete. Zerfließende, weiche Uhren illustrieren die Unsicherheit über die Zeit, die vor Einstein als für alle unter allen Umständen gleich schnell dahinfließend angenommen wurde und im menschlichen Alltag auch heute noch so erlebt wird, die in Einsteins Relativitätstheorie jedoch nicht unter allen Umständen gleich schnell dahinfließt. Die Idee, diese Uhren zu malen, ist Dalí nach eigener Aussage beim Anblick eines weichen Camembert gekommen.
Sein starker Hang zur Verwendung skatologischer Elemente entsetzte Breton, wie Dalí in seinem Tagebuch eines Genies berichtet: „Ich stieß hier wieder auf die gleichen Verbote wie bei meiner Familie. Das Blut war mir gestattet. Ein bißchen Kacke durfte ich daraufsetzen. Aber Kacke allein, das gab’s nicht. Die Darstellung des Geschlechts wurde mir bewilligt, aber keine analen Phantasien.“ Ein Beispiel ist das Gemälde Das finstere Spiel, auch Unheilvolles Spiel genannt, aus dem Jahr 1929, das so schwelgerisch realistisch kotbeschmutzte Unterhosen zeigt, dass seine Freunde sich fragten, ob er Koprophage sei oder nicht. Nach Dalís Aussage in seiner Autobiographie verabscheute er diese Abirrung und bezeichnete das Skatologische als Schockelement wie Blut und seine Heuschreckenphobie.
In den Jahren 1929 bis 1939 hat Dalí etwa 700 Ölgemälde, meist in kleinem Format, geschaffen; das entspricht etwa der Hälfte seines Gesamtwerks. Es sind seine bekanntesten Bilder mit den Motiven „gebratene Spiegeleier“, „weiche Uhren“, „brennende Giraffe“, „Venus mit Schubladen“ und „langbeinige Elefanten“. Charakteristisch für ihn ist sein von den „Altmeistern“ übernommener flacher Farbauftrag, die Methoden der Wiederholung, Streckung, Dehnung, Umkehrung, Aushöhlung und Drehung.
Die Werke aus Dalís klassischer surrealistischer Phase sind bei Kunsthistorikern, -kritikern und -liebhabern gleichermaßen geschätzt. In den Anthologien der Kunst des 20. Jahrhunderts erscheinen hauptsächlich seine Arbeiten aus dieser Zeit. Die Betrachter erleben die Erfahrung des unendlichen Raums und der angehaltenen Zeit. Sie „sehen“ gleichsam das Paradox des unendlichen Augenblicks.

### Klassische Periode (1941–1983)
Im Ausstellungskatalog der Einzelausstellung in der Galerie Julien Levy, New York, vom 22. April bis zum 23. Mai 1941, dessen Umschlag mit Dalís Selbstporträt mit gebratenem Speck versehen ist, erklärte der Künstler, er lüde ein „zu seinem letzten Skandal, dem Beginn seiner klassischen Malerei“. Diese Neubesinnung mit Akzentverschiebung sah man den neuen Werken nicht sofort an. Die politische Situation des aufbrechenden Chaos forderte Dalí zufolge Halt und Orientierung, eine Rückbesinnung auf die Werte der mittelalterlichen Epoche: „In diesem bevorstehenden Mittelalter wollte ich der erste sein, der, mit vollem Verständnis für die Gesetze von Leben und Tod der Ästhetik in der Lage sein würde, das Wort ‚Renaissance‘ auszusprechen.“ In der Ästhetik der italienischen Renaissance malte er beispielsweise religiöse Werke wie Die Madonna von Portlligat oder Leda Atomica; darin verarbeitete er die Proportionen des Goldenen Schnitts.
In den 1960er-Jahren wendete er sich der Historienmalerei des 19. Jahrhunderts in der Art des Katalanen Marià Fortuny und des Franzosen Ernest Meissonier zu. Sein riesiges Gemälde Die Schlacht von Tetuan von 1962 nach dem gleichnamigen Werk von Fortuny wurde von seinen Gegnern als Kitsch bezeichnet, er selber nannte es Dalís Pop Art. In seinen bis zu drei mal vier Meter großen historischen Gemälden (insgesamt malte er 18 Bilder in dieser Größe) und in der Ausgestaltung von Decken und Wänden seiner Häuser erreiche er die Grenze zwischen Kitsch und Kunst, so der Tenor der immer wieder geführten Diskussionen darüber.

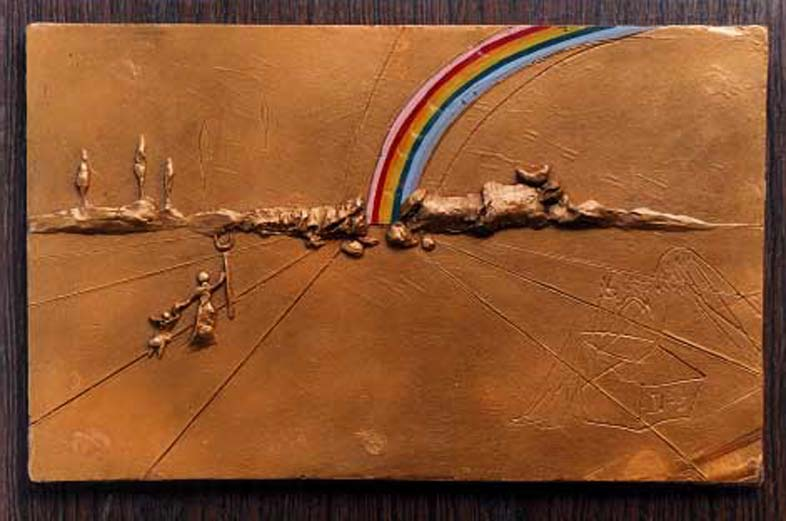
The Rainbow, 1972, bemaltes Relief aus Gips, M.T. Abraham Center for the Visual Arts, Paris

In dem Gemälde Galacidalacidesoxiribunucleicacid aus dem Jahr 1963 konzentrierte sich Dalí auf das religiöse Thema der „Auferstehung“ und verband es mit seinem Interesse an moderner Wissenschaft und seinem Bewusstsein für zeitgenössische Ereignisse. Der Titel des Werkes bezieht sich auf die Entdeckung des DNS-Moleküls durch Francis Crick und James Watson im Jahr 1953 und ist beiden Wissenschaftlern gewidmet. Das DNA-Molekül mit seiner spiralförmigen Gestalt ist die Grundform des Lebens. Dalí sprach in den frühen 1950er-Jahren oftmals von der Verbindung zwischen Spiralformen und dem Leben, noch bevor das DNA-Molekül entdeckt war.
Mit dem großformatigen Gemälde Der Thunfischfang (1966/67) vereinigte Dalí seine verschiedenen Stilrichtungen wie den Surrealismus, den „überfeinerten Pompierismus“, Pointillismus, Action-Painting, Tachismus, die geometrische Abstraktion, Pop Art, Op-Art und psychedelische Kunst. Es sollte nach Dalís Meinung die Wiederbelebung der gegenständlichen Malerei, die in der avantgardistischen Kunst vernachlässigt wurde, wiedergeben.
Stereoskopische und holographische Werke
In den 1970er-Jahren erweckten stereoskopische Bilder von Gerard Dou, einem Zeitgenossen von Vermeer van Delft, das Interesse Dalís, in dessen Gemälden er ein doppeltes Bild meinte sehen zu können. Ausgerüstet mit einer Fresnel-Linse, schuf er verschiedene stereoskopische Werke.
Ein bekanntes Beispiel ist Dalí von hinten, Gala von hinten malend, die von sechs virtuellen, sich vorübergehend in sechs echten Spiegeln widerspiegelnden Hornhäuten verewigt von 1972/73, dargestellt auf zwei Tafeln.
Holos! Holos! Velásquez! Gabor!, ein Hologramm von 1972/73, ist Dalís erste dreidimensionale Collage, entstanden in Zusammenarbeit mit dem New Yorker Holographen Selwyn Lissack. Es bildet eine Verbindung zwischen Velásquez Las Meninas und einem Reklamebild mit Kartenspielern für eine Biermarke. Für den Künstler war diese Technik mit der Hoffnung verknüpft, den dreifachen Aspekt totaler Vision zu realisieren. Der Kubismus stellte, so wird interpretiert, den ersten Versuch in diese Richtung dar.

### Plastik

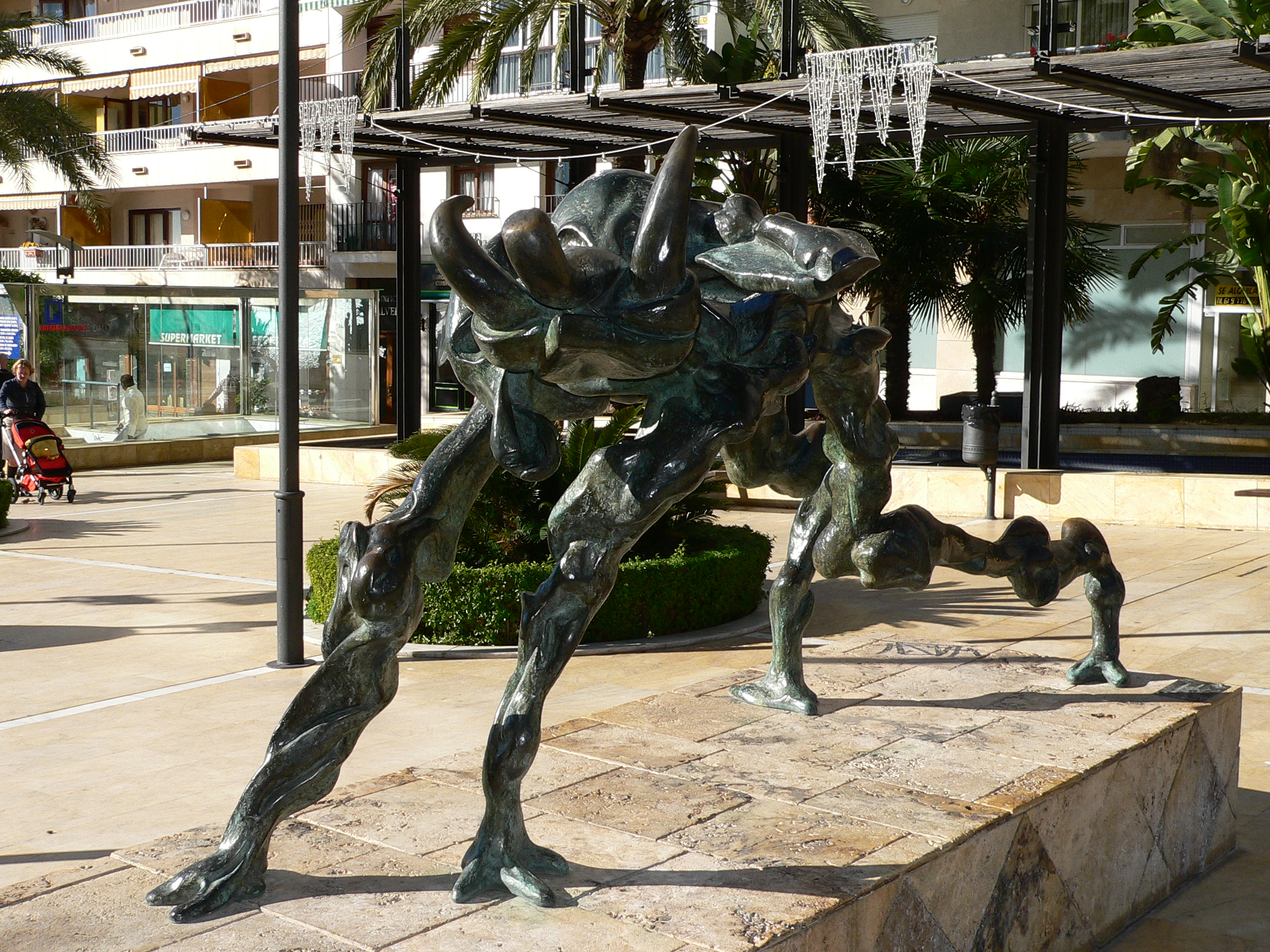
Der kosmische Elefant, 1974, Skulptur in Marbella

Dalís bildhauerisches Interesse begann mit einem Modell der Venus von Milo, die er bereits als Kind nach einem Bild auf einer Federtasche imitierte. Sein plastisches Werk begann er als surrealistischer Künstler in den 1930er-Jahren und führte es sein Leben lang fort. Auch in seinen bildhauerischen Werken stellte Dalí das Unbewusste sowie Träume und Gefühle dar und verwendete wie Marcel Duchamp mit seinen Ready-mades ungewöhnliche Materialien. Er schuf beispielsweise Objekte mit einer symbolischen Funktion wie die Retrospektive Frauenbüste aus dem Jahr 1933, die aus dem bemalten Porzellanmodell einer Hutmacherin, einem Baguette und anderen Altmaterialien bestand, wählte später jedoch traditionellere Techniken. So formte er aus weichem Wachs die gewünschte irrationale Form seiner Eingebung und goss diese sodann in Bronze unter Anwendung des Wachsausschmelzverfahrens. Die Plastiken bilden einen wesentlichen Teil von Dalís surrealistischem Werk und zeigen sein Interesse an der Dreidimensionalität.

### Grafik
Im Bereich der Druckgrafik gehören Dalís Lithografien, Serigrafien, Radierungen und Holzschnitte zu den meistverkauften Objekten des internationalen Kunstmarkts. Allen Grafiken gingen aufwändige Vorarbeiten voraus. Grafische Zyklen für Buchillustrationen entstanden, beispielsweise für Dante Alighieris Die Göttliche Komödie 1963, Lewis Carrolls Alice im Wunderland 1969, Giovanni Boccaccios Das Dekameron 1972, Pedro Calderón de la Barcas Das Leben ein Traum 1975, Ernest Hemingways Der alte Mann und das Meer 1974, John Miltons Paradise Lost 1974 und Francisco de Goyas Les Caprices 1977. Zur Fälschungsproblematik von Dalís Grafik wird unter „Rezeption“ Stellung genommen.
Dalí unterscheidet sich von vielen anderen Künstlern, die sich verschiedener Dienstleister wie Lithografen oder Radierer bedient haben, um ihre Werke in der jeweiligen Technik umsetzen zu lassen. Er beherrschte nahezu jede Technik in Perfektion selbst. Bei seiner ersten Lithografieserie Don Quichotte de la mancha (1956/57) schoss er beispielsweise mit Arkebusen (Musketen) auf die Lithosteine, ließ Frösche über die Steine springen und Eier auf die Steine fallen oder versetzte die Steine in Rotation. Bei der Kaltnadelradierung bearbeitete er die Kupferplatte mit der Nadel, der Roulette oder anderen Gegenständen, um sein Werk entstehen zu lassen. Beispiele dafür sind die Kaltnadelradierungen zu Faust/Walpurgisnacht (1968) oder die Farbkaltnadelradierungen der Serie Tristan und Isolde (1970). Bei seiner Serie 10 Rezepte zur Unsterblichkeit (Dix Recettes d’immortalité, 1973) schuf er die erste stereoskopische Grafik der Kunstgeschichte. „Die Stereoskopie verewigt und legitimiert die Geometrie, denn dank ihr verfügen wir über die dritte Dimension der Sphäre“ schrieb Dalí im Begleittext zu dem Werk.

### Beispiele kunsttheoretischer und autobiografischer Schriften
„Habe keine Angst vor der Perfektion: du wirst sie nie erreichen!“

Die kunsttheoretische Schrift Das gelbe Manifest verfasste Dalí 1928 zusammen mit den Kunstkritikern Lluis Montañya und Sebastià Gasch. Diese Proklamation wurde zur wichtigsten Aktion der katalanischen und spanischen Avantgarde-Bewegung gegen die klassizistische und akademische Kultur und warb für eine neue Modernität.
Besonders faszinierte Dalí der systematische, konstruktive Aspekt der Paranoia. Er nennt sie die „paranoisch-kritische Methode“, die tendenziell alle Bereiche der Wirklichkeit ihrem wahnhaften Deutungssystem zu unterwerfen vermag. Ein daran ausgerichtetes Verfahren müsste daher geeignet sein, „zum Ruin der Wirklichkeit beizutragen“, schrieb er 1930 in seiner ersten surrealistischen Programmschrift Der Eselskadaver. Der rational geordneten, mit technischen Geräten ausgestatteten Welt der Moderne, die dem Realitätsprinzip gehorcht, setzt Dalí eine andere entgegen, eine pflanzlich wuchernde, in der das Lustprinzip gilt und selbst Uhren weiche Gebilde sind. Daher tritt er für den Jugendstil und die „paranoische“ Architektur Antoni Gaudís ein.
Dalí, der sich in seiner klassischen Periode als Ex-Surrealist bezeichnete, dennoch mehr denn je Surrealist blieb, lieferte mit seiner Schrift Fünfzig magische Geheimnisse aus dem Jahr 1948 eine Abhandlung zur Maltechnik. Er führte darin aus, dass man heute zwar wisse, wie man eine Atombombe baue, niemand kenne aber „heute mehr die Zusammensetzung des geheimnisvollen Saftes, des Malmittels, in das die Brüder van Eyck oder Vermeer van Delft ihre Pinsel eintauchten“. In seinen eigenen Rezepten befasste er sich mit dem Material: fünf verschiedene Pinsel, die fünf Bewegungsarten entsprechen. Der Maler solle nicht nur „sehen“, sondern „metaphysisch sehen“.
In seinem „System“ der gelenkten Träume lautet der Rat: „Wenn Sie malen, denken Sie immer an etwas anderes.“ Er untermauert seine Ratschläge mit technischen Tricks, die er Schriften seiner Vorgänger entnommen hatte, wie beispielsweise Cennino Cenninis, dessen Libro dell’arte seit dem 14. Jahrhundert als das Handbuch der Malkunst galt, sowie Luca Paciolis und der italienischen Renaissance-Meister.
Im Jahr 1942 erschien Dalís erste Autobiografie Das geheime Leben des Salvador Dalí, bei Dial Press, New York, in der er seine Erlebnisse, Erinnerungen und Gefühle bis in die Zeit der späten 1930er Jahre vorstellt. Die Fortsetzung Tagebuch eines Genies (Diario de un Genio) erschien 1964. Dieses Selbstporträt erklärt dem Leser die Intentionen des Künstlers und führt hin zum Verständnis seiner Werke. 1970 erschien bei Harry. N. Abrams Inc., New York, Dalí by Dalí (So wird man Dalí) mit Illustrationen, die der Künstler zu verschiedenen Gruppen zusammenfasste: der „planetarische“, der „molekulare“, der „monarchische“, der „halluzinogene“ und der „futuristische“ Dalí, versehen mit Dalís Texten zu den einzelnen Sujets.

### Film, Theater und Ballett
Dalís bekannteste Filme in Zusammenarbeit mit Luis Buñuel finden sich in den Hauptartikeln Un chien andalou (Ein andalusischer Hund) und L’Âge d’Or (Das goldene Zeitalter). Eine Auswahl weiterer Filme sowie Beteiligungen im Theater- und Ballettbereich sind unter „Ausgewählte Werke“ aufgeführt.

### Dalí und die Fotografie

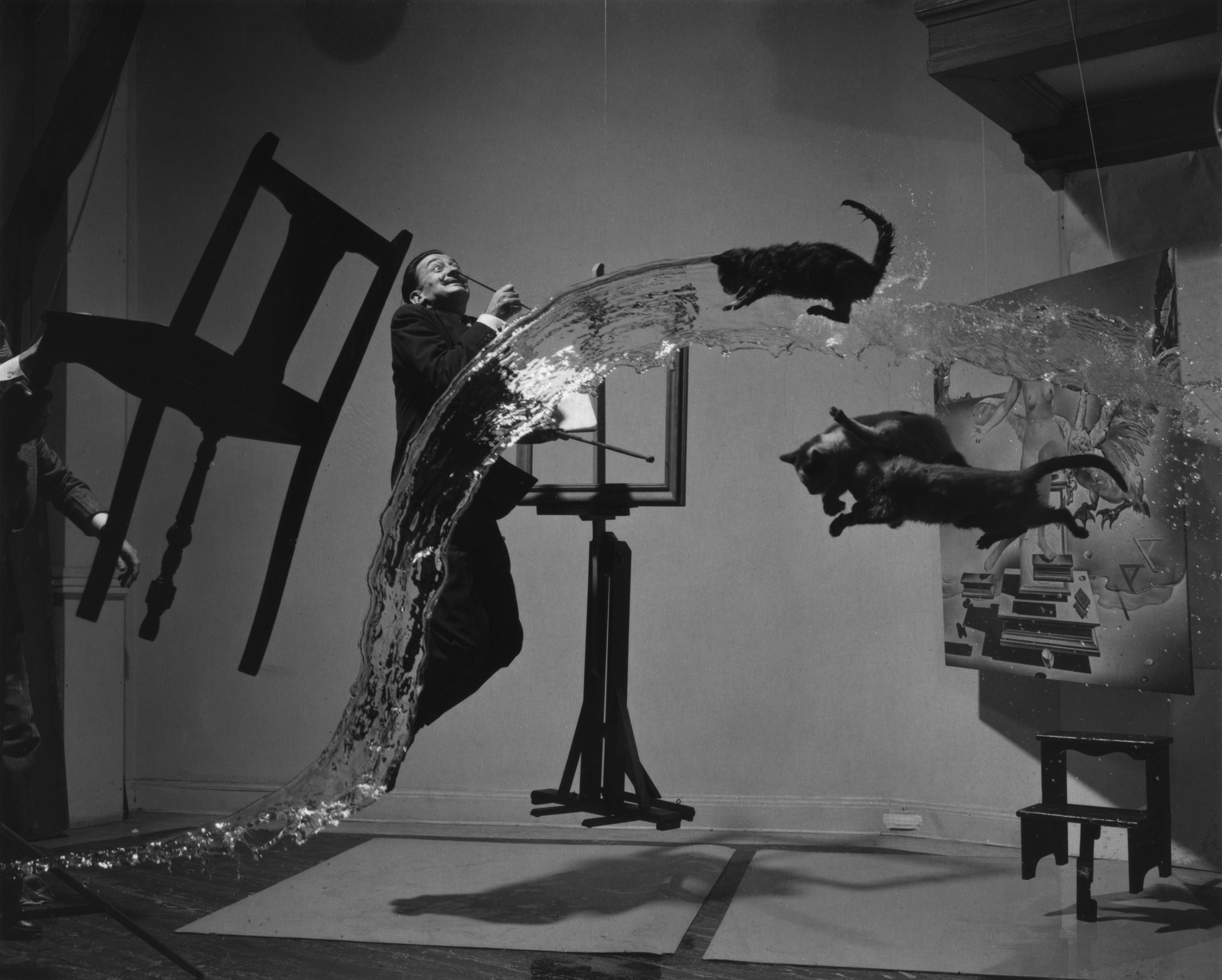
Halsmans Foto Dalí Atomicus, 1948

Dalí arbeitete mit bekannten Fotografen zusammen wie Man Ray, Brassaï, Cecil Beaton und Philippe Halsman. Einige Arbeiten aus dem Jahr 1933 mit Man Ray, dem Fotografen der Surrealistengruppe, wurden wie auch Werke von Brassaï im Magazin Minotaure veröffentlicht.
Im Jahr 1941 traf Dalí Philippe Halsman und arbeitete mit ihm bis zu dessen Tod 1979 zusammen. Das erste Foto aus dem Jahr 1942 zeigt Dalí als Embryo in einem Ei.
Halsmann erklärte die Faszination, die Fotoarbeiten auf Dalí ausübten, mit dessen auf die Spitze getriebenem Surrealismus: „Er will, daß auch die kleinste seiner Handlungen überrascht und schockiert.“ Halsmans Foto von 1948, Dalí Atomicus, zeigt einen fliegenden Stuhl, drei fliegende Katzen, einen Wasserschwall und den fliegenden Salvador Dalí. Der Titel des Fotos bezieht sich auf Dalís Gemälde Leda Atomica, das rechts im Hintergrund zu sehen ist. Halsman und Dalí veröffentlichten als Ergebnis ihrer Zusammenarbeit 1954 das Buch Dali’s Mustache, das 28 unterschiedliche Fotos seines Schnurrbarts zeigt.

### Dalís Handschrift in Mode und Gebrauchskunst
Ende der 1930er-Jahre entwarf Dalí für die Modeschöpferin Elsa Schiaparelli Stoffdessins, Kleider und Hüte. Weitere Gebrauchskunst war unter anderem in den 1950er-Jahren die Gestaltung des Covers für Jackie Gleasons Plattentitel Lonesome Echo.
In den 1960er-Jahren gründete er sein eigenes Merchandise-Unternehmen und stellte nach John Peter Moore und Enrique Sabater im Jahr 1982 Robert Descharnes als Geschäftsführer des Unternehmens ein, das den Namen Demart trug. Zu den unter seinem Namen hergestellten Artikeln gehörten unter anderem Krawatten, die Brandyflasche Conde de Osborne Dalí für das Traditionshaus Osborne, Kalender, Tapisserien und Schmuckstücke. Auch in der Gegenwart bieten Firmen Waren à la Dalí an wie Poster, Kalender, Leuchter, Tassen und Teller mit surrealistischen Akzenten.
Seit 1983 gibt es das heute noch erhältliche Parfum Dalí in surrealistischen Flakons mit der Form einer Nase, eines Mundes und seit 1987 als Herrenparfüm in der Form eines ausgeprägten Kinns mit aufgesetztem Stöpsel in Form eines Mundes. Diese Kommerzartikel machten das Kunstgenie Dalí noch bekannter, da sich die breite Masse nun einen „Dalí“ leisten konnte.

### Beispiele für Symbole in Dalís Werk
Dalí benutzte oft Symbole in seinem Werk, so die berühmten schmelzenden Uhren.
Krücken kommen in vielen seiner Werke vor, beispielsweise im Gemälde Rätsel des Wilhelm Tell.
Dalí malte viele Schubladen in leicht geöffnetem Zustand, ein Hinweis darauf, dass ihre Geheimnisse bekannt sind und nichts mehr zu befürchten ist. Beispiele zeigen die Gemälde Brennende Giraffe und Der anthropomorphe Kabinettschrank.

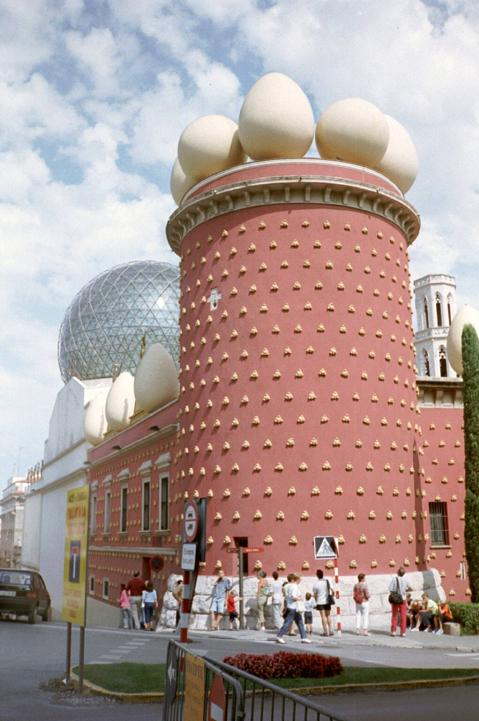
Museum in Figueres mit Eiern auf dem Dach

Dalís Elefanten sind in der Regel mit langen, fast unsichtbaren Beinen dargestellt; sie tragen Objekte auf dem Rücken, die ebenfalls symbolträchtig sind. Diese Elefanten stehen für die Zukunft und sind gleichermaßen ein Symbol der Stärke. Ihre Last besteht oft aus Obelisken, Symbolen von Macht und Herrschaft, die phallische Bezüge aufweisen. Beispiele finden sich in den Gemälden Traum, verursacht durch den Flug einer Biene um einen Granatapfel, eine Sekunde vor dem Aufwachen und Die Versuchung des Heiligen Antonius.
Das Ei ist ein weiteres beliebtes Motiv Dalís. Das Dach seines Museums in Figueres ist mit riesigen Eiern geschmückt.
Auch ausschwärmenden Ameisen wie in Das Rätsel der Begierde – Meine Mutter, meine Mutter werden verwendet.

Figur auf dem Teatre-Museu Dalí

Eine große Heuschrecke ist auf seinem bekannten Gemälde Der große Masturbator zu sehen.
Brot findet sich häufig als sehr langes Baguette in seinen Werken, gleichwohl nicht als hilfreiches Brot, sondern als „antihumanitäres“, wie Dalí es in seinem Buch Das Geheime Leben beschreibt. Es war nicht als Beitrag zum Unterhalt für große Familien gedacht, sondern sollte zeigen, wie der Luxus der Phantasie sich am Nützlichkeitsdenken der Welt der praktischen Vernunft rächte. Ein voluminöses Brot ziert Die retrospektive Frauenbüste. Weitere Beispiele sind das Gemälde Anthropomorphes Brot sowie das Brot auf seinem Museumsdach, dem Teatre-Museu Dalí in Figueres.

## Rezeption

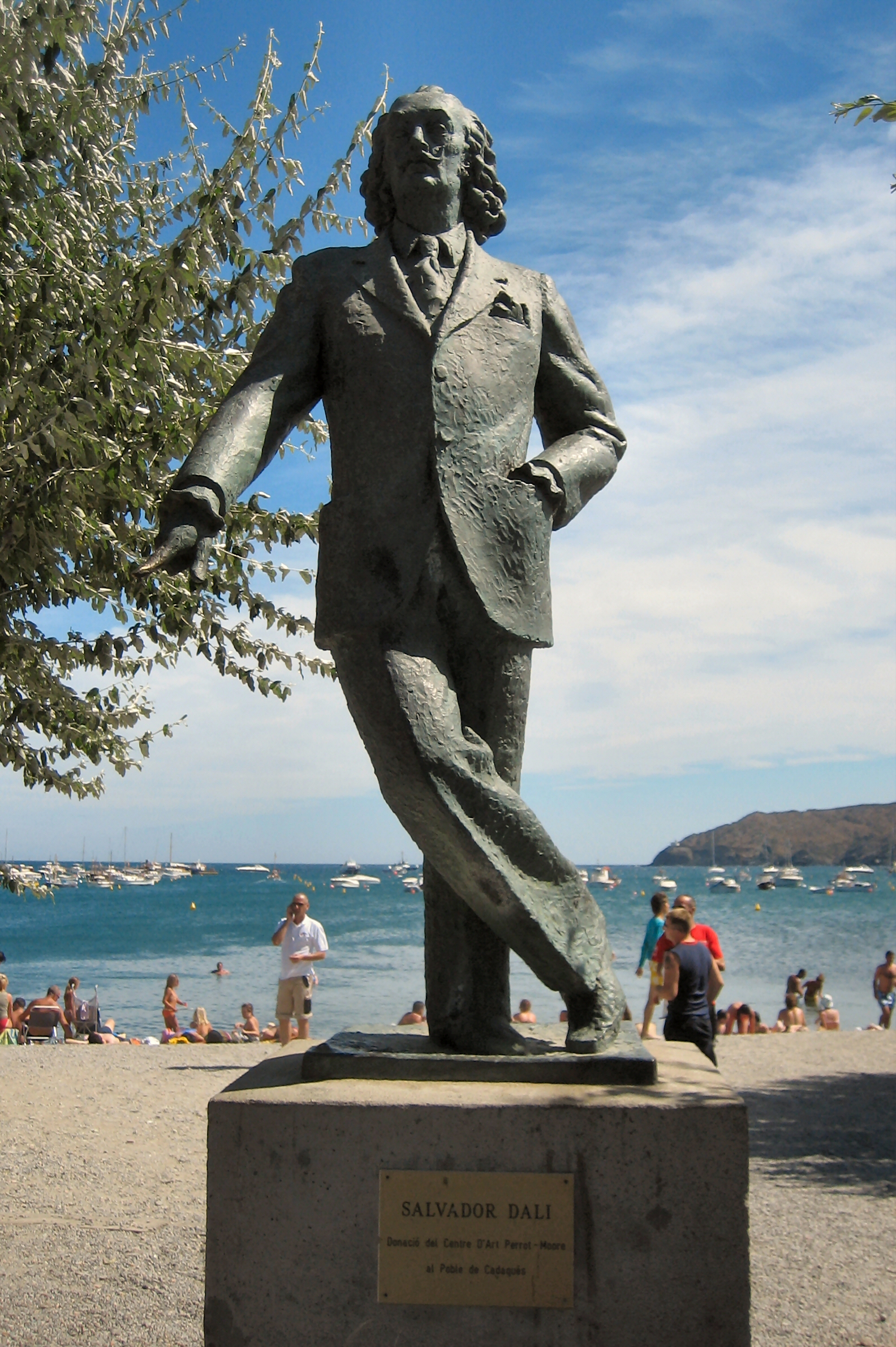
Denkmal Dalís von Joaquim Ros Sabaté in Cadaqués

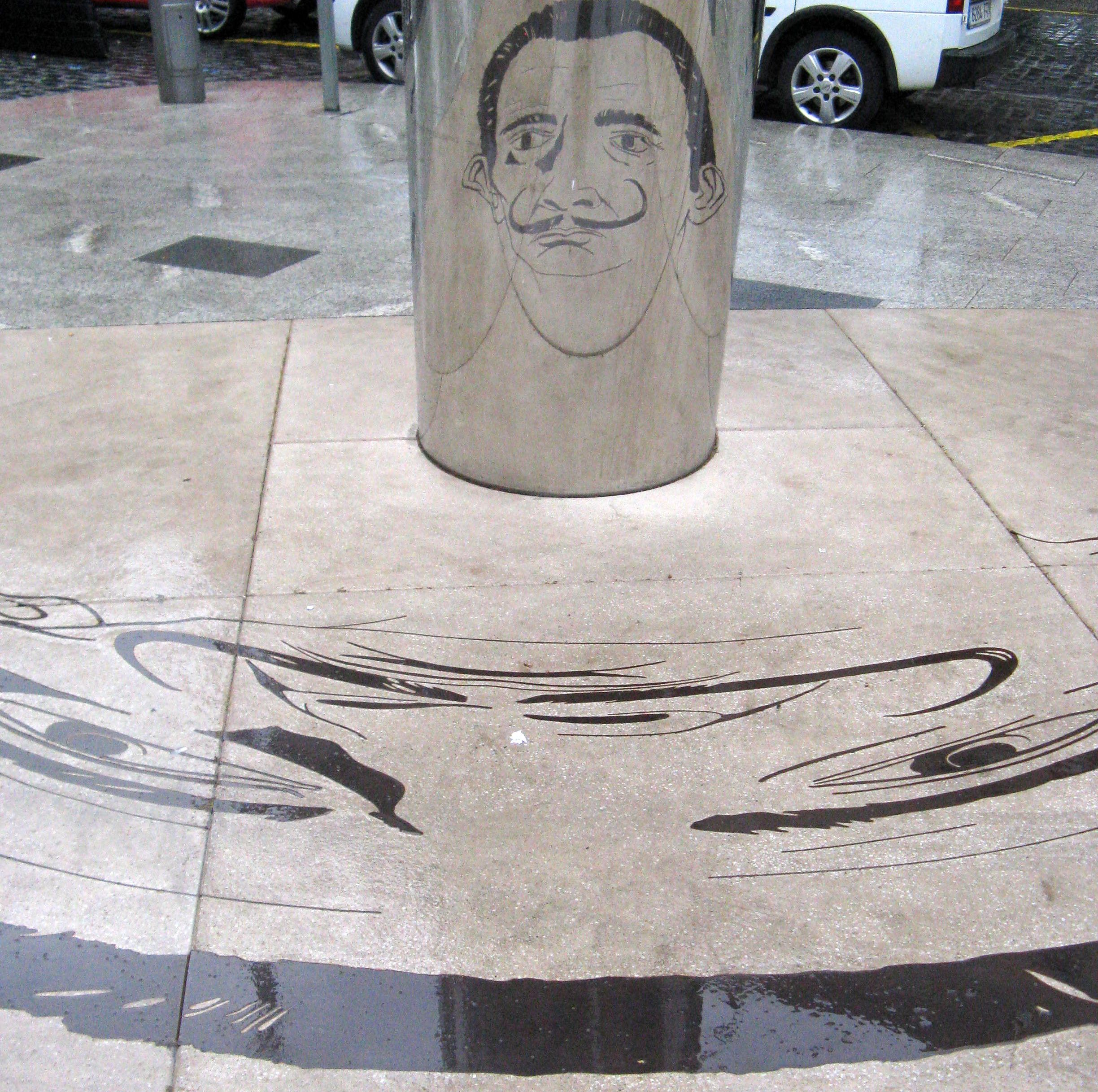
Selbstbildnis als Anamorphose in Figueres/Spanien

### Zeugnisse von Zeitgenossen
Luis Buñuel erinnerte sich 1983 an die frühere Freundschaft mit Dalí nicht ohne Bewunderung:

„Picasso war Maler und nur Maler. Dalí ging weit darüber hinaus. Gewisse Seiten seines Charakters sind abscheulich, seine Manie der Selbstreklame, des Exhibitionismus, […] trotzdem ist er ein authentisches Genie, ein Schriftsteller, ein Plauderer, ein Denker ohnegleichen. Lange Zeit sind wir enge Freunde gewesen, und unsere gemeinsame Arbeit am Drehbuch zum ‚Andalusischen Hund‘ hat bei mir die wundervolle Erinnerung einer vollkommenen Übereinstimmung der Neigungen hinterlassen.“

André Breton schrieb 1929 anlässlich der Ausstellung von Dalís Werken in der Galerie Goemans enthusiastisch:

„Das Erscheinen Dalís stellt vielleicht das erste Mal dar, daß die Fenster des Geistes weit aufgestoßen wurden. Dalís Kunst, die wohl bislang halluzinatorischste, bildet eine wirkliche Bedrohung. Absolut neue und sichtlich böswillige Wesen kommen ins Spiel. Mit sinistrer Freude sehen wir, wie sie ungehindert durchgelassen werden.“

Der Bruch Mitte der 1930er-Jahre veränderte die Sicht Bretons drastisch; Dalí zog sich die Feindschaft der Surrealisten zu. Nach der Veröffentlichung von Dalís Essay Das mystische Manifest im Jahr 1951 und der entsprechenden Thematik seiner Werke schrieb Breton in der Neuauflage seiner Anthologie des Schwarzen Humors im Jahr 1953:

„Es versteht sich von selbst, daß diese Bemerkungen sich nur auf den frühen Dalí beziehen, der gegen 1935 verschwand, um jener Persönlichkeit Platz zu machen, die bekannter ist unter dem Namen Avida Dollars, jenem vor kurzem in den Schoß der katholischen Kirche und zum ‚künstlerischen Ideal der Renaissance‘ zurückgekehrten Porträtmaler, der sich heute auf Glückwunschschreiben und Ermutigungen des Papstes beruft.“

### Gala Dalís Einfluss auf Salvador Dalí
Ruth Kastner zitiert anlässlich Dalís 100. Geburtstag 2004 Claire Goll, die den starken Einfluss Gala Éluard Dalís auf deren Mann hervorhebt, die ihn vom schüchternen jungen Mann mit rebellischen Zügen zum zynischen Clown gemacht habe:

„Der damals 25-jährige Salvador sei genau der Mann gewesen, den Gala suchte; Gala habe seine Persönlichkeit systematisch aufgebaut, habe ihn genötigt, sich zu bestätigen und selbst zu übertreffen. ‚Sie hat ihm die Welt vereinfacht, indem sie alle Entscheidungsmöglichkeiten auf eine Formel reduzierte: treten oder getreten werden.‘“

### Dalís Beziehung zum Diktator Franco
Zum selben Ereignis sendete der NDR Fakten und Vermutungen zur Einstellung Dalís gegenüber dem Diktator General Franco und erörterte, ob er tatsächlich ein blinder Gefolgsmann des faschistischen Regimes gewesen sei. Dalí sei 1938 aufgrund von „Sympathien für den Nationalsozialismus“ aus der Surrealisten-Bewegung ausgeschlossen worden und habe noch 1975 dem altersschwachen Diktator ein Glückwunschtelegramm anlässlich der Exekution von fünf ETA-Terroristen geschickt. Dazwischen habe der „Hofnarr Francos“ dem Faschistenführer bei jeder Gelegenheit geschmeichelt.
Dagegen, so der NDR weiter, deute der Architekt Òscar Tusquets diese Tatsachen in seinem Buch Dalí y otros amigos als Ironie und meine, dass die enthusiastischen Lobpreisungen Francos derart übertrieben gewesen seien, dass Dalí sie gar nicht ernst gemeint haben könne und er sich quasi auf surrealistische Art über den Diktator lustig gemacht habe. Dalí habe außerdem einen ausgewachsenen Widerspruchsgeist gehabt und auch mit seinen politischen Äußerungen nur provozieren wollen gemäß seinem Zitat: „Ich bin nicht nur Provokateur von Berufs wegen, sondern auch aus Veranlagung.“

### Kritik am Spätwerk Dalís
Der Literaturwissenschaftler Peter Bürger nannte die Gründe für Dalís umstrittenes Ansehen bei Kunstkritikern und -historikern in der Wochenzeitung Die Zeit. Er betonte, die erste Documenta in Kassel, die 1955 einen Kanon moderner Kunst aufstellen wollte, habe Werke der surrealistischen Maler André Masson, Joan Miró und Max Ernst gezeigt, nicht jedoch von Salvador Dalí.
Nachdem dieser 1940 in die USA gezogen sei, habe er sich mehr und mehr dem „Design“ zugewendet: Werbezeichnungen für Haute-Couture-Modelle, Titelblätter für die Zeitschrift Vogue sowie Muster für Krawatten und Schmuck entworfen und Angehörige der High Society porträtiert. Auch seien seine Hitler-Obsession und die Polemik gegen die Ästhetik der Moderne ein Anlass zu Kritik. Der Jugendstil sei von ihm gegen die funktionalistische Baugesinnung der Moderne, die er als „Architektur der Selbstbestrafung“ bezeichnete, ausgespielt worden. Doch seit den 1950er- und frühen 1960er-Jahren sei eine Wandlung eingetreten, da die Pop Art die Grenzen zwischen hoher und trivialer Kunst aufgelöst habe. So habe beispielsweise in Italien Achille Bonito Oliva mit dem Begriff der Transavantgarde für die Rückkehr zu traditionellen Malweisen die Ästhetik der Moderne herausgefordert.

„Dalís Rückgriff auf den Akademismus und die Salonmalerei des 19. Jahrhunderts erhielt mit einem Mal eine ungeahnte Aktualität. Es besteht also seit geraumer Zeit Anlass, das über ihn verhängte Verdikt nochmals zu überdenken. Einen Anstoß dazu gab vor zwei Jahren die Surrealismus-Retrospektive in Paris und Düsseldorf, wo einige wichtige Bilder aus der surrealistischen Phase Dalís zu sehen waren. […] Dalí, der 1989 starb, hat bisher noch keinen Ort in der Kunst des 20. Jahrhunderts gefunden.“

### Dalís gefälschte Druckgrafiken
Dalís Druckgrafiken gehören zu den Spitzenreitern der gefälschten Kunstwerke. Christiane Weidemann beschreibt in ihrem Buch über Dalí 2007 die Probleme mit gefälschten Grafiken des Künstlers, die den Kunstmarkt bis in die Gegenwart verunsichern. Etwa 1965 hatte Dalí nämlich angefangen, Zehntausende von Papierbogen blanko zu signieren:

„1981 kommt es zum internationalen Skandal, als der Verdacht aufkommt, dass er an den Fälschungen beteiligt war oder sie zumindest nicht verhindert hatte. Denn für Dalí bedeuten die vermeintlichen Originale ein exzellentes Geschäft, das mit 40 zusätzlichen Dollar pro Bogen honoriert wird. Damit beginnt das bis heute andauernde Chaos um echte und falsche Werke des Künstlers.“

### Dalís Opernpoem Être Dieu (Gott sein)
Salvador Dalí ist der einzige Maler, der ein Libretto für ein surreales Operngedicht, Être Dieu, eine Reflexion über Gottes Beschaffenheit, geschrieben hat. Er verfasste es im Jahr 1927 gemeinsam mit Federico García Lorca. 1974 ließ Dalí die Oper in Paris auf Schallplatte aufnehmen. Igor Wakhevitch schrieb die Musik, und der spanische Schriftsteller Manuel Vázquez Montalbán brachte den Text in Übereinstimmung mit dem Künstler zu Papier. Während der Aufnahme lehnte Dalí es jedoch ab, dem Wortlaut Montalbans zu folgen und improvisierte: „Salvador Dalí wiederholt sich nie“.

## Ehrungen, Auszeichnungen und Ausstellungen
- 1964: Orden de Isabel la Católica (Großkreuz der Königin Isabella von Spanien) für seine Verdienste um die Kunst
- 1967: Verleihung der Ehrendoktorwürde der Académie de la Fourrure
- 1972: Wahl zum assoziierten Mitglied der Académie royale des Sciences, des Lettres et des Beaux-Arts de Belgique[97]
- 1973: Ernennung zum Mitglied der Real Academia de Bellas Artes di San Fernando, Madrid
- 1978: Ernennung zum ausländischen Ehrenmitglied der Académie des Beaux-Arts, Paris (Aufnahme und Antrittsrede am 9. Mai 1979)
- 1981: Großkreuz Karls III
- 1982: Juan Carlos I., König von Spanien, ernannte ihn zum  Marqués de Púbol.
- 1982: Goldmedaille der Autonomen Regierung Kataloniens
- Der Asteroid des äußeren Hauptgürtels (2919) Dali ist nach ihm benannt.[98]

Im Jahr 2025 zeigt das Kunsthaus Apolda 105 Originallithografien aus Dalis Zyklus Biblia Sacra.

## Ausgewählte Werke

### Gemälde
- 1917: Ansicht von Cadaqués mit dem Schatten des Berges Pani (Dalí Museum, St. Petersburg, Florida)
- 1924: Bildnis Luis Buñuel (Museo Reina Sofía, Madrid) (Abb.)
- 1925: Bildnis meines Vaters (Museu d’Art Modern, Barcelona) (Abb.)
- 1925: Mädchen am Fenster (Museo Español de Arte, Madrid) (Abb.)
- 1927: Blut ist süßer als Honig (Privatbesitz) (Abb.)
- 1927: Apparat und Hand (Sammlung E. und A. Reynolds Morse, Leihgabe an das Salvador Dalí Museum) (Abb.)
- 1928: Ungestillte Begierde, auch Dialog am Strand genannt (Privatbesitz)
- 1929: Der große Masturbator (Schenkung Dalís an den spanischen Staat) (Abb.)
- 1929: Das Rätsel der Begierde – Meine Mutter, meine Mutter, meine Mutter (Pinakothek der Moderne, München) (Abb.)
- 1929: Das finstere Spiel oder Unheilvolles Spiel, Le Jeu lugubre (Privatbesitz)
- 1929: Die ersten Tage des Frühlings, Les premiers jours du printemps (Privatbesitz) (Abb.)
- 1931: Die Beständigkeit der Erinnerung (Museum of Modern Art, New York) (Abb.)
- 1932: Die Geburt der flüssigen Begierden (Sammlung Guggenheim, Venedig)
- 1933: Bildnis Galas mit zwei Lammkoteletts im Gleichgewicht auf der Schulter (Fundació Gala-Salvador Dalí, Figueres) Abb.
- 1933: Das Rätsel Wilhelm Tells (Moderna Museet, Stockholm) (Abb.)
- 1933/34: Atavismus des Zwielichts (Kunstmuseum Bern)
- 1934: Rätselhafte Elemente einer Landschaft, Fundació Gala-Salvador Dalí, Figueres
- 1934/35: Gesicht der Mae West (kann als surrealistisches Lippensofa benutzt werden). Gouache auf Zeitungspapier (Art Institute of Chicago) (Abb.)
- 1935: Der Angelus von Gala (Museum of Modern Art, New York) (Abb.)
- 1935: Spectre du soir sur la plage (Abb.)
- 1936: Die brennende Giraffe (Kunstmuseum Basel) (Abb.)
- 1936: Der anthropomorphe Kabinettschrank
- 1936: Weiche Konstruktion mit gekochten Bohnen (The Philadelphia Museum of Art, Philadelphia) (Abb.)
- 1936: Morphologisches Echo (Dalí Museum, Cleveland, Ohio)
- 1936: Frau mit Schubladen
- 1936: Der Apotheker von Ampurias auf der Suche nach absolut Nichts (Museum Folkwang, Essen) (Abb.)
- 1937: Die Metamorphose des Narziss (Tate Gallery, London) (Abb.)
- 1937: Das Rätsel Hitlers (Schenkung Dalís an den spanischen Staat) (Abb. (Memento vom 14. August 2014 im Internet Archive))
- 1937: Die Erfindung der Ungeheuer (Art Institute of Chicago) (Abb.) (Memento vom 1. November 2013 im Internet Archive)
- 1937: Schwäne spiegeln Elefanten (Cavalieri Holding Co. Inc., Genf) (Abb.)
- 1938: Strand mit Telefon (Tate Gallery, London) (Abb.) (Memento vom 13. Januar 2003 im Internet Archive)
- 1939: Shirley Temple, das jüngste geheiligte Ungeheuer des zeitgenössischen Kinos (Museum Boijmans van Beuningen, Rotterdam) (Abb.)
- 1940: Sklavenmarkt mit unsichtbarer Büste Voltaires (Abb.)
- 1941: Weiches Selbstporträt mit gebratenem Speck (Privatbesitz) (Abb.)
- 1941: Honig ist süßer als Blut (Le miel est plus doux que le sang) (Santa Barbara Museum of Art, Santa Barbara) (Abb.)
- 1944: Traum, verursacht durch den Flug einer Biene um einen Granatapfel, eine Sekunde vor dem Aufwachen (Museo Thyssen-Bornemisza, Madrid) (Abb.)
- 1944/45: Galarina (Teatre-Museu Dalí, Figueres)
- 1944/45: Die Apotheose des Homer (Bayerische Staatsgemäldesammlungen, Staatsgalerie moderner Kunst, München) (Abb.)
- 1946: Die Versuchung des Heiligen Antonius (Königliche Museen der Schönen Künste, Brüssel) (Abb.)
- 1948: The Elephants (Abb.)
- 1949: Leda Atomica (Fundació Gala-Salvador Dalí, Figueres) (Abb.) (Memento vom 4. Mai 2006 im Internet Archive)
- 1950: Madonna von Portlligat (Minami Museum, Tokio) (Abb.)
- 1951: Der Christus des Hl. Johannes vom Kreuz (Kelvingrove Kunstgalerie und Museum, Glasgow)
- 1954: Die Auflösung der Beständigkeit der Erinnerung (Dalí Museum, St. Petersburg, Florida) (Abb.)
- 1954: Crucifixion (Corpus Hypercubus) (Link)
- 1954/55: Paranoisch-kritisches Gemälde der Spitzenklöpplerin von Vermeer (The Solomon R. Guggenheim Museum, New York) (Abb.)
- 1955: Das Abendmahl (The National Gallery of Art, Washington)
- 1958: Die meditative Rose (Link)
- 1959: Die Entdeckung Amerikas durch Christoph Columbus (Dalí Museum, St. Petersburg, Florida) (Abb.) (Memento vom 6. Juli 2001 im Internet Archive)
- 1960: Das ökumenische Konzil (Dalí Museum, St. Petersburg, Florida)
- 1962: Twist im Atelier von Velasquez
- 1962: Die Schlacht von Tetuán (Minami Museum, Tokio) (Abb.)
- 1963: Galacidalacidesoxiribunucleicacid (Dalí Museum, St. Petersburg, Florida)
- 1965: Der Bahnhof von Perpignan (Museum Ludwig, Köln)
- 1966/67: Der Thunfischfang (Stiftung Paul Ricard, Île de Bendor, Frankreich) (Abb.)
- 1969: Odysseus und Telemach (Abb.)
- 1968–1970: Der halluzinogene Torero (Dalí Museum, St. Petersburg, Florida) (Abb.)
- 1972: La Toile Daligram
- 1972/73: Dalí von hinten, Gala von hinten malend, die von sechs virtuellen, sich vorübergehend in sechs echten Spiegeln widerspiegelnden Hornhäuten verewigt (Fundació Gala-Salvador Dalí, Figueres) (Abb.) (Memento vom 17. Oktober 2007 im Internet Archive)
- 1976: Gala Contemplating the Mediterranean Sea which at Twenty Meters becomes a Portrait of Abraham Lincoln (Dalí Museum, St. Petersburg, Florida)
- 1978: Kybernetische Odaliske (Teatre-Museu Dalí, Figueres)
- 1983: Der Schwalbenschwanz (Schenkung Dalís an den spanischen Staat)

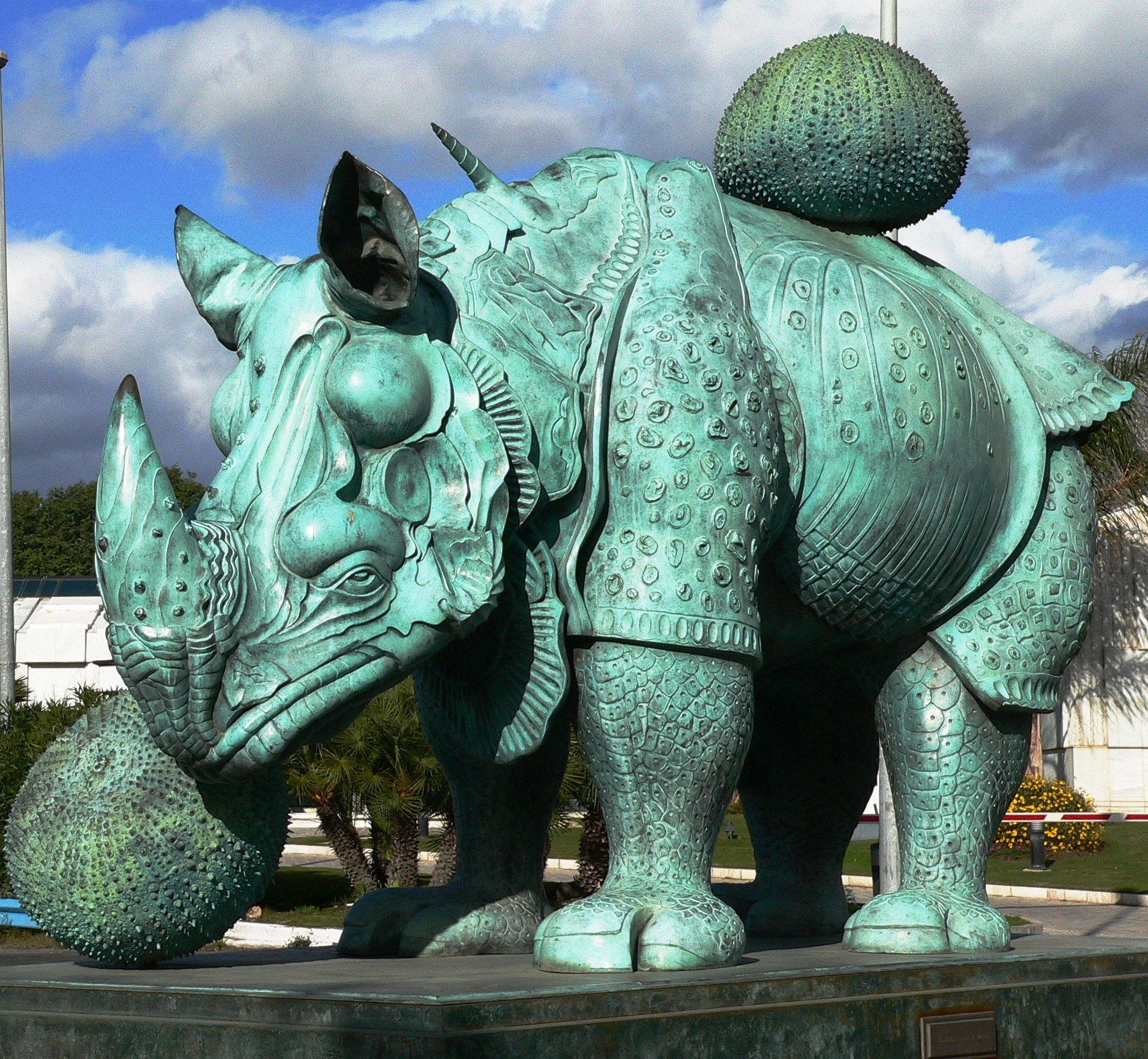
Dalís Rhinozeros aus dem Jahr 1956, seit 2004 in Puerto Banús, Marbella, aufgestellt.

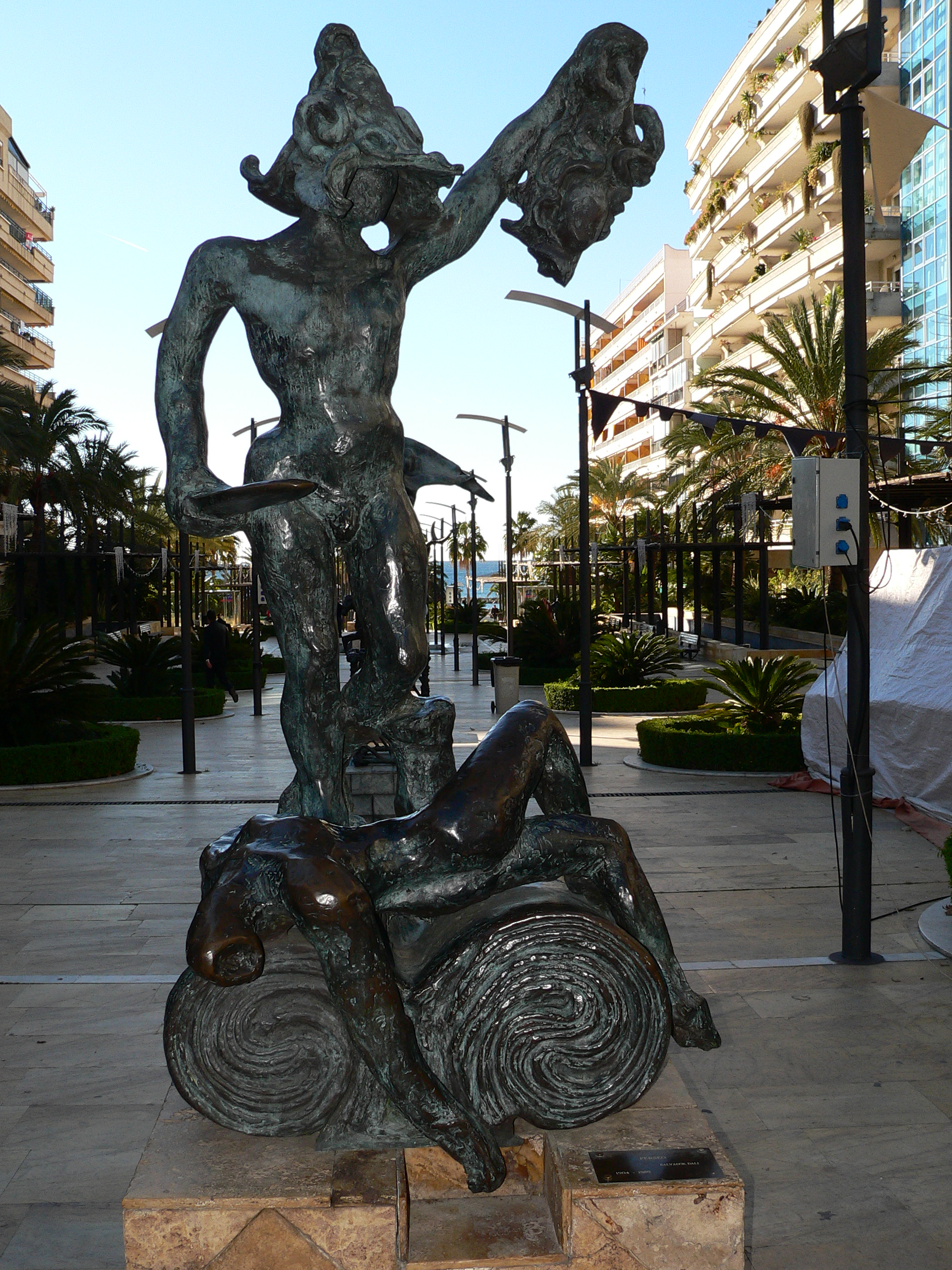
Perseo, Skulptur in Marbella

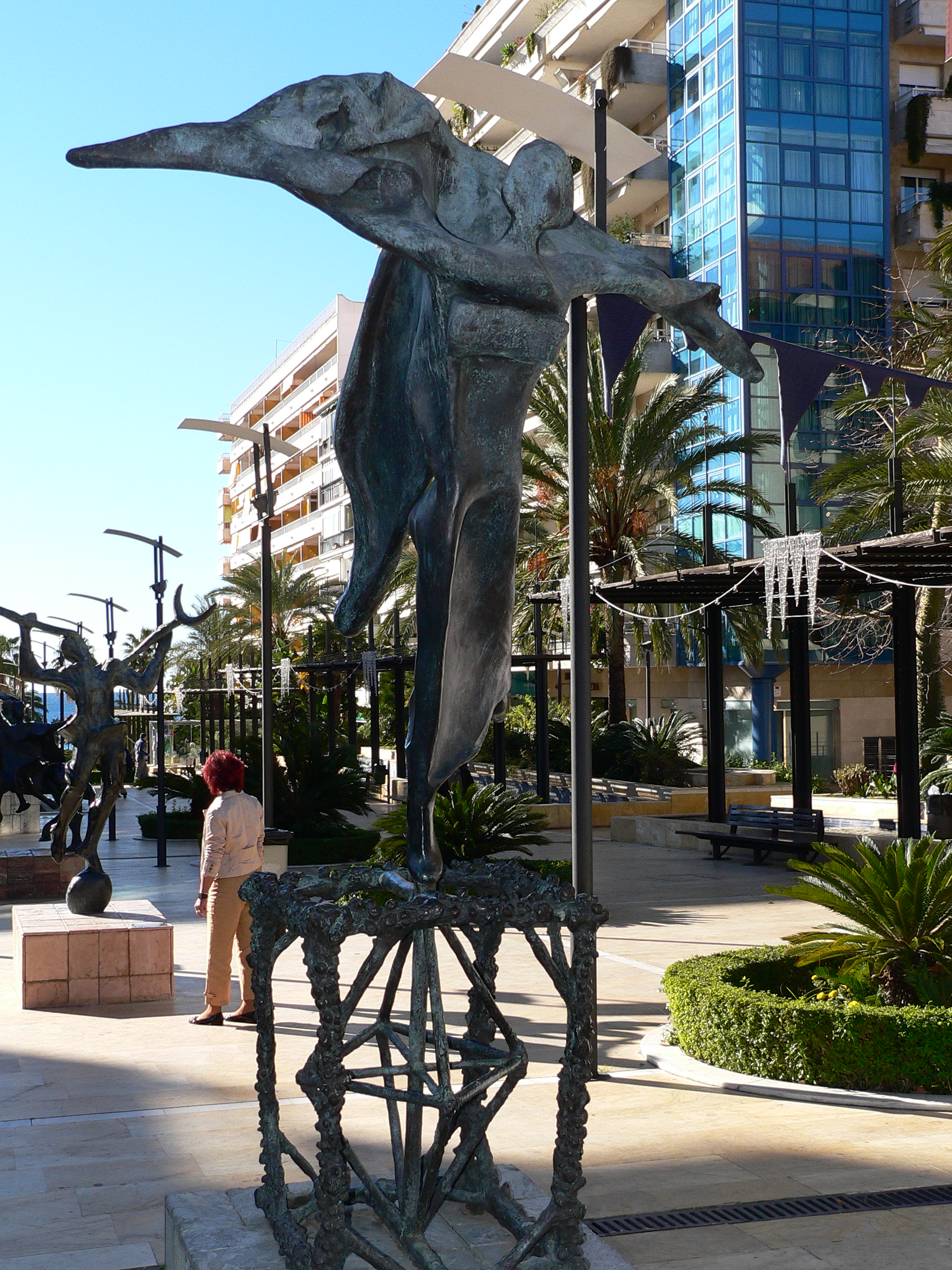
Gala Gradiva, Skulptur in Marbella, um 1970

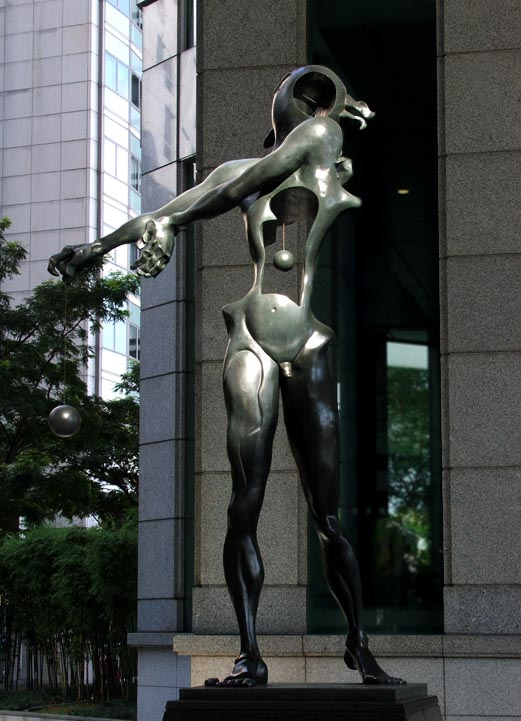
Homage à Newton, 1985, UOB Plaza, Singapur

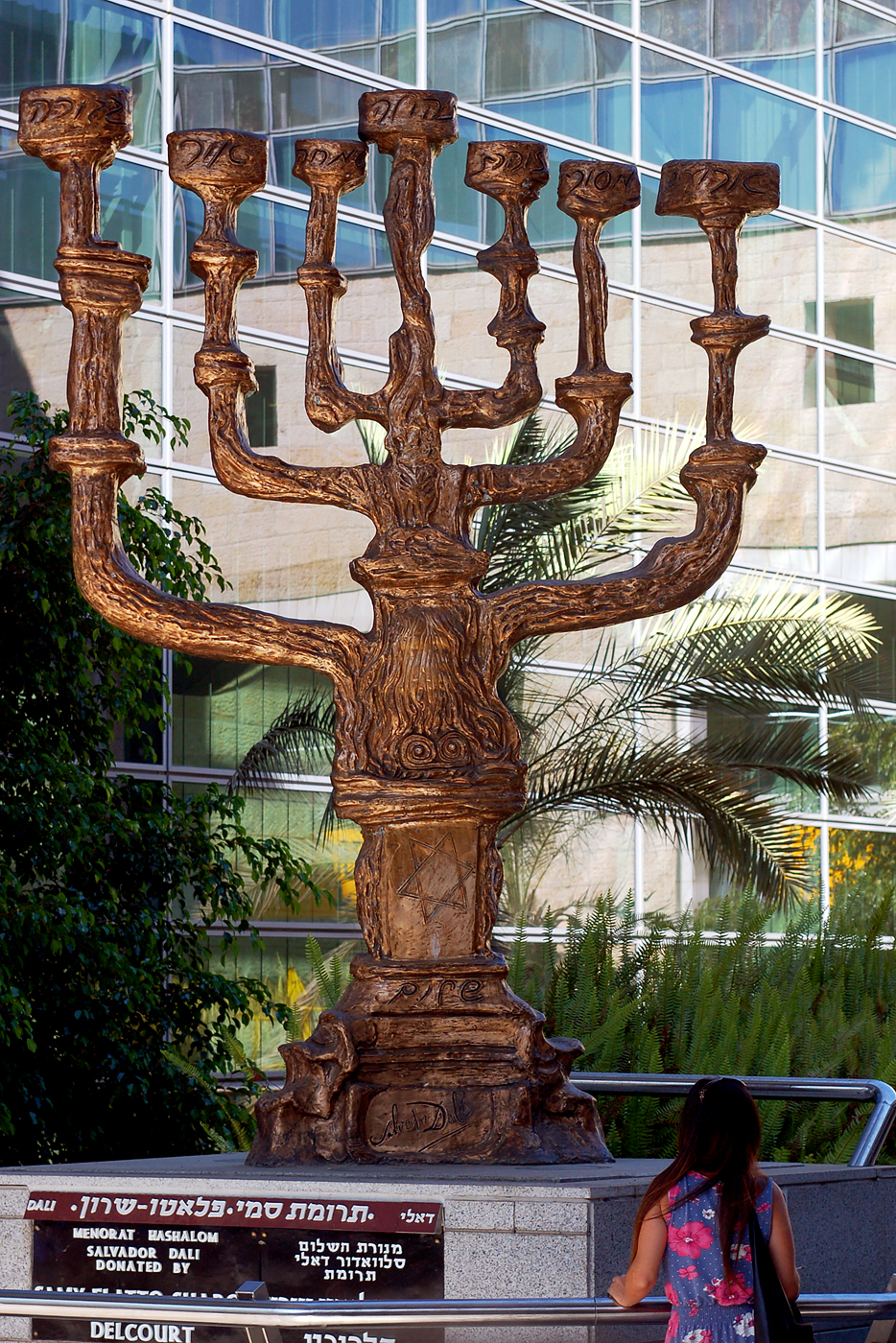
Menora am Flughafen Ben Gurion in Tel Aviv, errichtet 1998 nach einer Arbeit Dalís aus dem Jahr 1981

### Skulpturen, Objekte, Environments
- 1933: Gala am Fenster, Skulptur von Dalí in Marbella
- 1933: (1970 Rekonstruiert) Retrospektive Frauenbüste (Privatbesitz)
- 1936: Hummer- oder Aphrodisisches Telefon, (Museum für Kommunikation Frankfurt), Abb.
- 1936: Venus mit Schubladen (Museum Boijmans van Beuningen, Rotterdam)
- 1936/37: Mae-West-Lippensofa, ausgeführt durch Green and Abbott, London
- 1938: Regentaxi (heute im Dalí-Museum, Figueres)
- 1954: Das Engelskreuz (Minami Museum, Tokio)
- 1956: Das Rhinozeros, Skulptur von Dalí in Marbella
- Um 1970: Gala Gradiva, Skulptur von Dalí in Marbella
- 1974: Mae-West-Saal, Environment im Teatre-Museu in Figueres
- 1979: Heroische Kirmes, Environment im Centre Georges Pompidou
- 1985: Homage à Newton, 1985, UOB Plaza, Singapur
- 1988: El fin de Parzival, Skulptur realisiert durch Wolf Vostell im Museo Vostell Malpartida[100]

### Schriften
- Das gelbe Manifest (1928; mit Lluis Montañya und Sebastià Gasch).
- La femme visible. Edition Surréalistes, Paris, 1930.
- L’amour et la mémoire. Editions Surréalistes, Paris, 1931.
- La conquête de l’irrationnel. Editions Surréalistes und Julien Levy, Paris und New York, 1935.
- Métamorphose de Narcisse. Editions Surréalistes und Julien Levy, Paris und New York, 1937.
- Les Cocus du vieil art moderne (Dalí on Modern Art). Fasquelle éditeurs, Collection Libellés, Pari, 1956.
- Le Mythe Tragique de l’Angélus de Millet. Jean-Jacques Pauvert, Paris, 1963.
- Les Dîners de Gala. Draeger, Paris, 1973.
- Unabhängigkeitserklärung der Phantasie und Erklärung der Rechte des Menschen auf seine Verrücktheit (darin enthalten Der Eselskadaver). Verlag Rogner und Bernhard, München 1974, ISBN 3-8077-0079-X (Originalausgabe 1939).
- Les Vins de Gala. Draeger, Paris, 1977.
- Das geheime Leben des Salvador Dalí. Autobiographie, Übers. u. Nachw. von Ralf Schiebler, Schirmer/Mosel Verlag 1984, ISBN 3-88814-137-0; 1990, ISBN 3-88814-896-0, Jubiläumsausgabe 2004, ISBN 3-8296-0133-6 (Originalausgabe 1942 Dial Press, New York).
- Diario De Un Genio. 1952–1964. Tusquets, Barcelona 2002, ISBN 84-7223-974-8 (Originalausgabe 1964).
- Salvador Dali[101] und Philippe Halsman: Dali’s Mustache. A Photographic Interview, 1. Auflage Simon & Schuster, New York (1954); erneuert 1982 Salvador Dali, Yvonne Halsman, Jane Halsman Bello und Irène Halsman; frz. 1985 Les Éditions Arthaud, Paris; 1994 Éditions Flammarion, Paris; ISBN 2-08-012433-1.
- Salvador Dali, André Parinaud: So wird man Dali (Zusammenstellung von Texten). Moewig Verlag 1974, ISBN 3-217-05018-5 (Originalausgabe Comment on devient Dali 1973, übersetzt von Franz Mayer).
- Verborgene Gesichter. S. Fischer Verlag 1983, ISBN 3-596-25382-9 (Originalausgabe Hidden Faces 1944).
- 50 Secrets of Magic Craftsmanship. Dover Publications, 1992, ISBN 0-486-27132-3 (Originalausgabe 1948) Dt. Fünfzig magische Geheimnisse, DuMont Reiseverlag, Ostfildern 1986, ISBN 3-7701-1982-7.
- Aufzeichnungen eines werdenden Genies. Tagebücher 1919–1920. Schirmer/Mosel Verlag 2001, ISBN 3-88814-325-X.

### Filme, Bühnenbilder und Ballett von Dalí
- 1928: Ein andalusischer Hund, Film. Co-Autor und Darsteller; Regie: Luis Buñuel
- 1930: Das goldene Zeitalter, Film. Co-Autor; Regie: Luis Buñuel
- 1932: Babaouo, Filmscript, damals nicht verfilmt; geplant als letzter Film der Trilogie Ein andalusischer Hund und Das Goldene Zeitalter. Michel Cussó-Ferrer hat im Jahr 2000 einen Film unter diesem Titel gedreht, der zum einen dokumentarisch über Dalís Filme berichtet, zum anderen eine Adaption des originalen Scripts zeigt.[102]
- 1939: Bacchanal, Ballett. Libretto und Bühnenbild von Dalí, Choreographie von Léonide Massine
- 1944: Sentimental Colloquie, Ballett. Bühnenbild, Kostüme
- 1945: Spellbound/Ich kämpfe um dich. Film. Künstlerische Gestaltung der Traumsequenz; Regie: Alfred Hitchcock
- 1946/2003: Destino
- 1948: William Shakespeare: Rosalinda o Come vi Piace / As You Like It (Theaterstück). Bühnenbild, Kostüme; Regie: Luchino Visconti; Premiere: 26. November 1948, Teatro Eliseo, Rom
- 1949: Richard Strauss: Salome. Oper. Bühnenbild; Regie: Peter Brook
- 1950: Vater der Braut. Film. Bühnenbild für die Traumsequenz; Regie: Vincente Minnelli
- 1952: José Zorrilla: Don Juan Tenorio. Drama. Kostüme und Bühnenbild; Regie: Alejandro Perla
- 1954: Film zusammen mit Robert Descharnes: Die ungewöhnliche Geschichte von der Spitzenklöpplerin und dem Rhinozeros
- 1961: Le Ballet de Gala: Idee, Bühnenbild und Kostüme von Dalí, Choreographie von Maurice Béjart, Musik von Alessandro Scarlatti
- 1975: Impressionen aus der inneren Mongolei, Film, inszeniert von Dalí

### Von Dalí illustrierte Werke der Literatur
- 1934: Comte de Lautréamont: Les Chants de Maldoror (Die Gesänge des Maldoror). Albert Skira, Paris
- 1934: Georges Hugnet: Onan. Éditions Surréalistes, Paris
- 1938: Paul Éluard: Cours Naturel. Sagittaire, Paris
- 1944: Maurice Sandoz: Fantastic Memories. Doubleday, New York
- 1945: Maurice Sandoz: The Maze. Doubleday, New York
- 1946: Miguel de Cervantes: The Life and Achievements of the Renowned Don Quixote de la Mancha. Random House, New York
- 1947: Michel de Montaigne: Essays. Doubleday, New York
- 1948: Billy Rose: Wine, Women and Words. Simon and Schuster, New York
- 1948: Benvenuto Cellini: The Autobiography of Benvenuto Cellini. Doubleday, New York
- 1948: Maurice Sandoz: Das Haus ohne Fenster. Morgarten, Zürich
- 1950: Maurice Sandoz: On the Verge. Doubleday, New York
- 1950–1952: Dante Alighieri: Commedia 102 Aquarelle
- 1951: Maurice Sandoz: La Limite. La Table Ronde, Paris
- 1954: Eugenio d’Ors: La verdadera historia de Lydia de Cadaqués. José Janés Editor, Barcelona
- 1957: Miguel de Cervantes: Don Quijote. Joseph Foret, Paris
- 1959: Pedro Antonio de Alarcon: Il Sombrero de tres picos (Der Dreispitz). Editions du Rocher, Monaco
- 1960: L’Apocalypse de Saint Jean. Joseph Foret, Paris
- 1963: Dante Alighieri: La Divine Comédie (Die Göttliche Komödie). Les Heures claires, Paris (Hinweise)
- 1963–1967: Biblia Sacra (Heilige Bibel). Otus Verlag, ISBN 3-907194-31-4
- 1966: H. Chr. Andersen: Märchen Gerschmann, Schweden
- 1967: Dalí illustre Casanova
- 1967: Apollinaire: Poèmes secrets
- 1968: Pierre de Ronsard: Les Amours de Cassandre P. Argillet, Paris
- 1969: Johann Wolfgang von Goethe: Faust (Abb.)
- 1969: Lewis Carroll: Alice im Wunderland (Alice’s Adventures in Wonderland). Maecenas Press, Random House, New York (Abb.)
- 1970: André Mary: Tristan et Iseut. Michèle Broutta und andere
- 1970: Leopold von Sacher-Masoch: Venus im Pelz – La Vénus aux Fourrures. Pierre Argillet, Paris
- 1970: Prosper Merimée: Carmen
- 1972: Giovanni Boccaccio: Das Dekameron (Abb.)
- 1973: André Malraux: Roi, je t’attends à Babylone Skira, Genf
- 1974: Ernest Hemingway: Der alte Mann und das Meer
- 1974: Le Bestiaire de La Fontaine Les Maîtres Contemporains, Paris
- 1974: E. J. Tristan de Corbière: Les Amours Jaunes Pierre Belfond und andere
- 1974: John Milton: Paradise Lost
- 1975: Sigmund Freud: Der Mann Moses und der Monotheismus (frz. Übers.) Art et Valeur, Paris

## Dalí-Museen

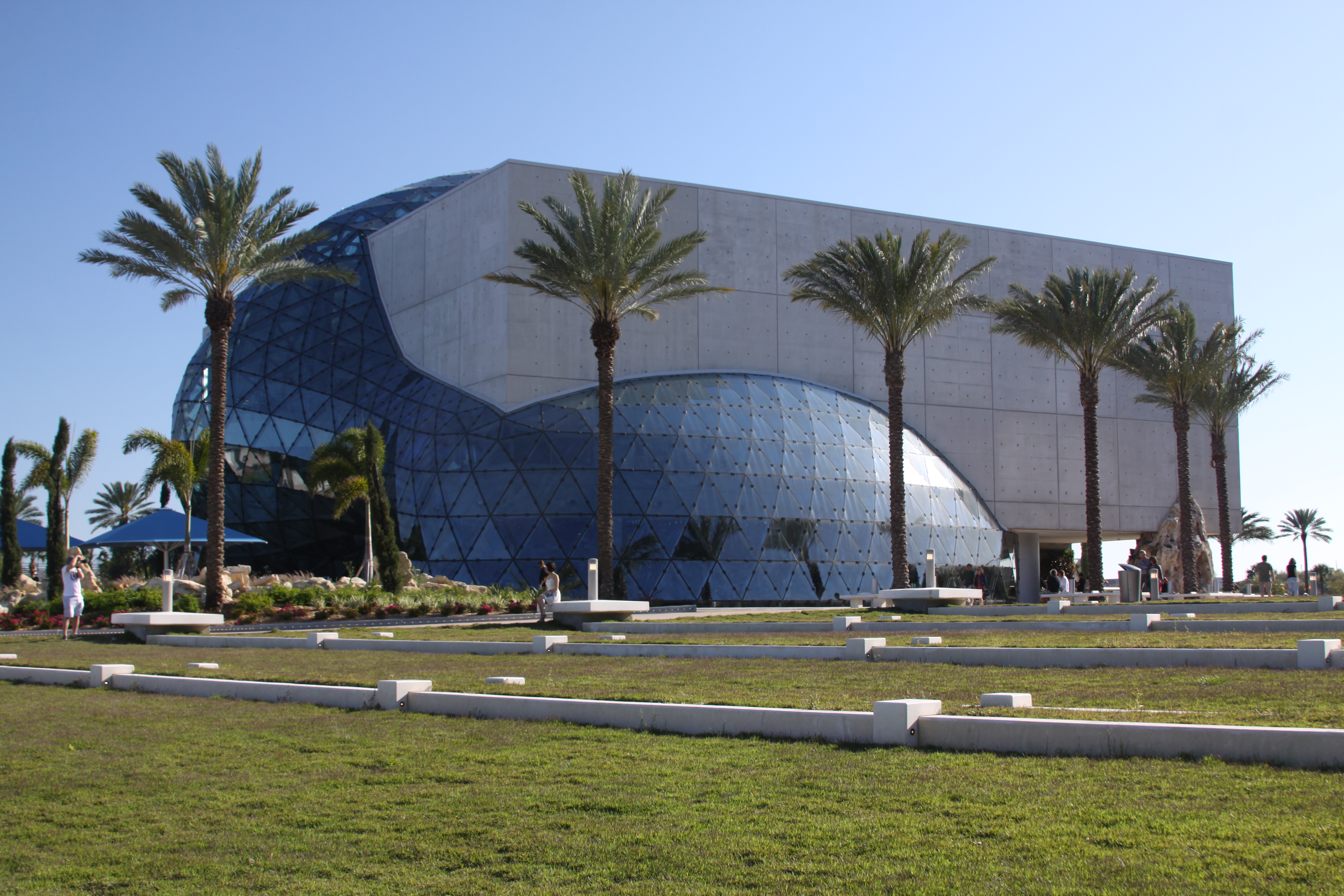
Das neue Dalí Museum in Saint Petersburg

Ausstellungsstück im Teatre-Museu Dalí in Figueres

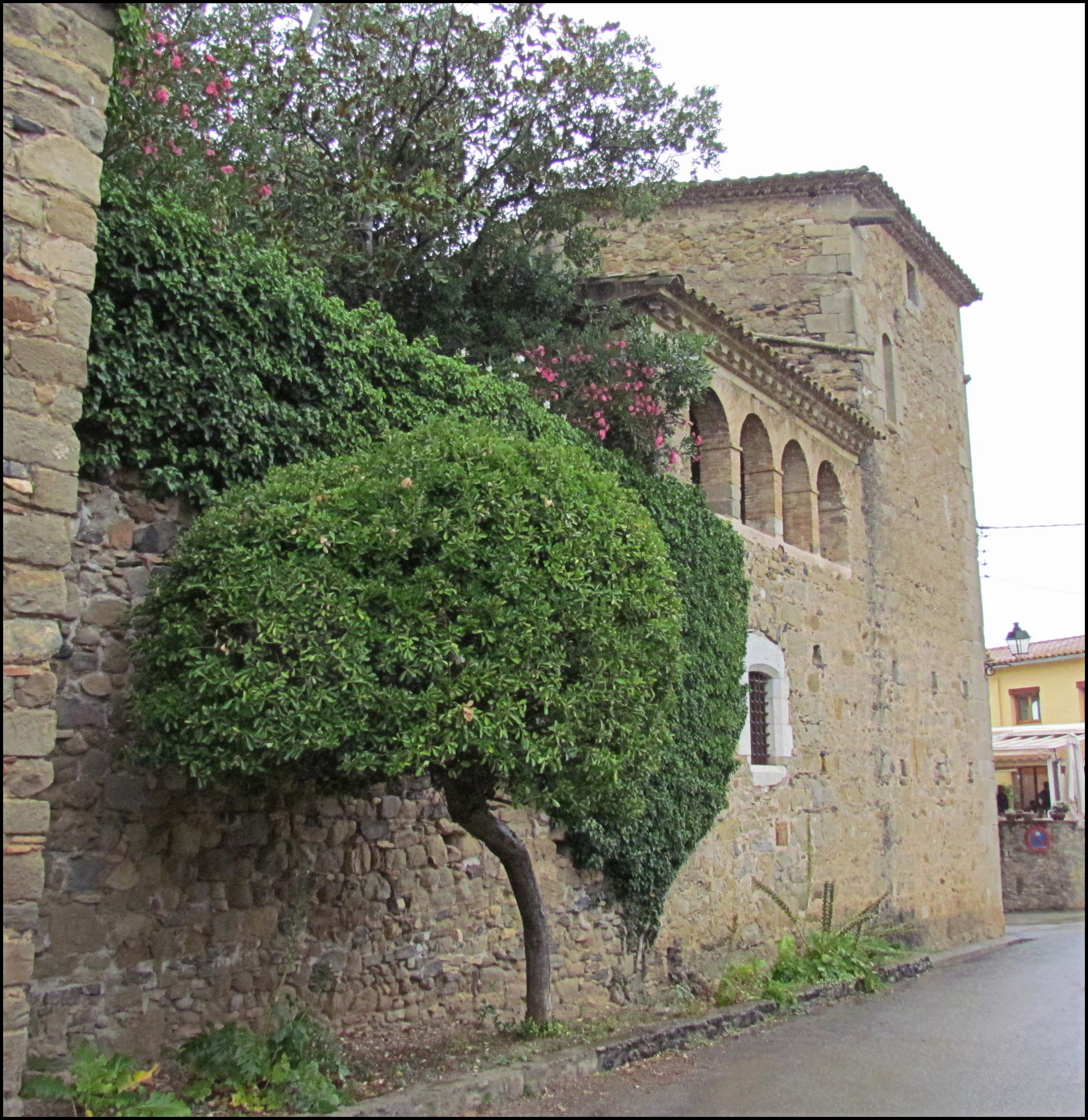
Castell de Púbol

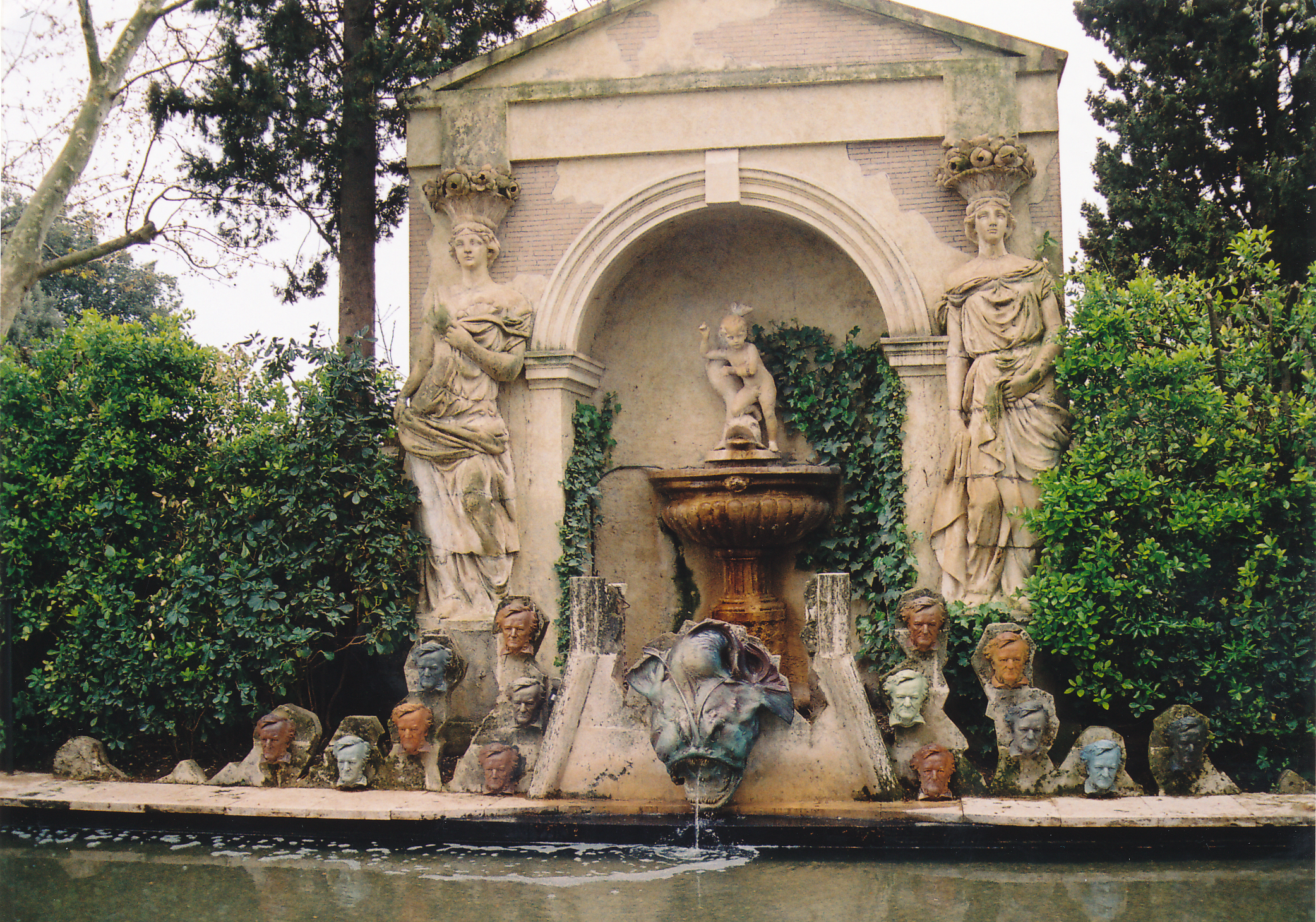
Dalí-Brunnen im Garten des Castell de Púbol mit den Köpfen Richard Wagners

Salvador Dalí ist neben Pablo Picasso ein Künstler, für den es bereits zu Lebzeiten zwei Museen gab, die ausschließlich seinen Werken gewidmet waren. Das erste Museum, das Dalí Museum, wurde von den Dalí-Sammlern A. Reynolds Morse und Eleanor Morse gegründet und von Dalí am 7. März 1971 persönlich eröffnet. Das Ehepaar hatte über Jahrzehnte eine umfangreiche Sammlung aufgebaut und in einem Gebäude in der Nähe ihrer Residenz in Cleveland (Beachwood), Ohio, ausgestellt. Ende 1980 brachte man die Werke nach Saint Petersburg in Florida, wo 1982 ein neues Museum am Hafen eröffnet wurde. Es beherbergt 96 Ölgemälde Dalís, über 100 Aquarelle und Zeichnungen, 1300 Grafiken, Fotografien, Skulpturen, Schmuck sowie ein umfangreiches Archiv. Ein hurrikansicherer Neubau des Museums wurde in 22 Monaten von den Architekten Hellmuth, Obata + Kassabaum fertiggestellt und im Januar 2011 eröffnet.
Das zweite Museum, das Teatre-Museu Dalí in seiner Heimatstadt Figueres in Spanien, war das frühere Theater der kleinen Gemeinde. Ab 1970 ließ Dalí es zu einem eigenen Museum umbauen, um sich selbst zu würdigen und aus Figueres wieder einen Anziehungspunkt zu machen. Es wurde 1974 eröffnet.

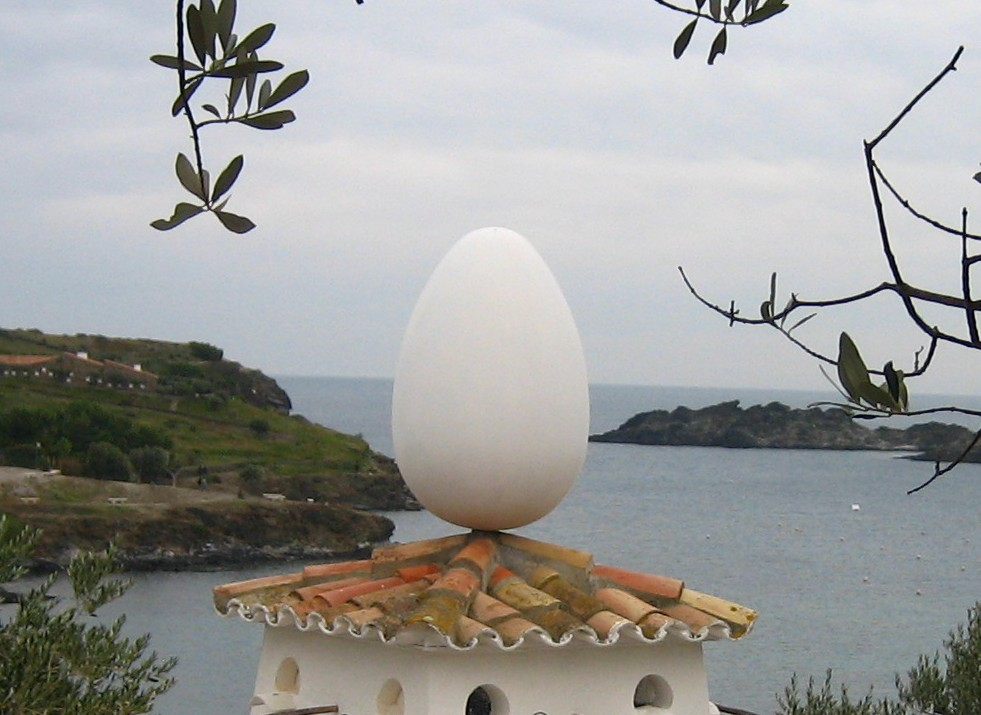
Casa-Museu Salvador Dalí in Portlligat

In Spanien gibt es seit Mitte der 1990er-Jahre zwei weitere Museen. Es handelt sich um das Castell de Púbol, das seit 1970 der Wohnsitz seiner Frau war – schon 1930 hatte Dalí Gala versprochen, ein Schloss nur für sie allein einzurichten. Nach ihrem Tod 1982 war dieses Schloss für zwei Jahre Dalís Wohnsitz, bis er es nach einem Brand im Schlafzimmer 1984 verließ.

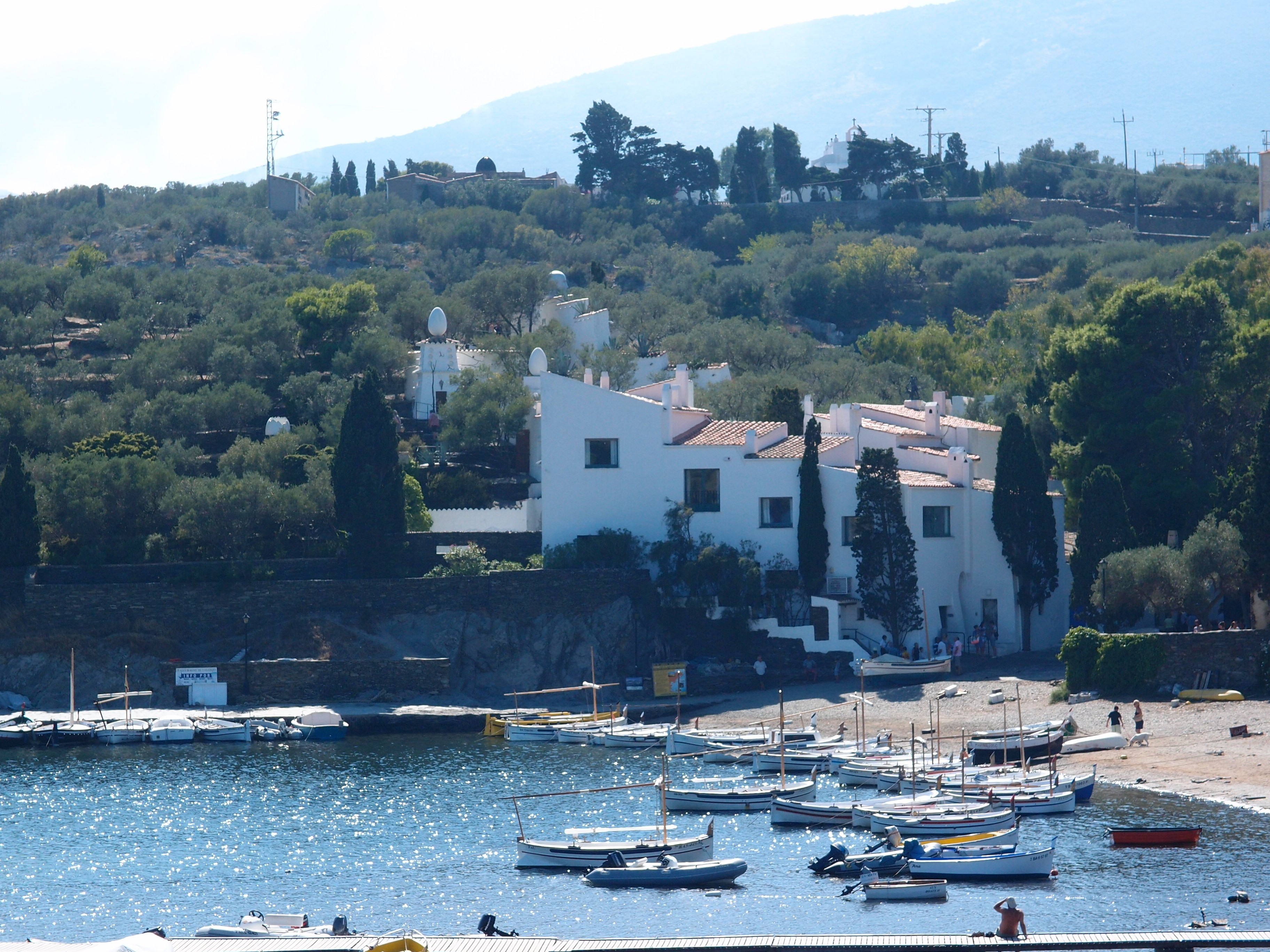
Dalís Wohnhaus, heute Casa-Museu Salvador Dalí

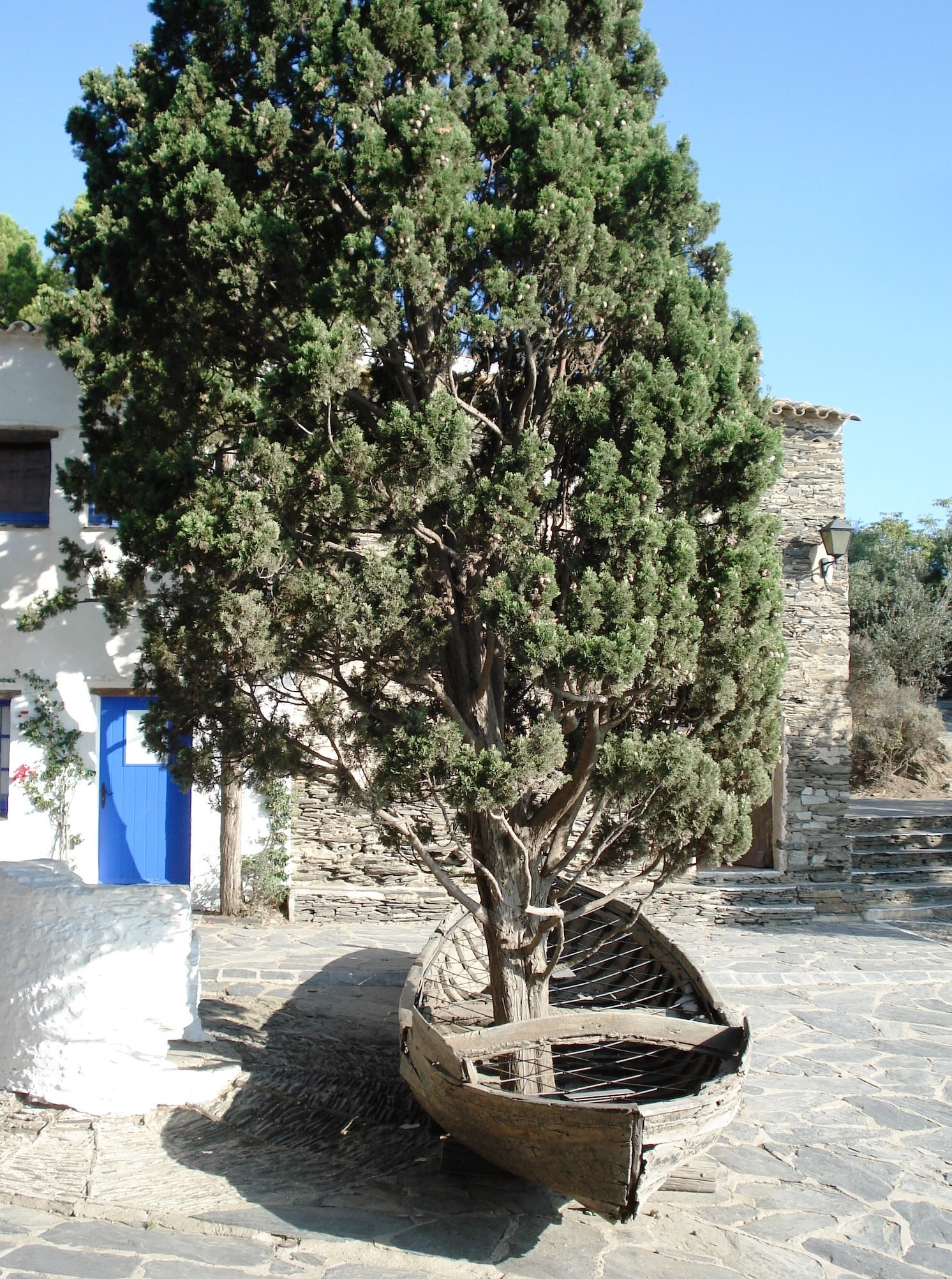
Kunstwerk Zypresse im Boot von Salvador Dali – vor dem Casa-Museu Salvador Dalí in Portlligat

Auch das Wohnhaus in Portlligat in der Gemeinde Cadaqués ist der Öffentlichkeit als Museum Casa-Museu Salvador Dalí zugänglich.
In Paris zeigt das Espace Dalí in einer permanenten Ausstellung hauptsächlich seine Skulpturen und Radierungen. Das Museum nahe dem Place du Tertre auf dem Montmartre hat 300 Originalwerke in seiner Sammlung, die als Dalí Universe an vielen Orten der Welt gezeigt werden.
Seit dem 5. Februar 2009 zeigte das Museum Dalí – Die Ausstellung am Potsdamer Platz am Leipziger Platz in Berlin über 450 Werke des spanischen Künstlers. Die Exponate – Grafiken, Illustrationen, Künstlerbücher sowie Arbeitsmappen und andere Dokumente – sind allesamt Originale, die von privaten Sammlern zur Verfügung gestellt wurden. Bis zum 20. Dezember 2021 war das Museum für den Publikumsverkehr geöffnet. Eine Wiedereröffnung an anderem Ort ist geplant.

## Sekundärliteratur

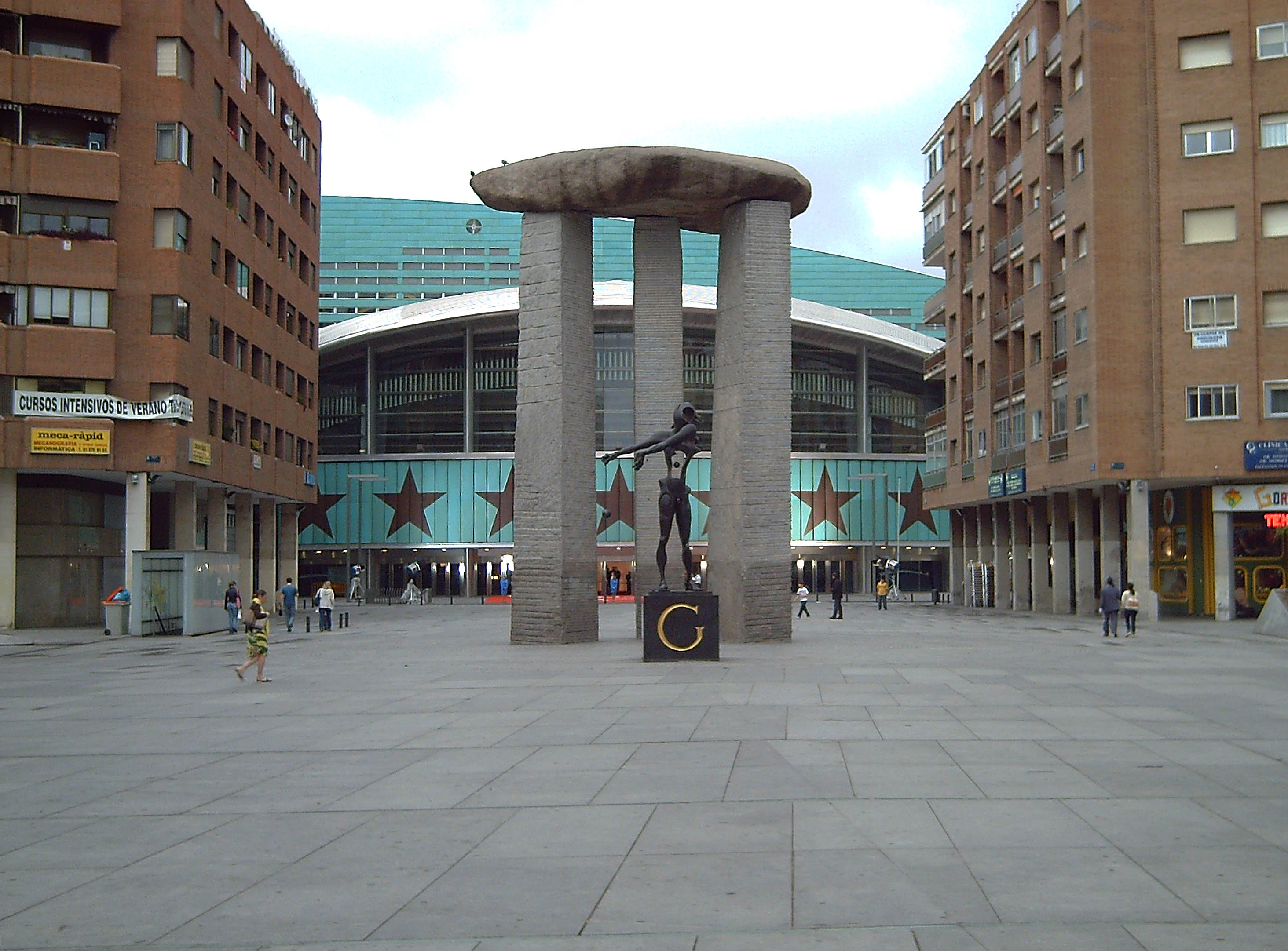
Plaza de Dalí, Madrid

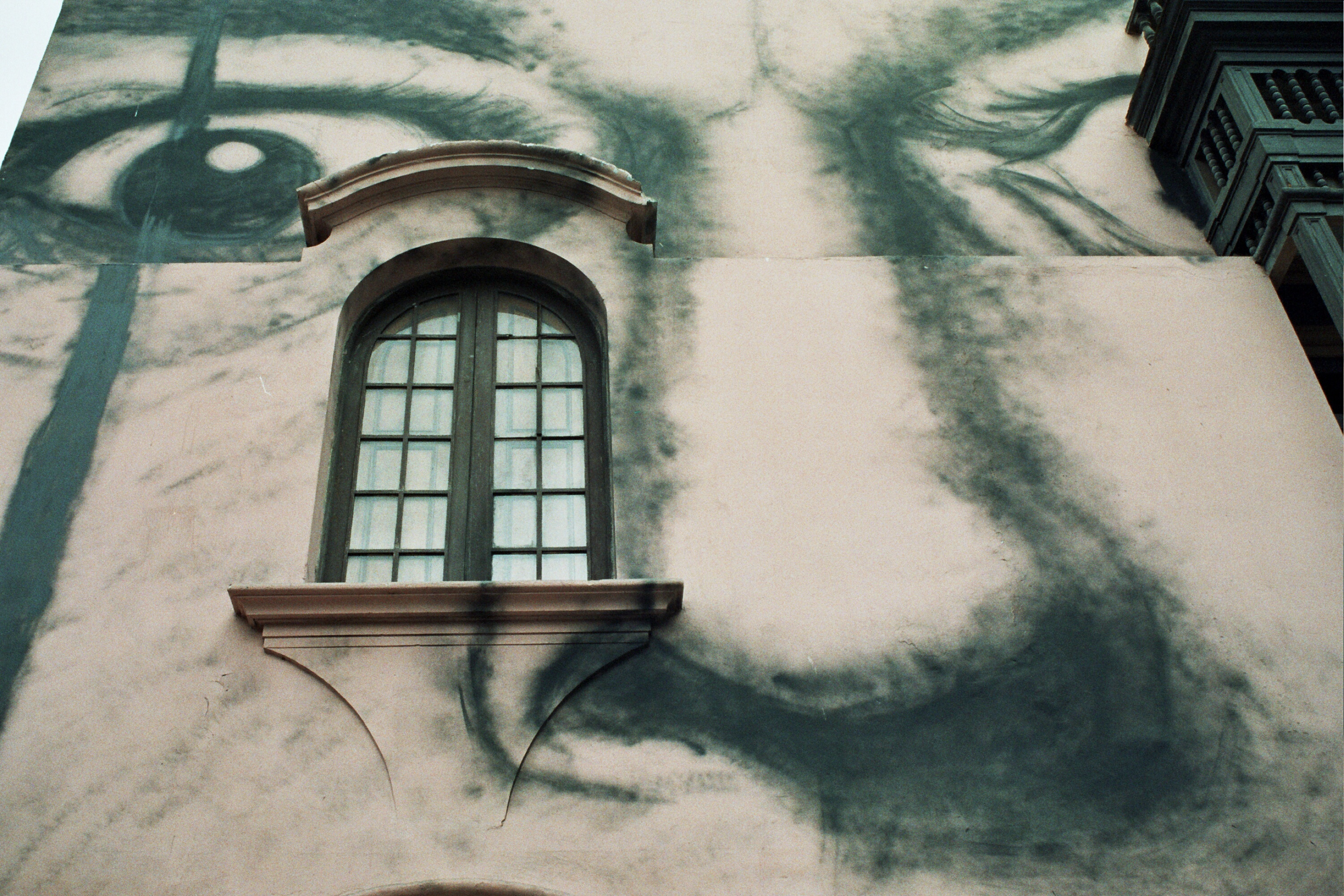
Eine Abbildung Dalís auf einer Häuserwand in Lima, Peru

- Simone Brandes: Salvador Dalí und das Theater (= Studien zur internationalen Architektur- und Kunstgeschichte. Band 90). Imhof, Petersberg 2012.
- Robert Descharnes, Gilles Néret: Salvador Dalí. 1904–1989. Originalausgabe Taschen, Köln 1989. Ausgabe 2006 bei Taschen unter der ISBN 3-8228-5005-5 (Zitate nach dieser Ausgabe).
- Meredith Etherington-Smith: Dalí, eine Biographie. Fischer Verlag, Frankfurt am Main 2002, ISBN 3-596-12880-3.
- Wolfgang Everling: Salvador Dalí als Autor, Leser und Illustrator. Zusammenhang von Texten und Bildern. Königshausen & Neumann, Würzburg 2007, ISBN 978-3-8260-3640-8.
- Herbert Genzmer: Dalí und Gala. Der Maler und die Muse. Rowohlt Verlag, Reinbek 1998, ISBN 3-87134-338-2.
- Ian Gibson: Salvador Dalí. Die Biographie. Deutsche Verlags-Anstalt, Stuttgart 2002, ISBN 3-421-05133-X.
- Carlton Lake: In Quest of Dali. Putnam, New York 1969; Neuausgabe Paragon House 1990, ISBN 1-55778-386-1.
- Amanda Lear: Dalí – 15 Jahre mit Salvador Dalí. Goldmann Verlag, München 1985, ISBN 3-442-06805-3.
- Detlef Lehmann: Die göttlichen Düfte – Salvador Dalí und seine Parfums (Katalog zur Museums-Ausstellung The divine Fragrances), Hrsg. John G. Bodenstein, EKS-Verlag Europäische Kultur Stiftung/Marco Verlag, Bonn-Paris-New York 2004, ISBN 978-3-921754-39-9.
- Conroy Maddox: Dalí. Benedikt Taschen Verlag, Köln 1985, ISBN 3-8228-0012-0.
- Wolfgang Maier-Preusker: Dalí als Illustrator. 100 ausgewählte Illustrationen 1944–1948. Wien 2005, ISBN 3-900208-27-1.
- Wolfgang Maier-Preusker: Dokumentation der Zustandsdrucke zu Dalís Farbholzstich „Luzifer“ aus der Suite: Dante-Die Göttliche Komödie von 1960–1963. Wien 2002, ISBN 3-900208-25-5.
- Wolfgang Maier-Preusker: Salvador Dalí. Die Farbholzstich-Illustrationen zum Dante-Zyklus ‚Die Göttliche Komödie’ im Bestand der Maecenas Sammlung. Museumspublikation. Wien 2004, ISBN 3-900208-19-0.
- George Orwell: Benefit of Clergy: Some Notes on Salvador Dalí, deutsch Zu Nutz und Frommen der Geistlichkeit: Einige Bemerkungen über Salvador Dalí. In: Ders.: Rache ist sauer, Essays, Diogenes Verlag, Zürich 1975, ISBN 3-257-20250-4, S. 39–52.[108]
- Torsten Otte: Salvador Dalí – Eine Biographie mit Selbstzeugnissen des Künstlers. Königshausen & Neumann, Würzburg 2006, ISBN 3-8260-3306-X.
- Lisa Puyplat (Hrsg.): Salvador Dalí. Facetten eines Jahrhundertkünstlers, Königshausen & Neumann, Würzburg 2005, ISBN 3-8260-3021-4.
- Linde Salber: Salvador Dalí. Rowohlt Verlag, Reinbek 2004, ISBN 3-499-50579-7.
- Ralf Schiebler: Dalí – Die Wirklichkeit der Träume. Prestel Verlag, München 2004, ISBN 3-7913-2979-0.
- Wieland Schmied: Salvador Dalí – Das Rätsel der Begierde. Serie piper Galerie, Piper, München 1991, ISBN 3-492-11206-4.
- Christiane Weidemann: Salvador Dalí. Prestel Verlag, München 2007, ISBN 978-3-7913-3815-6 (Reihe LIVING ART).
- Volker Zotz: André Breton. Rowohlt Verlag, Reinbek 1990, ISBN 3-499-50374-3.

Werkverzeichnisse
- Albert Field: The Official Catalog of the Graphic Works of Salvador Dalí, Salvador Dalí Archives Ltd., New York 1996, ISBN 0-9653611-0-1
- Ralf Michler und Lutz W. Löpsinger: Salvador Dalí. Das druckgraphische Werk I: Oeuvrekatalog der Radierungen und Mixed-Media-Graphiken 1924–1980. Prestel Verlag, München 2. Auflage 1995, ISBN 3-7913-1285-5 und
- Ralf Michler und Lutz W. Löpsinger: Salvador Dalí. Das druckgraphische Werk II: Lithographien und Holzschnitte 1956–1980. Prestel Verlag, München 1995, ISBN 3-7913-1492-0

## Filme über Dalí
- 1965: Dalí in New York, Doku-Film, Regie: Jack Bond
- 1967: L’autoportrait mou de Salvador Dalí, Regie: Jean-Christophe Averty
- 1970: The Soft Self Portrait of Salvador Dali, Sprecher Orson Welles[109]
- 1992: Die geheime Sammlung des Salvador Dalí, fiktionale Dokumentation. Buch und Regie: Otto Kelmer
- 2009 Little Ashes, Film über die jungen Jahre Dalís, insbesondere seine Beziehung zu Lorca und Buñuel. Hauptrollen: Robert Pattinson, Javier Beltrán, Matthew McNulty und Arly Jover.
- 2014: Dalí & I. The Surreal Story. Regie: Andrew Niccol, Hauptrollen: Cillian Murphy und Al Pacino. Der Film erzählt die Lebensgeschichte des spanischen Malers nach dem gleichnamigen Buch von Stan Lauryssens.
- 2022: Dalíland, Regie: Mary Harron, Dalí wird gespielt von Ben Kingsley